# 神聖ローマ帝国

神聖ローマ帝国
Heiliges Römisches Reich
Sacrum Romanum Imperium

国歌: Gott erhalte Franz den Kaiser（ドイツ語）
神よ、皇帝フランツを守り給え（1797年 - 1806年）
最大領土
（1200年 - 1250年）
版図の変遷は下記

| 先代                                   | 次代                                                                                             |
| -------------------------------------- | ------------------------------------------------------------------------------------------------ |
| 東フランク王国 イタリア王国 ドイツ王国 | オーストリア帝国 プロイセン王国 ライン同盟 教皇領 サヴォイア公国 ネーデルラント フランス第一帝政 |
1. 
2. 
3. 

神聖ローマ帝国（しんせいローマていこく、ドイツ語: Heiliges Römisches Reich, ラテン語: Sacrum Romanum Imperium, 英語: Holy Roman Empire）とは中近世の中央ヨーロッパに存在した政体である。現在のドイツ、オーストリア、ベネルクス、チェコにあたる。

## 概要
1806年に解散したときの帝国は中央ヨーロッパに散らばる300以上の王国・公国・自由都市・教会国・侯領・伯領などの領邦から成る国家連合で、各領邦は主権を持つ事実上の独立国家だった。これは帝国最大の内乱である三十年戦争の結果として締結された1648年の『ヴェストファーレン条約』によるものである。
一方で帝国全体が関わる司法・軍隊・地方行政区分といった諸制度は統一国家であったころの1495年に行われた、いわゆる帝国改造から本格的に整えられている。この頃から既に正式な国名を「ドイツ人の神聖ローマ帝国」と言い、諸制度の及ぶ範囲もいわゆるドイツに限定されていた。
帝国改造以前の神聖ローマ帝国は政体というよりも古代ローマ帝国の伝統を受け継ぐカトリック信仰を持つヨーロッパ地域の総体のような概念で、その中での世俗の頂点である皇帝が統治するドイツ・イタリア・ブルグントの同君連合王国が政体としての帝国であった。一方で、カトリック教会の頂点である教皇も皇帝と並ぶ権威を有しており、両者は依存しあいながらも対立する関係だった。中世盛期においては単にローマ帝国と呼ばれ、帝国であるからには当然神聖と見なされていたが、教会との争いにおいてそれが揺らいだため、中世後期から明示的に神聖ローマ帝国と名乗るようになった。
神聖ローマ帝国がいつから始まったかについては、ドイツ国家として捉えれば962年のオットー1世の戴冠である。オットー1世以来、皇帝は常にいわゆるドイツ（旧東フランク王国）から出ていたためである。しかし、歴代皇帝はイタリア統治にも熱心であり、本国を疎かにしたことは領邦の自立を招いた。皇帝の力が弱まったことでイタリア・ブルグントへの統治権も及ばなくなる。さらに宗教改革によって帝国内の教会の統制も崩れ、三十年戦争へと繋がっていった。
帝国をドイツ国家ではなくヨーロッパ全体に渡る権威として捉えた場合は、その始まりは西暦800年のカール大帝の戴冠まで遡る。フランク王カールは当時のカトリック社会をほぼ統一したため、東方のギリシャ（正教会）にいる（東）ローマ皇帝の代わりとしてローマ教皇に担ぎ出されたのである。ここにローマ、ゲルマン、カトリックが融合した独自の文化圏が政体として成立し、帝国はこの伝統を1,000年に渡って受け継いだ。一方で東方からはローマ帝国と認められず、中世を通して「フランク」と呼ばれ続けた。
つまり神聖ローマ帝国はローマ教皇に支持された皇帝を認めた国家、あるいは地域であり、西暦800年のカール大帝の戴冠を始まりとし、継承により生まれた。当時の理念的には古代ローマ帝国と一体であり、また、カトリック教会を含む概念でもあった。カトリック教会と教皇の守護者である神聖ローマ皇帝は最高権威を教皇と二分し、皇帝の権威は教会を通じて西欧全体に及んでいた。しかしその実権は封建制の下で制限され、皇帝を直接の君主とする地域は962年のオットー1世戴冠をもってドイツとイタリア北部などに限定された。「神聖ローマ帝国」の名称はこうした分裂傾向が強まった1254年からのもので、それまでは単に「ローマ帝国」「帝国」と呼ばれていた。
近世では神聖ローマ帝国の形骸化が進み、皇帝を君主とする地域に限定しても複数の民族から構成される国家連合に近いものとなり、末期にはアウステルリッツの戦いでフランス皇帝 ナポレオン1世の前に降伏し、プレスブルクの和約によって帝国は解体・割譲され、北イタリアへの宗主権すら失い、オーストリアを除くと実質的にドイツ諸侯の連邦となり果てていた。帝国の全体像を把握することは困難となり、フランスの哲学者 ヴォルテールは歴史哲学を論じた『諸国民の風俗と精神について』において、近世の神聖ローマ帝国を「神聖でなく、ローマでなく、帝国でない」と酷評した。
日本では通俗的に962年のオットー1世の戴冠を神聖ローマ帝国の始まりと見なし、高等学校における世界史教育もこの見方を継承している。しかしドイツの歴史学界では西暦800年のカール大帝の戴冠を神聖ローマ帝国の始まりとするのが一般的である。
帝国史は3つの時期に区分される。すなわち、
- フランク国王 カールの皇帝戴冠から中世盛期に至る「ローマ帝国」期（800年-10世紀）
- オットー1世の戴冠からシュタウフェン朝の断絶に至る「帝国」期（962年-1254年）
- 中世後期から1806年に至る「ドイツ国民の神聖ローマ帝国」期

の3つである。
「ローマ帝国」期はギリシアのローマ皇帝（東ローマ皇帝）に対抗できる力を持ったカロリング朝フランク王国の国王カール1世が、西暦800年に「ローマ皇帝」に戴冠されたことで始まった。この時代の帝国は歴史学上の用語でカロリング帝国とも呼ばれる。領域は当時のカトリック世界ほぼ全域にわたり、古典古代・カトリック・ゲルマンの文化的融合が推進された（カロリング朝ルネサンス）。しかし843年のヴェルダン条約と870年のメルセン条約の結果、フランク王国は東フランク王国・西フランク王国・イタリア王国に分割された。その後も帝位はイタリアを舞台にして争われたが、924年に皇帝ベレンガル1世が暗殺されると帝国から皇帝はいなくなり、数十年に及ぶ皇帝空位時代が訪れた。
「帝国」期は962年に東フランク国王 オットー1世が皇帝となって帝位を復興したことで始まった。皇帝はイタリア王と東フランク国王を兼ねた君主で、1032年からはフランス南東部のブルグント国王も兼ねた。帝国の政治的中心は東フランク王国（後のドイツ）であり、11世紀以降の東フランク国王はローマ王を称した。ローマ王はゲルマン王国の伝統に基づいた選挙王制の形式で選出されていたが、ザクセン朝・ザーリアー朝・ホーエンシュタウフェン朝のいわゆる三王朝時代では事実上の世襲が行われた。そのため実際に選挙原理が働くのは王統が断絶した非常時だけだった。ローマ王はローマで教皇から戴冠しなければ皇帝と名乗れず、そのためドイツ諸侯を率いてイタリア半島へ度々遠征した（イタリア政策）。皇帝は独立性の強い諸侯に対抗する手段として帝国内の教会を統治機構に組み込んでいた（帝国教会政策）。10世紀から11世紀にかけて皇帝権は教皇権に対して優勢であり、歴代皇帝は度々腐敗した教皇庁に介入した。だが教会改革運動が進展すると皇帝と教皇の対立が引き起こされた。11世紀後半から12世紀にかけての叙任権闘争で皇帝は敗北して神権を失い、教皇の権威が皇帝を上回った。この間に諸侯は特権を拡大して領邦支配を確立した。1254年にホーエンシュタウフェン朝が断絶すると20年近くも王権の影響力が空洞化する大空位時代となり、諸侯への分権化がより一層進んだ。
「神聖ローマ帝国」の国号は大空位時代から用いられだした。大空位時代後の13世紀から15世紀にかけてローマ王位は殆ど世襲されず、異なる家門から国王が選ばれる跳躍選挙の時代となった。1356年に皇帝カール4世は金印勅書を発布し、ローマ王はドイツの有力な7人の選帝侯による選挙で選ばれると定めた。選帝侯には裁判権・貨幣鋳造権等の大幅な自治権が与えられた。15世紀半ばからはオーストリア大公のハプスブルク家が帝位をほぼ独占した。マクシミリアン1世治世の1495年から行われた帝国改造によって、神聖ローマ帝国は諸侯の連合体として新たな歴史を歩むこととなった。ローマ王は教皇から直接帝冠を受けなくても神聖ローマ皇帝を名乗ることを許され、同時期に「ドイツ国民の神聖ローマ帝国」という国号が定められた。この頃までには皇帝のイタリア・ブルグント王権は失われていた。
「ドイツ国民の神聖ローマ帝国」期の16世紀、皇帝カール5世はイタリア戦争でヴァロワ朝 フランス王国やローマ教皇と戦い、イタリアにおける覇権を手にしたイングランド王家と閨閥をつくったほか、ローマ教皇庁公認の中世大学を版図の外にも複数抱えた。しかし同時期に始まった宗教改革によってドイツはカトリックとプロテスタントに分裂。宗教紛争は最終的に皇帝を中心とするカトリック勢力の敗北に終わり、アウクスブルクの和議によりプロテスタント信仰が容認されるとともに領邦の独立性が更に強化された。それでも宗教対立は収まらず、1618年から始まった三十年戦争ではドイツ各地が甚大な被害を受けた。1648年にヴェストファーレン条約によって戦争は終結し、全諸侯に独自の外交権を含む大幅な領邦高権（主権）が認められた。一方で平和的な内紛解決手段も整えられ、諸侯の協力による帝国の集団防衛という神聖ローマ帝国独特の制度が確立することとなった。しかしこのヴェストファーレン体制も18世紀になると諸侯間のバランスが崩れることで形骸化し始めた。その中で台頭してきたのはプロイセン王国（ブランデンブルク選帝侯）で、18世紀初頭でのスペイン継承戦争では帝国の兵力のほとんどをプロイセンに頼っていた。また、プロイセンは1740年からのオーストリア継承戦争でハプスブルク家と決定的な対立関係となった。ハプスブルク家は外交革命で長年の宿敵だったフランスと同盟し、1754年からの七年戦争でプロイセンと相対した。1792年にフランス革命戦争が勃発すると帝国はナポレオン・ボナパルトの侵攻を受け、イタリアとライン川以西が事実上フランスに併合された。
1804年に「ローマ＝ドイツ帝国」と改称した帝国は300以上あった諸侯を40前後に統合・整理した。しかし新たに生まれた中規模諸侯たちは欧州を席巻していたフランスのナポレオン・ボナパルトに従属するライン同盟を編成した。レーゲンスブルクにあった帝国議会は1806年8月1日に帝国解散を決議し、フランス公使は議場で「ドイツ帝国」解散決議書を読み上げた。既に「オーストリア皇帝 フランツ1世」を称していた神聖ローマ皇帝フランツ2世は1806年8月6日、ウィーンの宮廷内礼拝堂のバルコニーで伝令官に短い帝国解散勅書を読み上げさせ、中世から続いた帝国は完全に解体され終焉を迎えた。

## 名称
古代ローマ帝国の後継を称し、その名称は時代とともに幾度も変化した。
- 10世紀まで- ローマ帝国[nb 4]
  - カールは公文書においてローマ帝国の名を用い、彼の後継者達もまた「ローマ帝国の皇帝」[nb 5]を名乗った。
- 11世紀 - 帝国[nb 6]（あるいはローマ帝国）
  - 独: Römisches Reich
  - 羅: Imperium Romanum
- 12世紀 - 神聖帝国
  - 羅：Sacrum Imperium
  - 「神聖（Sacrum）」の形容詞は、1157年にフリードリヒ1世がドイツの諸侯に発布した召喚状に初めて現れる[11]。
- 13世紀 - 神聖ローマ帝国
  - 独：Heiliges Römisches Reich
  - 羅：Sacrum Romanum Imperium
- 1512年 - ドイツ国民の神聖ローマ帝国
  - 独：Heiliges Römisches Reich Deutscher Nation
  - 羅：Sacrum Romanum Imperium Nationis Germanicae
- 1804年 - ローマ＝ドイツ帝国
  - 独：ドイツ語: Römisch-Deutschen Reiche - 皇帝称号変更命令による。
- 1806年8月6日 - ドイツ帝国
  - 独：ドイツ語: Deutsches Reich - 神聖ローマ帝国の解散詔勅による。
  - ただし皇帝の称号は終始「神聖ローマ皇帝」（ドイツ語: Erwählter römischer Kaiser）を名乗った。

元々、彼らは古代ローマ帝国やカロリング帝国の継承国を自認していた。カロリング帝国はローマ帝国の継承国を自認しており、必然的に「神聖ローマ帝国」の名は西ローマ帝国から受け継がれた帝権を継承した帝国であるということを標榜していた。そして帝位にふさわしいと評価を得た者がローマ教皇によりローマで戴冠され、神聖ローマ皇帝に即位したのである。しかし、ヴォルテールの「神聖でなく、ローマでなく、帝国でない」の言葉に代表されるように、この国家は「神聖」の定義や根拠が曖昧で、「ローマ帝国」と称してはいるが、現在のドイツからイタリアまでを領土としていてもローマは含んでおらず、さらに「帝国」を名乗りつつも皇帝の力が実質的に及ぶ領土が判然としない国であった。
また、同時代に古代ローマ帝国の後継を称した国としては、15世紀中期まで東ローマ帝国が存続していた。当然のことながら、東ローマ帝国側は神聖ローマ帝国が「ローマ帝国」であることを認めず、その君主がローマ皇帝であることも承認しなかった（二帝問題）。一方、神聖ローマ帝国側でも、東ローマ皇帝のことをローマ帝国であると認めず、「コンスタンティノープルの皇帝」「ギリシア人の王」などと呼ぶようになっていた。
時代が下って1933年に国家社会主義ドイツ労働者党が政権を握る（ナチ党の権力掌握）と、彼らは自らを「第三帝国」と呼び慣わしたが、これは神聖ローマ帝国(800年 - 1806年)、ドイツ帝国(1871年 - 1918年)に次ぐ「第三のドイツ人帝国」という意味である。

## 領域

現在の国境線と神聖ローマ帝国の領域の変遷

神聖ローマ帝国の領域は今日のドイツ連邦共和国（南シュレースヴィヒを除く）・オーストリア共和国（ブルゲンラント州を除く）・チェコ共和国・スイス連邦・リヒテンシュタイン公国・オランダ王国・ベルギー王国・ルクセンブルク大公国・スロベニア共和国（プレクムリェ地方を除く）・フランス共和国東部（主にアルトワ・アルザス・フランシュ＝コンテ・サヴォワ・ロレーヌ）・イタリア共和国北部（主にロンバルディア州・ピエモンテ州・エミリア＝ロマーニャ州・トスカーナ州・南チロル）・ポーランド共和国西部（主にシレジア・ポメラニア・ノイマルク）に及んでいた。
帝国は当初「フランク国王」のち「ローマ王・イタリア王」が皇帝に戴冠されて成立した。しかしフランク王国の分裂後、帝位は東フランク王国に移り、その領域は現在のドイツから北イタリアにまたがっていた。また9世紀末から10世紀に東フランク国王（ドイツ王）に臣従していたボヘミア（現在のチェコ共和国）は1158年（または1159年）に大公から王国へ昇格し、帝国が消滅するまでその一部であり続ける。
1032年にブルグント王国の王家が断絶すると、1006年にブルグント国王ルドルフ3世とドイツ王（のち神聖ローマ皇帝）ハインリヒ2世の間で結ばれていた取り決めにより、ハインリヒ2世の後継者コンラート2世がドイツ王・イタリア王に加えてブルグント国王も兼ねることとなった。ブルグント王国は現在のフランス南東部にあった王国であり、これにより神聖ローマ帝国の領域は南東フランスにまで拡大した。
13世紀半ば、皇帝不在の大空位時代を迎えて皇帝権が揺らぐと、イタリアは次第に帝国から分離した。ブルグントにはシャルル・ダンジューを初めとするフランス勢力が入り込んだ。イタリアの諸都市は実質的に独立を得ていき、後にはやはりフランスが勢力を伸ばそうとした。皇帝位を世襲するようになったハプスブルク家は北イタリアからフランスの勢力を撃退し、この地域の支配を確立するのであるが、それは北イタリアが再び帝国の制度に編入されたことを意味するのではない。北イタリア諸邦は帝国クライスに属さず、帝国議会にも出席していない。ただし、近年の研究では帝国と北イタリアの結びつきについて再評価も行われている。
また、1648年のヴェストファーレン条約（ウェストファリア条約）の結果、エルザス＝ロートリンゲン（アルザス＝ロレーヌ）のいくつかの都市がフランスに割譲され、スイスとオランダが独立した。この三地域は帝国から分離したのであり、北イタリアと同様、もはや帝国の制度外の地域となった。しかし、戦争に負けたとは言え、その版図に限られない国際的な影響力を維持した。その後もフランスのエルザス＝ロートリンゲンへの進出は続き、神聖ローマ帝国が消滅する1806年までにこの地域の全てが帝国から脱落することとなった。

## 歴史

### 中世前期

神聖ローマ帝国旗（1200年 - 1350年）

800年、カロリング朝のフランク国王 カール1世がローマ教皇レオ3世によって神聖ローマ皇帝として戴冠された。5世紀末に西ローマ帝国が滅亡した後も西欧はローマ帝国の西域として存在していたが、ここに「ローマ皇帝」が復活したのである。この帝国は公的にはローマ帝国であるが、現在の歴史学では「西方の帝国」「西ローマ帝国」「フランク帝国」「カロリング帝国」など様々な名前で呼ばれている。また、この帝国はフランク王国の最終段階とされる場合もあるが、あくまで皇帝位をフランク国王が兼任していた時代にすぎず、カールの戴冠以降もフランク王国単体とフランク王国を含む帝国全体とは、それぞれ異なるものとして区別されていた。
カールの戴冠は建国ではなく、この帝国は中世西欧における古代ローマ帝国の連続体であり、カールは戴冠によって既にあった西ローマ帝国の皇帝位を受け継いだにすぎず、何らかの帝国組織や帝国制度を創出したわけではなかった。またフランク王国にしてもカロリング朝より前のメロヴィング朝の時代から既に存在しており、カロリング朝にしてもカール大帝の代までには既にフランク王国の支配者となっていた。フランク王国を当時の大国に育て上げたのは大帝の祖父であるカール・マルテルであり、カロリング朝最初の国王は父のピピン3世であった。カールの戴冠の意義は西欧が東ローマ皇帝に理念的にも従属しなくなったということであり、またローマ・ゲルマン・キリスト教の三要素からなる、後に神聖ローマ帝国と呼ばれる概念が誕生した瞬間だということである。しかし、843年のヴェルダン条約・870年のメルセン条約に伴い、ゲルマン人の風習である分割相続の下でフランク王国は分裂した。分裂したフランク王国は一度統合されるものの、888年に皇帝 カール3世が死去すると再び分割され再建されることはなかった。フランク王国の分裂はフランス・ドイツ・イタリアという国家の始まりでもある。なお、フランク王国分裂後も名ばかりの帝位をイタリア王が得ていたが、924年に途絶えた。

#### 西ローマ帝国の衰退とフランク王国
395年、地中海世界の全域を支配する世界帝国であった古代ローマ帝国は東西に分割された。東ローマ帝国ではその後も1000年以上ローマ皇帝による支配が続いたが、西ローマ帝国では「蛮族」が侵入して自らの王国を建てていった。476年にはとうとう本土イタリアが失われ、西ローマ皇帝位も廃止された。ガリア（現在のフランス）北部ではローマ人の軍司令官が支配するソワソン管区が残っていたが、486年にメロヴィング朝フランク王国の国王クローヴィス1世によって滅ぼされた。フランク王国は後々ガリア全域を支配下に入れ、分裂と統一を繰り返しながらも強大化していく。
メロヴィング朝フランク王国の末期は、宮宰（マヨル＝ドムス）が王国の実権を握っていた。元々宮宰は王家の家政を取り仕切る、いわば執事長に過ぎないが、フランク王国では王家の家政上の私事と公務の区別があいまいのまま宮宰が行政・裁判・戦争に参加する権限を持ち、事実上の君主となっていた。8世紀初頭のフランク王国は東のアウストラシアと西のネウストリアに分かれており、両方に宮宰がいた。アウストラシアでは7世紀半ばにカロリング家による宮宰職の世襲がほぼ確立していた。カロリング家のカール・マルテルは714年にアウストラシアの宮宰となり、718年には32歳前後でフランク王国全体の宮宰となった。
カール・マルテルはフランク王国における軍事、内政両面の制度を整えた。トゥール・ポワティエ間の戦いでウマイヤ朝のイスラム軍の侵入を防いだことで名高い。このころ、アラビア半島を統一して国内が落ち着いたウマイヤ朝が領土拡大を開始していた。北アフリカからジブラルタル海峡を越えてイベリア半島（アラビア語でアル＝アンダルス）に侵入し領土とした。兵站を確保し、道路を整備し徴兵制度を整えたウマイヤ朝軍はイベリア半島の西ゴート王国は滅ぼした、720年にはピレネー山脈を越えてフランク王国にまで進出してきていた。732年、ウマイヤ朝が大規模な北上を開始し、現在のフランス中央部ロワール川流域にまで迫る。カール・マルテルは厳しく訓練された重装歩兵の密集隊形によって敵将を討ち取った。しかしこれは決定的な戦況の変化には結びつかなかった。ウマイヤ軍は駱駝や馬などの騎兵を上手く運用することにより、重装歩兵の弱点であるスピードでもって優位をもっていたからである。また、度重なるイスラムの聖戦活動により錬度の高い戦士たちはカール大帝よりも優位に戦闘を進めるに至った。しかし、突如としてウマイヤ軍は撤退を開始した。理由は明かされていないものの、政治的な理由か巡礼月が近かったからなどの説がある。カール・マルテルは圧倒的な劣勢からヨーロッパのイスラム侵略を防衛した英雄となる。結果、西ヨーロッパへのイスラム教徒の侵入はイベリア半島で留められた。内政面では王国全土の3分の1を占めていた教会領の没収を強行して、国を守る騎士に貸与（恩貸）した。封建制度の基礎を作ったのである。これは、ウマイヤ朝に比べて馬の数が少ないフランク王国における騎兵を常備させるためである。希少な馬を育て、騎兵として国家が運用するために編み出したのがこの封権制度であった。（イスラムでは逆に、絶対制度であるカリフ制の後に封権制度が現れる。）これにより、再度イベリアからのイスラム圏の侵略に対応しようとした。だが代償として、カロリング家と教会との関係は悪化してしまった。
741年にカール・マルテルは55歳で死去し、750年には息子のピピンが36歳前後でフランク王国全土の実権を握る宮宰となった。宮宰となったピピンは、まずカール・マルテルが悪化させた教会との関係を修復。751年、ピピンはローマ教皇ザカリアスの支持を受けた上でフランク族の貴族たちによって国王に選出され、ピピン3世として即位。メロヴィング朝の国王キルデリク3世は廃された。754年から755年、ピピンは教皇の支持への見返りにイタリアの大部分を支配していたランゴバルド王国と戦い、イタリア中心部のラヴェンナを奪って教皇ステファヌス2世に献上（ピピンの寄進）した。ピピンの時代にはカトリック教会とカロリング朝の結びつきは強くなり、フランク王国を「神の国」とするような観念が見られ始める。768年にピピンは52歳で死去し、息子のカール（後のカール1世）とカールマンがそれぞれ26歳と17歳前後で後を継いだ。その後771年にカールマンが早逝したので、以降カールが単独で王国を支配した。
カールの生涯の大半は征服行で占められていた。46年間の治世のあいだに53回もの軍事遠征を行った。北ではザクセン族（北ドイツ）、南ではランゴバルド王国（イタリア）、西ではウマイヤ朝（スペイン）、東ではバイエルン族（南ドイツ）やアヴァール人と戦った。他にも西のブルターニュや北のフリース族と戦った。カールはフランク王国の領土を最大に広げ、800年に神聖ローマ皇帝として戴冠されることになる。

#### 西ローマ帝国の復興

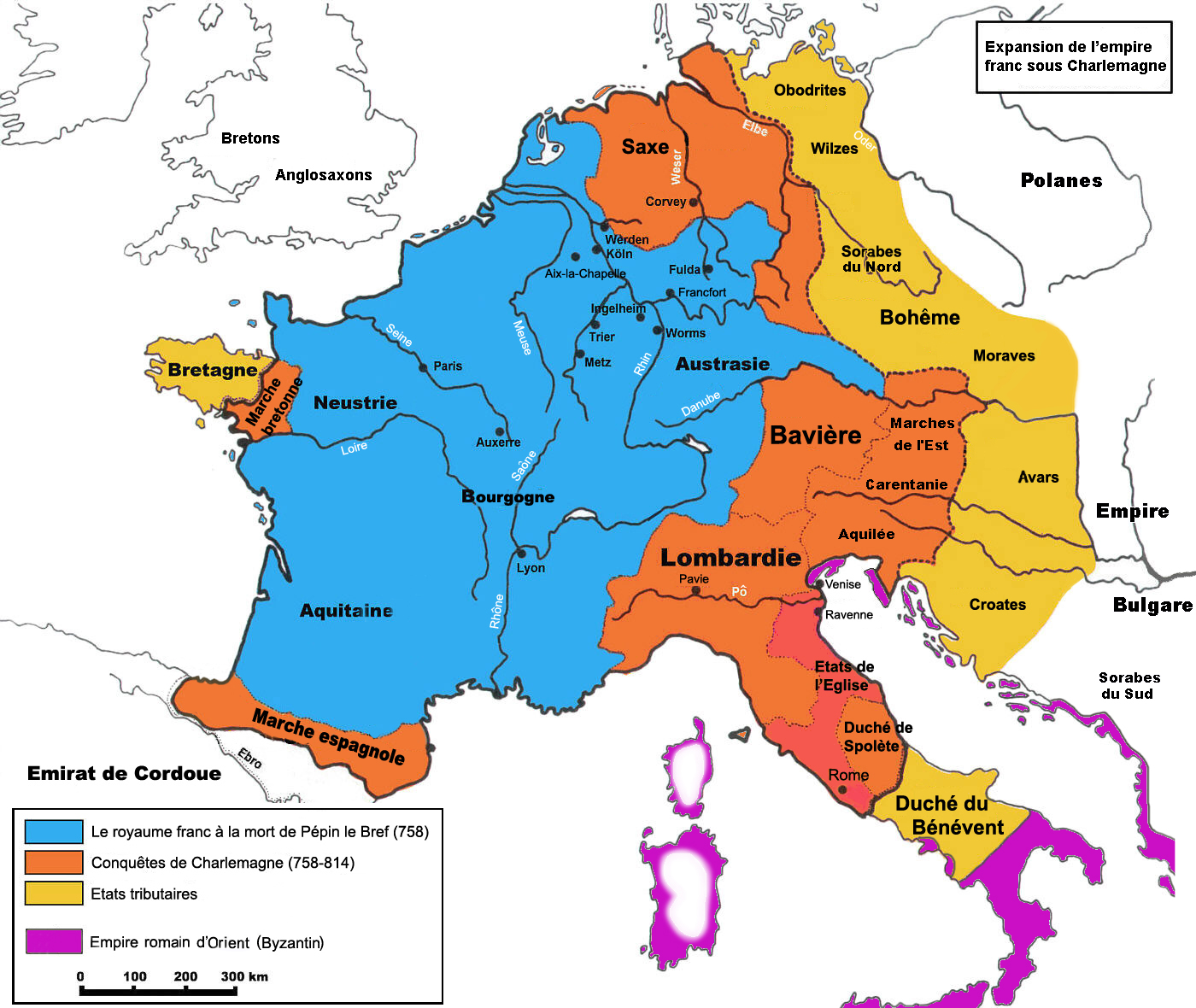
カール時代のフランク王国（青がカール即位時のフランク王国、赤橙がカールの獲得領、黄橙がカールの勢力範囲、濃赤はローマ教皇領）

774年、カールはランゴバルド王国の首都パヴィアを占領し、自らランゴバルド国王・イタリア王となった。これが中世イタリア王国の始まりである。これによって北イタリアは事実上フランク王国の一部となった。カールはさらに父・ピピン3世の例にならって中部イタリアの地を教皇に寄進。しかし南イタリアはランゴバルド族の支配に留まり、ランゴバルド族の支配が終わっても、フランク王国や神聖ローマ帝国に組み込まれることはなかった。また、カールは772年から30年にわたるザクセン戦争を行い、異教を守って最後まで抵抗をつづけたザクセン人の国家もフランク王国の一部とした。こうしてカールはグレートブリテン島・アイルランド島・イベリア半島・イタリア南部をのぞく西ヨーロッパ世界の政治的統一を達成し、混乱した西ヨーロッパ世界に安定をもたらしたのである。

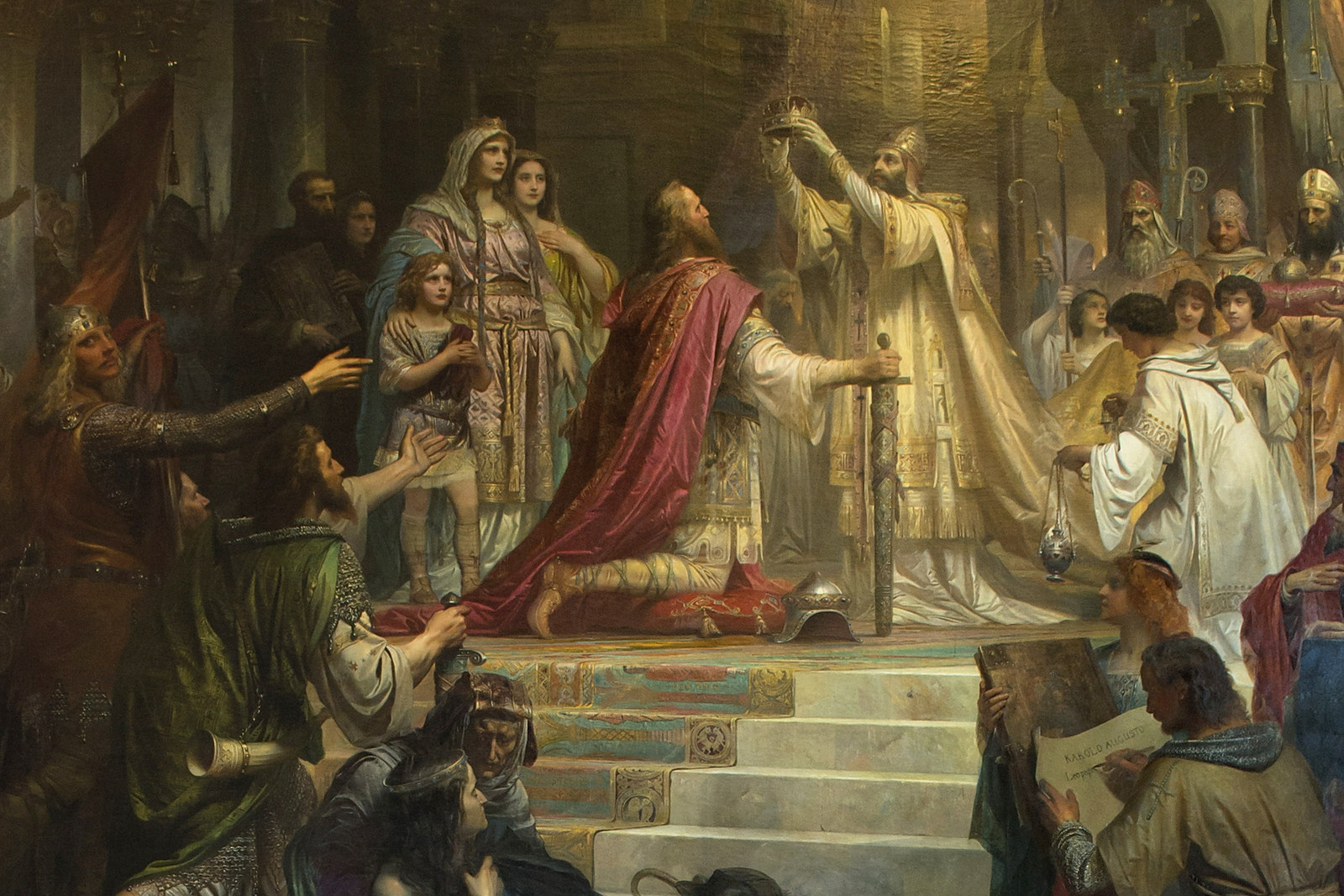
「カール大帝の戴冠」
画：フリードリヒ・カウルバッハ

797年、東ローマ帝国でエイレーネーが皇帝コンスタンティノス6世を追放し、ローマ皇帝史上初めての女帝を名乗った。この女帝即位は帝国の西部では僭称として認められず、ローマ皇帝位は空位の状態であるとみなされた。そこで教皇レオ3世は、800年12月25日、バチカンのサン・ピエトロ大聖堂のクリスマスミサにて、58歳のカールを「ローマ皇帝」として戴冠。後に「神聖ローマ帝国」と呼ばれる概念が誕生し、初代神聖ローマ皇帝 カール1世（カール大帝）が即位した。これ以後、カールは自らの公文書において、それまで用いていた「ローマ人のパトリキウス」の称号を改め、「ローマ帝国を統べる皇帝」と署名するようになった。
この戴冠については当時カールに仕えていたアインハルトが、レオ3世とカールとの間には認識の差があったとして「もし前もって戴冠があることを知っていたら、サン・ピエトロ大聖堂のミサには出席しなかっただろう」というカールの言葉を伝えているが、現在の歴史学においてこれは事実とは考えられていない。少なくともカールは自身の戴冠については事前に知っており、また皇帝への就任にも意欲的であったろうことがいくつもの研究によって示されている。レオ3世は前年の799年に反対派に襲われてカールの下に逃げ込んだことがあったが、カールへの戴冠はレオ3世を助けたことへの報酬でもあり、教皇権の優位の確認でもあり、東ローマ帝国への対抗措置でもあったのである。この教皇による戴冠は16世紀まで帝国にとっての伝統となった。
カールが神聖ローマ皇帝に戴冠された後も、コンスタンティノープルの皇帝はカールの皇帝称号を僭称であるとして容易に認めようとはしなかった。カールは自らの皇帝称号を帝国東方でも承認させるため、コンスタンティノープルの宮廷へ使者を送った。女帝エイレーネーからは彼女との結婚による東西ローマ帝国の統一が提案され、この申し出にカール自身も乗り気であったが、まもなくエイレーネーがクーデターによって失脚したため、この縁談は実現することがなかった。しかし、エイレーネーの死後の812年にようやく両者の間で妥協が成立し、カールが南イタリアの一部と商業の盛んなヴェネツィアを東ローマ帝国領として譲り渡す代わりに、東ローマ皇帝ミカエル1世はカールの帝位を承認した。ただ、この時にも東ローマ側としては「ローマ人の皇帝」はコンスタンティノープルの東ローマ皇帝のみであるとしており、カールには「ローマ人の皇帝」ではなく「フランクの皇帝」としての地位しか認めていない。これは後の第一次ブルガリア帝国の皇帝シメオン1世などに対しても同様である。
西欧的立場から見るならば、カールの戴冠は大きな意味を持っていた。これまで地中海世界で唯一の皇帝であった東ローマ皇帝に対し、西ヨーロッパのゲルマン社会からも皇帝が誕生したからである。ここでローマ教会と西欧は東ローマ皇帝の宗主権下からの政治的、精神的独立を果たしたと評価されている。
814年に大帝は71歳で死去し、存命だった唯一の息子ルートヴィヒ1世が35歳前後で後を継いだ。

#### 帝国分裂
フランク族には「領土相続権を長子のみに与えるのではなく、分割相続させる」という慣習が存在した。この慣習は明らかに統一国家維持の理念と相反していた。ピピン3世にもカール大帝にも共に国土を分割した兄弟がいたが、共同王たちは隠居するか早世するかしたため、王国は早いうちに一人の王の支配に戻った。カール大帝の三人の息子たちにもフランク族の伝統に従って分割相続する手筈が整えられていた。しかし兄二人が相次いで大帝に先だったため、末弟のルートヴィヒが全てを相続したのである。そして、ルートヴィヒの治世に分割相続の問題点は一気に噴出した。
第2代神聖ローマ皇帝 ルートヴィヒ1世は分割相続と統一国家維持の妥協点を見出そうとしたが、自らの我儘で台無しにして帝国を混乱させた。まず817年に「帝国整備令」を発布。22歳前後の長男ロタール（後のロタール1世）には共同皇帝の地位と帝国本土を、20歳前後の次男ピピンにはアキテーヌを、13歳前後の三男ルートヴィヒ2世にはバイエルンを与える分割統治案を定め、分権的統一王国の創出を図った。しかし823年、皇帝が45歳位のときに四男シャルルが誕生してしまった。皇帝はシャルルを溺愛し、この末弟にも領土を与えることを決めた。三兄弟は激しく抵抗し、三度に渡って反乱を起こした。皇帝は妥協と前言撤回を繰り返しつつ、隙あらばシャルルに領土を与えようとした。三兄弟も皇帝を二度廃位に追い込んだが、懐柔されたり兄弟間で仲違いしたりとまとまりがなかった。838年に次男ピピンが41歳前後で死去。840年に皇帝自身も62歳前後で死去した。しかし、父という共通の敵がいなくなったことで兄弟の領土を巡る対立は頂点を迎えた。
| 西フランク王シャルル2世     | アキテーヌ｜ガスコーニュ｜ラングドック｜ブルゴーニュ｜イスパニア辺境                                 |
| 中フランク王ロタール1世     | ロレーヌ｜イタリア｜ブルゴーニュ｜アルザス｜ロンバルディア｜プロヴァンス｜ネーデルランデン｜コルシカ |
| 東フランク王ルートヴィヒ2世 | ザクセン｜フランケン｜テューリンゲン｜バイエルン｜ケルンテン｜シュヴァーベン                         |

ヴェルダン条約による分割

第3代神聖ローマ皇帝として即位したロタール1世の代に、とうとうフランク王国は崩壊した。841年、フォントノワの戦いで46歳前後の皇帝ロタール・37歳前後のルートヴィヒ2世・18歳のシャルル2世の三者が会戦。帝国全土を領有せんとする皇帝に対し、ルートヴィヒ2世とシャルル2世は同盟（ストラスブールの誓い）を結び、皇帝軍を撃破した。843年8月10日、ヴェルダン条約が結ばれて三人の兄弟それぞれがフランク人の王であることが確認された。これをもってフランク王国はシャルル2世の西フランク王国・ルートヴィヒ2世の東フランク王国・皇帝ロタール1世の中部フランク王国に分裂した。ロタール1世の帝位は保たれたものの東西両フランク王国に対する宗主権は失われた。さらに855年9月29日、プリュム修道院にて皇帝は60歳前後で死去。30歳前後の長男ルートヴィヒ2世（イタリア王・ロドヴィコ2世。東フランク国王とは異なる）に皇帝の称号とイタリアを、20歳前後の次男ロタール2世にロタリンギア（ロレーヌ）とブルグント北部などを、10歳前後の三男シャルルにプロヴァンス王国が分割相続された。こうして中部フランク王国が三分された結果、フランク王国は5つにまで分裂してしまった。
ロタール1世の長男として第4代神聖ローマ皇帝に即位したルートヴィヒ2世（イタリア王・ロドヴィコ2世）だったが、その支配領域はイタリアの北部のみであり、帝国全体に皇帝としての権威を示すことはできなかった。863年、末弟のプロヴァンス国王 シャルルが18歳前後で相続人なく死去。シャルルの遺領は皇帝と弟ロタール2世の間で分割された。皇帝はプロヴァンス王位を獲得してイタリア王国に併合した。869年にはロタリンギア国王 ロタール2世も嫡出子がないまま34歳前後で死去。しかし、この時皇帝はイスラム軍との戦いのためにイタリアから離れられなかったため、メルセン条約によって叔父の東フランク国王ルートヴィヒ2世と西フランク国王 シャルル2世の間で分割されてしまった。皇帝にはイタリアのみが保たれ、現在のフランス・ドイツ・イタリアの原型が形づくられた。875年8月12日、皇帝本人も嫡子無く50歳前後で死去。イタリア王国および神聖ローマ皇帝位は教皇ヨハネス8世の支持を得た西フランク国王 シャルル2世が52歳で獲得し、第5代神聖ローマ皇帝 カール2世として即位した。
カール2世は帝国の再統一を目指した。西フランク王国・イタリア王国・神聖ローマ皇帝位を手に入れた彼は、残る東フランク王国も併合しようと試み、876年に兄の東フランク国王 ルートヴィヒ2世が死去すると同時にアーヘン・ケルンへ侵攻。しかし同年10月8日、既に40歳前後の壮年に達していたルートヴィヒ2世の子供たちにアンデルナハの戦いで敗北した。翌877年、反対勢力の鎮圧のためイタリアに入ったものの、ルートヴィヒ2世の長男である東フランク国王カールマンの大軍がアルプスを越え近づいてきたため撤退した。カール2世はその帰国の途中、サヴォワにて54歳で死去した。子のルイ2世が30歳前後で西フランク国王を継いだが、イタリア王国は東フランク国王 カールマンが獲得し、イタリア王 カルロマンとして即位した。しかしその2年後、カールマンは病を得て身体が不自由になり、弟のルートヴィヒ3世・カール3世にそれぞれ東フランク王位とイタリア王位を譲った。翌880年、カールマンは50歳前後で死去。同年、新たな東フランク国王となったルートヴィヒ3世は父と叔父が分割していたロタリンギアを全てリブモント条約で東フランク王国に編入し、父の代からの領土相続争いを収拾させた。また881年2月21日、イタリア王位を譲り受けていたカールは、ローマにて第6代神聖ローマ皇帝 カール3世として戴冠された。
カール3世は分裂していた帝国を相続によって一時的に統一した。882年には47歳前後で死去した兄・ルートヴィヒ3世の遺領を相続し、東フランク王国全土を手中に収めた。西フランク王国でもルイ2世が879年に32歳前後で死去し、後を継いでいたルイ3世・カルロマンも884年に嫡子無く18歳前後で死去した。このため、カール3世は西フランク王国をも相続。全フランク王国を相続したカール3世だが、この時期にヨーロッパへ侵攻していたノルマン人・イスラム勢力・マジャール人に対処する力はなかった。887年にカール3世は廃位されてしまい、翌888年に49歳前後で死去。これによって帝国は再度分裂した。西フランク王国ではヴァイキング撃退に功績があったロベール家のウードが、東フランク王国ではカールマンの庶子だったアルヌルフがそれぞれ国王に即位。さらに、キスユラブルグント国王 ボソの遺児でカール3世の養子だったルイ3世が父の王国を相続。ブルグント地方北部では在地領主のルドルフ1世が国王となったユーラブルグント王国が誕生した。またイタリアでは、ルートヴィヒ1世の外孫ベレンガーリオ1世が王に即位。この分裂後、フランク王国が再統一されることはなかった。

#### 帝国の衰退

947年の神聖ローマ帝国

カール3世の死後、教皇によって戴冠された神聖ローマ皇帝はイタリアのみを統治する状態になり、イタリア内外の地方領主がイタリア王位と皇帝位を巡って争うようになった。分裂した帝国は、北からノルマン人、東からマジャール人、南のシチリアや北アフリカからはイスラム勢力に攻撃され防衛面でも苦しんだ。また、イタリア王 ベレンガーリオ1世は、すぐにスポレート公 グイード3世（カール大帝のひ孫にあたる）にとって代わられ、891年にはグイードが第7代神聖ローマ皇帝 グイードとして即位した。
グイードはイタリアを事実上二分化してベレンガーリオ1世と争った。892年、皇帝は息子を第8代神聖ローマ皇帝 ランベルトとして共同帝位（後継者）につけることに成功。しかし教皇ステファヌス5世が亡くなり、フォルモススが選出されると一転して対立関係になった。フォルモススは東フランク国王 アルヌルフをイタリアに呼び寄せ、グイード親子を撃退するよう要請。アルヌルフは即座に応え、イタリアを征服することに成功した。そして彼はグイード親子を退け、896年12月に第9代神聖ローマ皇帝 アルヌルフとして戴冠した。
しかしアルヌルフはイタリアを長く支配することはできず、リウマチのため東フランク王国に帰還。マジャール人の侵攻に苦慮しながら3年後の899年に50歳前後で崩御し、東フランク王国は嫡子のルートヴィヒ4世が6歳で王位を継承した。イタリアではグイード親子が既に病死していたため復権することはなく、ベレンガーリオ1世がイタリア王として復位したが、イタリアにも侵入してきたマジャール人に王は大敗。家臣や政敵から、王として不適格であると見なされ、成人して20歳前後になっていたキスユラブルグント国王 ルイ3世が900年のパヴィアでの議会で王に選ばれた。彼は抵抗するベレンガーリオ1世を破り、901年に教皇ベネディクトゥス4世から第10代神聖ローマ皇帝 ルートヴィヒ3世として戴冠された。
ルートヴィヒ3世は東ローマ帝国と連携して帝権を増そうとした。900年頃、東ローマ皇帝レオーン6世の娘アンナを娶り、産まれた子供にはカール大帝・コンスタンティヌス大帝にちなんだシャルル・コンスタンティンの名を与えた。しかしまもなくベレンガーリオ1世の反撃にあい、905年には目を潰されてブルグントに追い返された。皇帝位は廃され、キスユラブルグント王国も又従兄弟で同年代の摂政ユーグに乗っ取られた。イタリア王位を取り戻したベレンガーリオ1世は915年、ローマからイスラム教徒を追い出した功績により第11代神聖ローマ皇帝 ベレンガル1世として戴冠された。
しかし、老帝ベレンガーリオ1世の権力はイタリア北部にのみ影響を及ぼしたにすぎなかった。戴冠の数年後、再び皇帝に不満を抱く勢力が結成され、彼らはユーラブルグント国王 ルドルフ2世に支援を要請。そして923年6月23日、皇帝は決定的な敗北を喫した。皇帝はマジャール人に支援を求めたが、このことで国内の支持者からも見放され、924年4月7日に暗殺された。70代半ばであった。しかし元皇帝派はルドルフ2世を受け入れることはなく、925年に45歳前後となっていたキスユラブルグント王国摂政 ユーグを王に選んだ。これによってルドルフ2世は926年にイタリアから撤退した。
ユーグはマジャール人撃退にかなりの成功を収めたが、帝位を得ることはできなかった。しかしこの時代にしてはかなり安定してイタリアを治め、931年には5歳前後の息子ロタール2世を後継者として共同王位につけた。王はさらに親族に権力を与え、東ローマ帝国とも関係を築こうとしたが、これによって多くの敵を作った。945年、王は敵対するイヴレーア辺境伯ベレンガーリオ2世（ベレンガーリオ1世の外孫）に破れ、ブルグントに隠棲。そして947年に70歳弱で死去した。イタリアに残された息子ロタール2世も950年に24歳前後で毒殺された。50歳前後のベレンガーリオ2世は19歳前後の息子アダルベルトとともにイタリア王として戴冠。しかし前王を毒殺した容疑により親子の政治的地位は弱体化していた。そのため新王は、前王の未亡人でルドルフ2世の娘である18歳前後のアーデルハイトに息子アダルベルトとの結婚を強制しようとした。これを拒否したアーデルハイトは監禁され、東フランク国王 オットー1世に救援を要請。この事件がドイツ王とイタリア王を兼ねる皇帝が君臨する帝国成立の契機となる。

#### ドイツ王国の成立

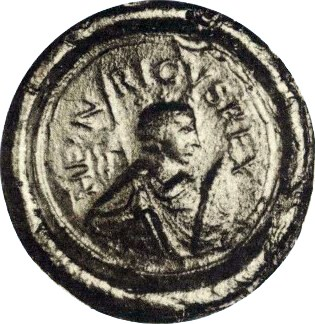
ハインリヒ1世

イタリアをベレンガーリオ1世が治めていた時代の911年、東フランク王国ではルートヴィヒ4世が嗣子無く死去し、カロリング朝が断絶。ゲルマンの風習により、貴族による選挙で王が決められた。王に選ばれたのはフランク人の貴族であるフランケン公 コンラート1世だった。こうしてコンラディン朝が始まったものの、918年にコンラート1世が嫡子無く死去したため一代限りで断絶。後を継いだのはリウドルフィング家のザクセン公 ハインリヒ1世であった。リウドルフィング朝が始まったことにより、王権はフランク人の手を離れた。このため、東フランク王国は単に「王国」と呼ばれるようになり、その国王も単に「国王」とのみ呼ばれるようになった（なお、ハインリヒ1世は女系でルートヴィヒ1世の玄孫にあたり、カール大帝の血は受け継いでいる）。この国号すらはっきりとしない「王国」は100年以上の時間をかけてやがてドイツ王国と呼ばれるようになり、神聖ローマ帝国を構成する3つの王国（ドイツ王国・ブルグント王国・イタリア王国）の1つとして位置づけられることとなる。一般的にはコンラート1世の即位をもってカロリング朝の東フランク王国から、独自のドイツ王国へ転換したとされる。
ルートヴィヒ4世は父王アルヌルフが死んで王位継承した時点で6歳前後であり、貴族たちによる摂政団が組織された。しかし摂政団はマジャール人の侵入に苦しめられ、907年以降には東方の領土が壊滅して摂政2名を失っている。その後西フランク王国の援軍を得て、アルプス山脈北側の高原でようやくマジャール人を撤退させた。911年、ルートヴィヒ4世は僅か17歳前後で嗣子なく死去し、東フランク王国のカロリング朝は断絶。貴族による選挙が行われ、王位はアルヌルフの外孫であるコンラディン家のフランケン公 コンラート1世が30歳前後で継承した。
しかしコンラート1世は国内の統制をうまくとることができなかった。東フランク王国はフランケン公国・シュヴァーベン公国・バイエルン公国・ザクセン公国・ロートリンゲン公国といった部族公領の連合国家となっていたが、ロートリンゲンの貴族たちはコンラートを国王として認めず、西フランク国王シャルル3世を自分たちの王として擁立。その結果、ロートリンゲンは西フランク王国に奪われてコンラートは統制勢力を弱めた。912年からはザクセン公 ハインリヒ1世と対立することとなり、シュヴァーベンやバイエルンとの折り合いもつかず内戦が発生。918年、死の床にあったコンラートは王国の分裂を防ぐため、最も強大な勢力である宿敵ザクセン公 ハインリヒ1世を敢えて後継者に指名したのち、37歳前後で没した。
ハインリヒ1世は解体しかけていた王国を再統一した。919年、フリッツラーの会合で40歳前後のハインリヒ1世はザクセン人とフランク人（フランケン人）によって新国王に選出され、リウドルフィング朝（ザクセン朝・オットー朝 (en) ）が開かれた。ハインリヒ1世はまずシュヴァーベンとバイエルンに侵攻して臣従させた。921年には西フランク王国のシャルル3世がハインリヒを同格の「東フランク国王」と承認（ボン条約）。その後、西フランク王国が混乱状態に陥った925年、ハインリヒはコンラート1世時代に西フランク王国に奪われていたロートリンゲンを奪回した。東方ではマジャール人に対する城塞を整備し、さらにスラブ諸族を制圧。この時期はイタリアでもマジャール人対策で功績を上げたユーグの治世下であり、帝国全体で東方への防備が充実してきた時代だった。929年、ハインリヒは王令を出して次男のオットーを後継者に指名。その際に王権と王国の単独相続を定め、フランク王国以来の均等相続の原則を否定した。936年7月2日、ハインリヒは狩りの最中に卒中で倒れ、メンレーベン（Memlebem）の王宮で60歳前後で死去した。生前の指名通り、23歳のオットー1世が後を継いだ。

### 中世盛期
962年、東フランク国王・イタリア王として26年の統治経験を積んでいたオットーが、教皇ヨハネス12世によって神聖ローマ皇帝 オットー1世として戴冠された。日本では、この戴冠を神聖ローマ帝国の始まりとする考えも一般的である。しかしながら、当時は「神聖ローマ帝国」（Heiliges Römisches Reich）なる名称は存在せず、単に「帝国」と呼ばれていた（詳しくは#名称）。オットー1世の戴冠によって新たな国家が誕生した訳でもなく、同時代の意識としてはあくまでもカール大帝からの連続としての教会の保護者、そして西洋世界の普遍的支配者たる「皇帝」であった。ゲルマンの風習を残す選挙王制であったが、中世盛期の三王朝時代（ザクセン朝・ザーリアー朝・ホーエンシュタウフェン朝）では事実上の世襲が行われた。
帝国はドイツ王国・イタリア王国・アルル王国を加えた三王国からなり、皇帝は3つの王位を兼ねていた。初期のドイツ王国は、南西部のシュヴァーベン公国・南東部のバイエルン公国・中央部のフランケン公国・西部のロートリンゲン公国・北部のザクセン公国といったゲルマン部族公領の連合であった。加えて東方の国境付近には防備の必要上マルク（Mark・辺境地区・辺境伯領）という軍事地区が設置されていた。イタリアでは王位と帝位を巡る争いが無くなり、コムーネと呼ばれる都市国家群に分裂。ブルグント地方でもかなりの自治が認められて10前後の領邦へと分裂していた。
神聖ローマ帝国の問題は分割相続と封建制度による非中央集権的な社会にあったが、リウドルフィング朝はこの問題をある程度解決させた。まずオットー1世の父ハインリヒ1世は分割相続を否定し、国家の分裂を防いだ。そしてオットー1世は地位を世襲しない聖職者に注目し、帝国内の教会を官僚組織として統治機構に組み込んだ（帝国教会政策）。これにより、パリ周辺しか実効支配できていない西フランク王国と比べてはるかに強大な王権が実現した。しかし皇帝が教会の人事権を握る事態は教会からの反発を招いた。皇帝と教皇の争いが続き、諸侯たちも両派に分かれて争った（教皇派と皇帝派）。歴代皇帝は教皇とイタリア都市国家を牽制するため、戴冠式を兼ねてイタリアに進駐（イタリア政策）。しかしカノッサの屈辱事件以降、皇帝権は徐々に弱まっていき、ホーエンシュタウフェン朝の断絶と共に帝国の統治機構は崩壊した。

#### オットー大帝の戴冠

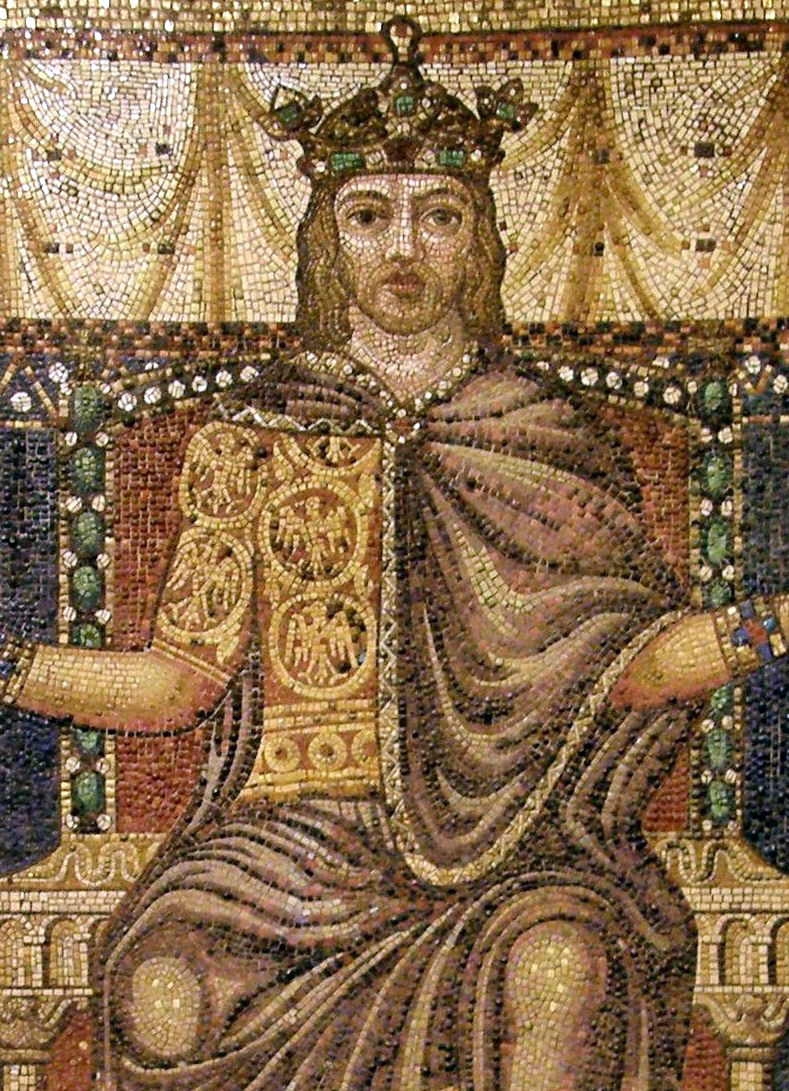
オットー1世

オットー1世はドイツ国王（東フランク国王）とイタリア王を兼ね、ベレンガーリオ1世以来40年ぶりに神聖ローマ皇帝に戴冠されて帝位の世襲にも成功。帝国教会政策とイタリア政策という初期帝国の二つの柱となる政策を確立した。
936年に東フランク国王に即位したオットー1世は、融和的だった父と異なり諸侯に強圧的な態度を取った。不満を持ったフランケン公（コンラート1世若王の弟）・バイエルン公・ロートリンゲン公は、王の異母兄と弟を旗印に反乱を起こした。異母兄は戦死したが弟は許され、以後兄の片腕として忠誠を尽くした（バイエルン公ハインリヒ1世）。反乱の平定後、オットーは公を全て近親者にすげ替えた。公領を全て王族の支配下に置くことで王国の統一を図り、国内を固めようとしたのである。
951年、オットー1世は前年に亡くなったイタリア王ロターリオ2世の未亡人アーデルハイト (en) から救援要請を受けた。ロターリオ2世はイヴレーア辺境伯 ベレンガーリオ2世に毒殺され、アーデルハイト自身はベレンガーリオ2世の息子であるアダルベルトとの結婚を強要され、監禁されているというのである。38歳のオットー1世はイタリア遠征を敢行。イタリア王として即位していたベレンガーリオ2世を破った後、19歳のアデライーデと結婚した。そして、彼女との婚姻関係に基づきロターリオ2世の権威を受け継ぐ正当なイタリア王となった。ベレンガーリオ2世親子はこのときは許され、オットーの共立王としてイタリアの支配を委任された。しかしこのイタリア遠征の際に21歳の王太子シュヴァーベン公リウドルフは父に反発して先走ったため、親子間に亀裂が走った。
953年、リウドルフは義兄のロートリンゲン公 コンラート（国王コンラート1世の娘ヒキナの子で、王から見て娘婿）をはじめとする諸侯とともに大反乱を起こし、オットーは危機に陥った。とき同じくしてマジャール人が侵入したが、王はこれを逆手にとってマジャール人の侵入は王太子の差し金であると宣言。危機感を持った諸侯は王に臣従し、王太子とコンラートの反乱は鎮圧された。またマジャール人に対しても、955年のレヒフェルトの戦いで大勝して、その脅威に終止符を打った。この戦いでコンラートは大きな功績を上げながらも戦死し、最期の忠誠を見せた。コンラートのザーリアー家は以後厚く用いられ、彼のひ孫であるコンラート2世はザーリアー朝を開くことになる。
ここにきて、王は近親者による統治という政策の脆弱さを知り、教会勢力と結びつこうと試みる。司教や修道院に所領を寄進して特権を与えて世俗権力からの保護するとともに、司教の任命権を握って聖職者の忠誠を受け、国家行政を聖職者に委ねるのである。これを帝国教会政策といい、初期帝国の根幹となった。
960年、イタリアでは若く世間知らずな教皇ヨハネス12世が無謀な教皇領拡大に乗り出してベレンガーリオ2世の反撃にあっていた。そこで教皇はオットーに救援を要請。翌961年に王はイタリアへ遠征してベレンガーリオ2世親子の共同王位を正式に廃位した。教皇を救った王は962年2月2日にローマにおいて、第12代神聖ローマ皇帝 オットー1世として戴冠した（オットー大帝）。オットーは新たに教皇領を寄進したが、同時に「皇帝に忠誠を宣誓してからでなければ教皇職には叙任されない」とも定めた。反発したヨハネス12世は敵対していたはずのベレンガーリオ2世と組み、東ローマ帝国やマジャール人とすら提携しようとした。しかし教会内部からの告発により、ヨハネス12世は大帝によって廃位された。以降の約100年は皇帝権が教皇権の上位に立ち、教会は帝国の官僚機構として利用されることとなる。
973年、オットー大帝は60歳で死去し、アーデルハイトとの子である18歳前後のオットー2世が後を継いだ。

#### 帝国教会政策の強化

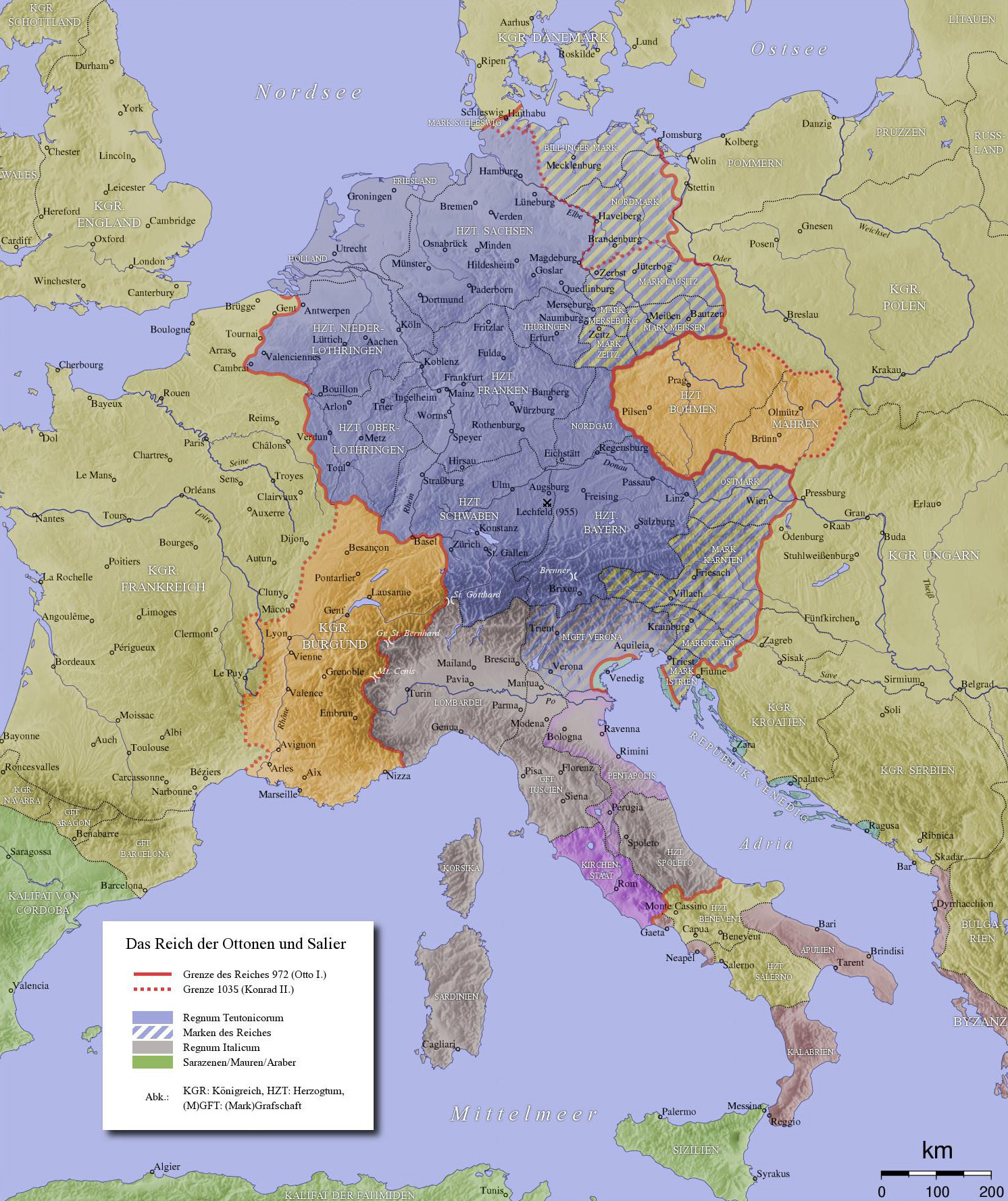
10-11世紀の帝国の領域。
オットー1世時代
コンラート2世時代

オットー大帝以後の皇帝たちは、ゲルマン・ローマ・キリスト教の三要素からなる帝国の基本理念を確立させていった。一方、ピピンの寄進に始まる教会の世俗領主化は教会を堕落させていた。歴代皇帝は教会の綱紀粛正を理由とした改革によって教会人事を掌握していき、ついには教皇の罷免、選出すら自由にしていった。とは言え、あくまでも教会の堕落を食い止めることが目的であり、そうでなくては諸侯や市民の支持は得られなかった。
オットー2世は帝国各地の反乱に苦しんだ皇帝であった。父が存命時の961年に、6歳前後でドイツ国王に即位。973年には第13代神聖ローマ皇帝 オットー2世として戴冠していたが、即位から程なく従弟のバイエルン公 ハインリヒ2世が反乱を起こした。同時期には西フランク王国から亡命してきた王子シャルルの扱いを巡り、西フランク国王ロテールと戦ってパリへ進撃。ハインリヒ2世と西フランク王国軍を退けた。そんな980年末、オットー2世は、「至高なるローマ人の皇帝」（Imeprium Augustu Romanorum）の称号を名乗ってイタリア南部への遠征を敢行したが、敢え無く失敗。さらに983年、ザクセン公国北東部 ノルトマルク辺境伯領でバルト・スラブ人が蜂起した。オットー2世は対応に乗り出そうとしたがその矢先、マラリアにより28歳前後で崩御。わずか3歳の長男オットーが、第14代神聖ローマ皇帝 オットー3世として帝位を継承した。しかし、ノルトマルクは帝国からしばらく失われることとなった。また、オットー2世の死から4年後の987年、西フランク王国でカロリング朝の国王 ルイ5世が死去した際、亡命王子シャルルは無視されてパリ伯 ユーグ・カペーが国王に即位。カペー朝が成立し、フランス王国となった。シャルル唯一の男子オトンにも嫡子は無く、カロリング朝の男系子孫は完全に途絶えた。

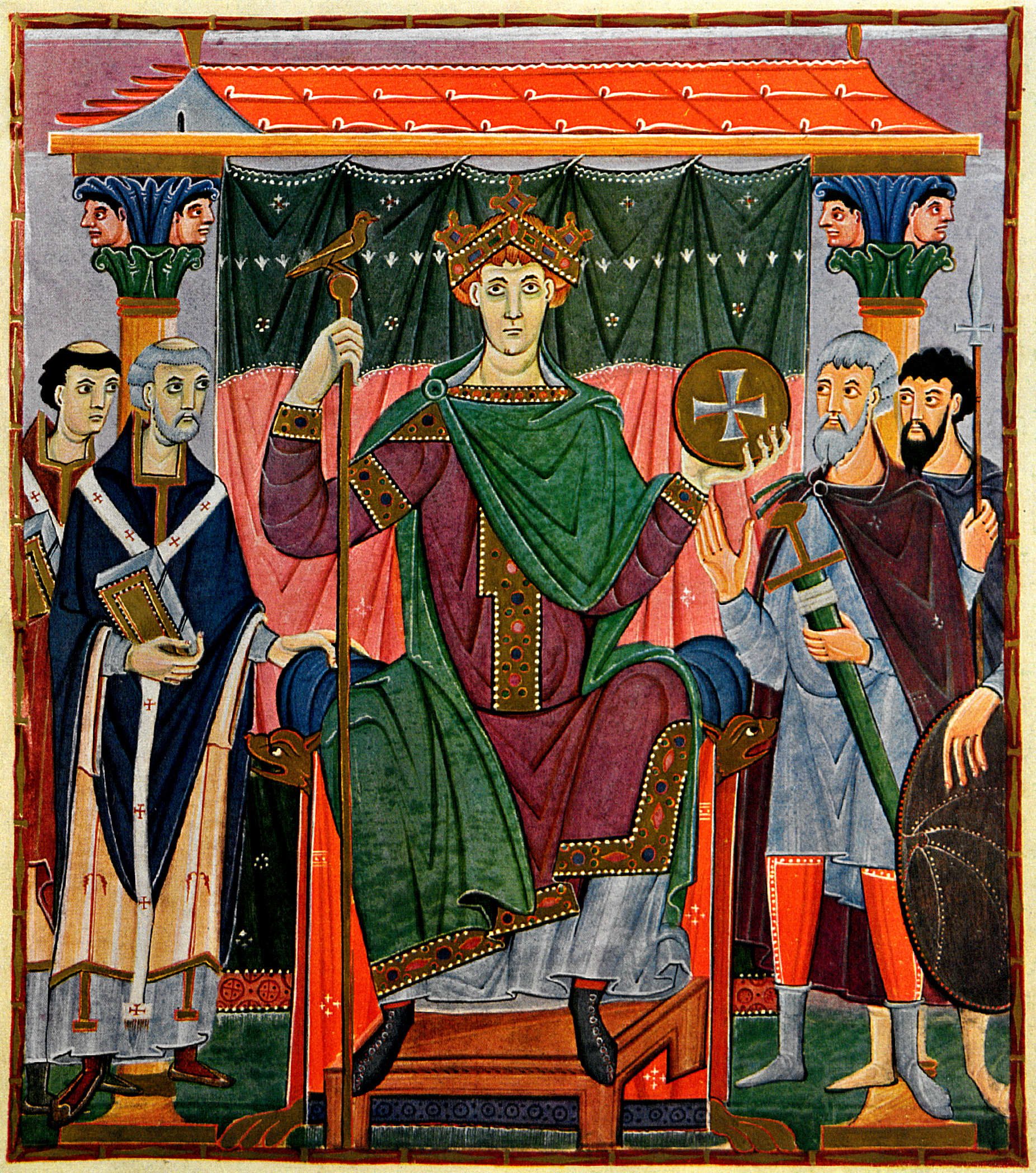
オットー3世

オットー3世は古代ローマ帝国の復興を夢見た。3歳で即位した直後に従弟のバイエルン公が復権して王位を狙ったが、母テオファヌが摂政となって難局を乗り切った。テオファヌは東ローマ帝国の皇族出身であり、ビザンティン文化を持ち込んで息子に大きな影響を与え、また王国の安定に尽力した。テオファヌの死後、994年に親政を開始したオットー3世はイタリア遠征を敢行。ローマの反乱貴族を退けた後、自らが立てた教皇グレゴリウス5世により、996年に15歳で神聖ローマ皇帝に戴冠された。皇帝はイタリアに留まり、古代ローマ様式の宮殿を造営したり、東ローマ風の祭祀を行ったりした。しかし1002年1月23日に死去。結婚直前の死であったため嫡子は無く、リウドルフィング朝唯一の男系子孫となっていたバイエルン公の子が第15代神聖ローマ皇帝 ハインリヒ2世として29歳で即位した。
ハインリヒ2世は帝国教会政策を強化して諸公の力を抑制し、帝国統治の要となした。道津国王に即位したハインリヒ2世はまず諸侯の臣従を受けるため国内を巡行。次いでイタリア遠征を行って1004年には在地貴族が独自に立てたイタリア王 アルドゥイーノを下した。また同時期にボヘミア公国（現在のチェコ共和国）を帝国に併合している。1014年には40歳で神聖ローマ皇帝として戴冠した。ハインリヒ2世は普遍的なキリスト教帝国としての「フランク王国の復興」を目指しており、教会の守護者として教会改革に取り組んだ。改革自体は高潔なものだったが、教会の反発を招くことにもなった。1024年、51歳で嫡子無く死去。リウドルフィング朝が断絶し、オッペンハイムに聖俗諸侯が集まって国王選挙が行われた。その結果オットー大帝の外玄孫で、かつ大帝を救って戦死したロートリンゲン公コンラートの曾孫がコンラート2世として33歳前後でドイツ国王に選ばれ、ザーリアー朝 が開かれた。
コンラート2世の時代に帝国は版図を拡大した。即位後は前王と同じくドイツ国内の巡行とイタリア遠征を行い、1026年に教皇ヨハネス19世から第16代神聖ローマ皇帝 コンラート2世として戴冠された。その6年後の1032年9月、アルル（ブルグント）国王 ルドルフ3世が嗣子なく死去した。先帝時代の1006年に結ばれた条約に従い、皇帝はアルル王国を相続した。つまり皇帝はドイツ国王・イタリア王に加えてブルグント国王も兼ねるようになった。古代ローマ帝国の名称で言えば、帝国は本土イタリアとゲルマニアに加えて一部とは言えガリアも領有するようになったのである。このためか「ローマ帝国」（Imperium Romanum）の国名が公文書で用いられ始めている。1039年に皇帝は48歳前後で死去し、長男のハインリヒがハインリヒ3世として後を継いだ。
ハインリヒ3世の時代が「帝国」の最盛期である。彼は皇帝戴冠前から自ら「ローマ王」を名乗り、国王即位時点で地盤のフランケン公領に加えて、シュヴァーベン公位、バイエルン公位も手に入れていた。ロートリンゲンも即位後に掌握し、唯一基盤の無いザクセンでも多数の王室直轄地を作りだして城塞を築いた。1046年からはイタリアへ遠征してローマ教皇庁に介入。当時のローマ教会は聖職売買や私婚が横行して乱脈を極めていたため、見苦しい権力闘争を行っていた3人のローマ教皇（ベネディクトゥス9世・シルウェステル3世・グレゴリウス6世）を罷免。その後自らが任命した教皇クレメンス2世によって、第17代神聖ローマ皇帝 ハインリヒ3世として戴冠された。彼はその後も聖職叙任権を握り、教会改革派のドイツ人聖職者を次々と教皇位につけていった。しかし1056年に38歳で死去。子のハインリヒ4世が後を継ぐが、わずか5歳であったため王権は弱体化した。

#### 叙任権闘争
ハインリヒ4世は先帝から受け継ぐはずだった王権を追い求め、教会と争って破滅することとなった。歴代皇帝の教会への介入には、教会の堕落を食い止めるという正当性があり、皇帝が教皇の叙任権までを握ることになったのは教会側の自業自得であった。しかし傲慢なハインリヒ4世は改革派が教会内に台頭している状態で教皇と正面から対立してしまった。その結果、皇帝は教会の守護者としての権威、神権的帝権という取り返しがつかないものを失った。
ハインリヒ4世はわずか5歳でローマ王となったため、治世当初は母アグネスが摂政となった。しかし1062年、12歳になった王はケルン大司教やバイエルン公オットー2世を中心とした諸侯に誘拐されてしまう。ただ誘拐した諸侯の間でも権力闘争が続き、王は諸侯たちの政争の具となる。多感な時期に放置された少年王はわがままで頑固な性格となり、1065年に15歳で成人した王は王権の強化を目指して諸侯と対立した。自分を蔑ろにした諸侯への復讐である。まず自分の後見人ということになっていたハンブルク司教アダルベルトを追放し、バイエルン公オットーからも公位を剥奪した。その後、父が作ったザクセンの王室直轄地を取り戻すために努力したが、出身地のザクセンに戻っていたオットーを中心にザクセン貴族が反乱を起こした。この1073年に始まったザクセン戦争は、1075年に国王側の快勝に終わって王権は復活したかに見えた。
一方、教会ではクリュニー修道会率いる改革派が台頭。また教皇グレゴリウス7世は世俗権力からの脱却と聖職者の綱紀粛正を目指していた（グレゴリウス改革）。そしてローマ教皇庁は南ドイツ諸侯を通してザクセン貴族と繋がっていた。1075年、教皇は俗人による聖職者叙任を禁止する教皇勅書を発布。これに王は反発し、ミラノなどの諸都市で既存の司教に対して自分の息のかかった司祭を対立司教に立てるなど、教皇に対して露骨に挑戦した。これは教会の堕落とは関係がない単なる政治的行為であった。王と教皇は激しく争い、王は不倫の醜聞を元に教皇の廃位を宣言するが、教皇も王を破門した。

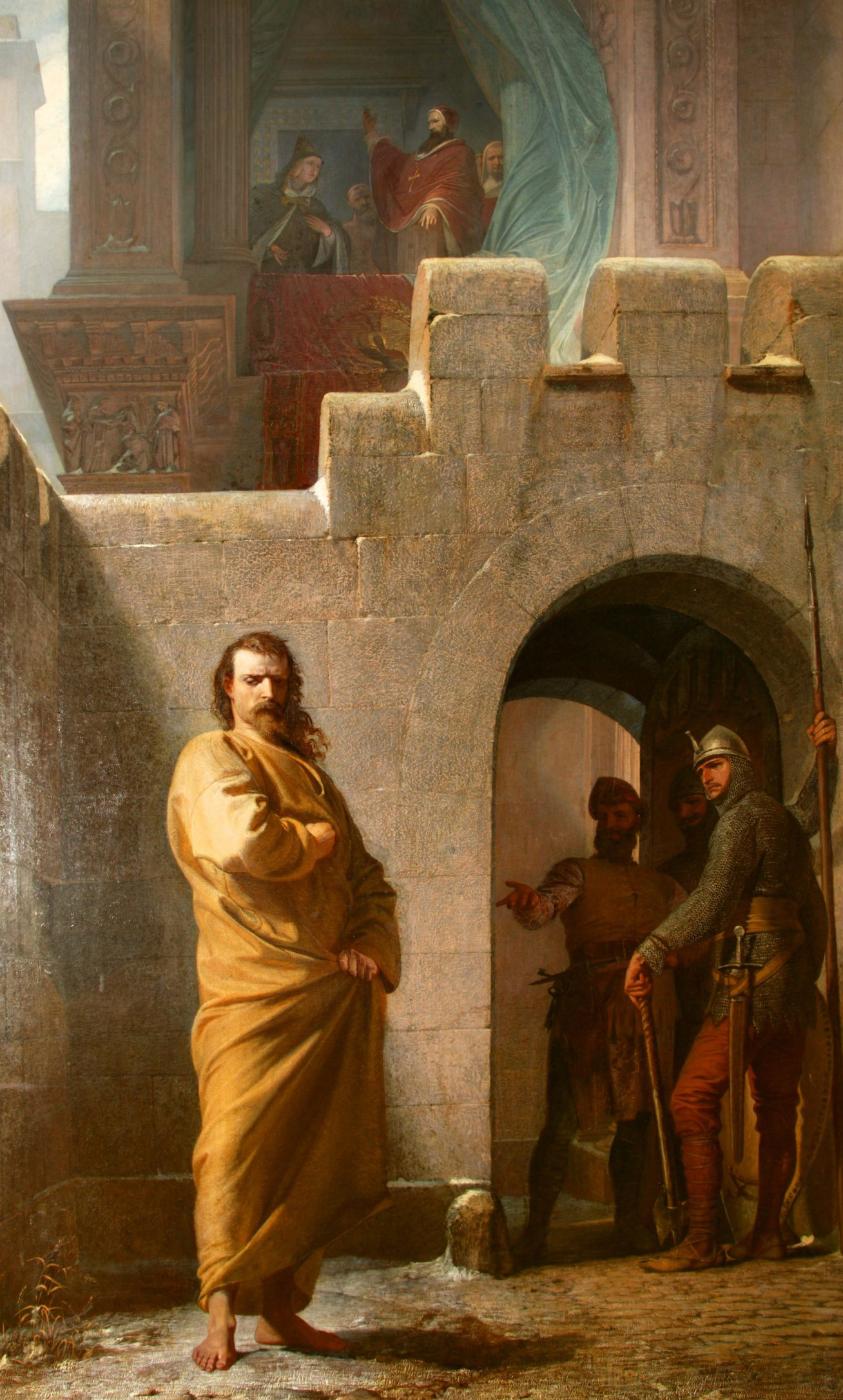
『カノッサの屈辱』
エドゥ・シュワイザー画（19世紀）

強権的な王を嫌うドイツ諸侯はこれに喜び、破門赦免が得られなければ王を廃位すると決議。王は窮地に陥り、政治的支持を失っていることに気づかされた。そして1077年、北イタリアのカノッサで教皇に赦免を乞う屈辱を強いられた（カノッサの屈辱）。教皇はここで赦してもいずれ反撃されることは理解していたが、高潔な聖職者を志す立場上、破門を解かざるを得なかった。破門は口実に過ぎなかった諸侯は王の姉婿でシュヴァーベン公のルドルフ1世を対立王に立ててなおも抵抗し、教皇もこれを支持した。しかし1080年10月15日、エルスターの戦いで王はついに勝利を収めてルドルフは戦死。シュヴァーベン公位は王の娘婿であるホーエンシュタウフェン家のフリードリヒ1世に与えられた。教皇による再度の破門は意味を成さず、王はイタリアへ遠征してイタリア王としても戴冠した。4年に及ぶ戦いの末に教皇はローマから追い出され、王は自ら立てた対立教皇クレメンス3世によって第18代神聖ローマ皇帝 ハインリヒ4世として戴冠された。教皇グレゴリウス7世は亡命地のサレルノで失意の内に死去した。
それでも教皇庁は屈服しなかった。外交の名手である教皇ウルバヌス2世は南ドイツと北イタリア一帯を味方に引き入れ、更に1093年には皇帝の長男コンラートをも寝返らせた。なお、ウルバヌス2世は第一回十字軍の派遣を呼びかけて名演説を行った人物としても有名だが、帝国はこの有様であったので十字軍には不参加である。皇帝は1098年にコンラートを廃嫡して12歳の次男を後継者としてローマ王（ハインリヒ5世）に選出。しかし、ハインリヒ5世もまた教皇との和解を望み1105年に父を捕らえて幽閉してしまう。皇帝は脱出して息子と戦うが、翌1106年に55歳で死去した。父の死去時、ハインリヒ5世は19歳であった。
ハインリヒ5世はその治世で叙任権闘争を終結させたが、なかなかスムーズにいくものではなかった。王は1110年よりローマ遠征を決行し、一旦は国王有利のポンテ・マンモロ協約を締結。このとき、教皇パスカリス2世によって第19代神聖ローマ皇帝 ハインリヒ5世として戴冠された。しかしローマ教会はドイツに引上げた皇帝をすぐさま破門。父と同じくザクセンの反抗勢力に苦しめられた皇帝は、1122年に教皇カリストゥス2世との間でヴォルムス協約を成立させた。皇帝は高位聖職者の叙任権を放棄し、領土の授封権のみを留めるという内容で、抗争は皇帝の敗北で終わったのだった。実のところ叙任権放棄自体は名目のみであったが、教皇領は帝国権威の従属物ではなくなり、徐々に帝国政治体制における独立した諸侯と化すことになる。
1125年にハインリヒ5世は38歳で嫡子無く死去し、ザーリアー朝は断絶した。国王選挙が行われ、ザーリアー家の宿敵であるザクセン公 ロタール1世が50歳でドイツ国王に選出されてズップリンブルク朝を開いた（ロタール3世）。ハインリヒ5世は協力的であった甥 ホーエンシュタウフェン家のシュヴァーベン公フリードリヒ2世を後継者にと望んだが、叶わなかった。

#### 教皇派と皇帝派の対立
叙任権闘争によって神権を失った帝国は、教皇と皇帝という2つの頂点を持つことになった。ザーリアー朝断絶後、ズップリンブルク朝のロタール3世は教皇に臣従したが一代で絶えた。そこでロタール3世に対抗していたホーエンシュタウフェン家がザーリアー朝の流れをくむ新王朝となった。ロタール3世のホーエンシュタウフェン家との争いは娘婿のヴェルフ家に引き継がれ、ホーエンシュタウフェン朝とヴェルフ家の主導権争いが長く続くことになった。イタリアでは両家の争いが皇帝派と教皇派という都市国家間の争いに変化し、15世紀末まで続いて諸都市を分裂させた。皇帝の権威と権力は保たれ続けたがあくまでもホーエンシュタウフェン朝の皇帝たちの個人的な有能さによるものであり、制度的な帝権は教皇との争いで弱体化の一途を辿った。一方、フランス王国では1180年に即位した国王 フィリップ2世によって王権の強化が進み、ドイツとフランスの力関係は逆転しつつあった。
ロタール3世は先帝存命時に皇帝を無視した半ば独立した勢力を誇ったが、国王即位後はすぐさま逆の立場に立たされた。王と対立するホーエンシュタウフェン家は、当主の弟コンラートを対立王に擁立し、1127年より軍事衝突に入った。王はホーエンシュタウフェン家を抑え込んだ後、ローマ教会の要望で南イタリアのシチリア王国に遠征。その途中の1133年には、教皇インノケンティウス2世によって第20代神聖ローマ皇帝 ロタール3世として戴冠され、教皇に臣従した。しかしシチリア王国を打倒することはできず、1139年に62歳で死去。嫡子無くズップリンブルク朝は一代で断絶した。皇帝は自身のザクセン公を継ぐことになる娘婿、ヴェルフ家のバイエルン公ハインリヒ10世を後継者に望んだ。しかし国王選挙ではホーエンシュタウフェン家のコンラートが返り咲き、コンラート3世として45歳前後で国王に即位した。ここに帝国全土を巻き込むホーエンシュタウフェン家とヴェルフ家の対立が始まり、イタリアでは教皇派（ゲルフ）と皇帝派（ギベリン）の抗争となった。
コンラート3世はホーエンシュタウフェン朝の基礎を築いた。その治世はヴェルフ家との内戦から始まった。まずヴェルフ家のバイエルン公 ハインリヒ10世はコンラート3世の即位を認めず、王もハインリヒ10世のザクセン・バイエルン公位没収を決定したため、両家の戦争が発生した。ハインリヒ10世は捕縛されて2年後に亡くなったが戦争は続き、結局ハインリヒの長男にザクセン公位を返還した（ザクセン公 ハインリヒ3世）。その後、1147年には第二回十字軍へ参加して大敗。軍事面では冴えない王だったが内政面では皇帝権力の強化、ホーエンシュタウフェン家の領土拡大に成功を収め、巧みな外交戦略をもってドイツ諸侯と提携を図った。1152年、王は58歳前後で死去。皇帝として戴冠できなかった最初のローマ王（ドイツ王）となった。嫡子はいたが僅か6歳であったため、甥である30歳前後のシュヴァーベン公 フリードリヒ3世（ローマ王 フリードリヒ1世）として後継者に指名して帝国とホーエンシュタウフェン家を託した。

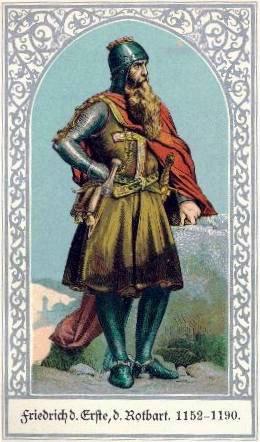
フリードリヒ1世

フリードリヒ1世は貿易で豊かになっていたイタリア諸都市に対する帝権の回復を目指した。彼は即位するとまずヴェルフ家のザクセン公 ハインリヒ3世と和解。1155年のイタリア遠征では教皇 ハドリアヌス4世から第21代神聖ローマ皇帝 フリードリヒ1世として戴冠されたが、教皇へ臣従する儀式を強制された。これに反発した彼は帰国後「神聖帝国」（Sacrum Imperium）の国名を用い、皇帝は教皇と対等であって直接神の祝福を受けていることを示した。さらに1158年から十年に渡る二〜四回目の遠征でミラノを初めとする都市国家群を征服し、ロンカーリャの帝国議会にて多額の貢納を強制した。諸都市はこれに激しく抵抗し、新たな教皇アレクサンデル3世は皇帝を破門した。諸都市はロンバルディア同盟を結成し、本国のザクセン公 ハインリヒ3世も四回目の遠征からは参加を拒否するようになった。そして1176年、五回目の遠征におけるレニャーノの戦いでついに皇帝は惨敗を喫し、1177年のヴェネツィア条約で教皇に屈服した。しかし皇帝はこれを逆に好機とし、敗戦の責任を非協力的なザクセン公に押し付けて1180年に国外追放。さらに1183年には、イタリア諸都市に自治を認める代わりに貢納金をせしめた。1184年からの六回目の遠征では次男のハインリヒ6世をシチリア王女 コスタンツァと結婚させて同盟を結び、教皇領を南北から圧迫した。皇帝は中欧でもポーランド王国・ハンガリー王国・ボヘミア王国に対しても皇帝の権威を認めさせ、さらにオットー3世時代に失われた北東部ノルトマルク辺境伯領をブランデンブルク辺境伯 アルブレヒト1世に再征服させた。1189年、皇帝は第3回十字軍の総大将となってイスラム軍に圧勝するも、水難事故により68歳前後で死去。ハインリヒ6世が24歳で後を継いだ。
ハインリヒ6世は南イタリアにあるノルマン王朝のシチリア王国の併合を企てた。元々1189年にシチリア国王グリエルモ2世が子を残さずに死去した際、王位は叔母婿のハインリヒ6世に回るはずであった。しかし反ドイツ派は庶子筋のタンクレーディを擁立。さらに先帝時代からの宿敵・元ザクセン公 ハインリヒ3世が密かに帰国し、反乱を起こし始めた。1191年、王はザクセン公を牽制しつつシチリア遠征を決行。その途上のローマにて、教皇 ケレスティヌス3世によって第22代神聖ローマ皇帝 ハインリヒ6世として戴冠された。情勢は苦しかったが、ここで事件が起こる。先帝死後も第3回十字軍を続行した挙句にパレスチナから敗走してきたイングランド国王 リチャード1世がオーストリアで捕縛され、皇帝に引き渡されたのである。イングランドから多額の身代金を得た皇帝夫妻は軍勢を整え、1194年にシチリア王国を制圧した。皇帝は元ザクセン公とも講和して先帝の追放令を解除し、改めて諸侯の一人として認めた。しかしザクセン公位は返還しなかった。というのも、ザクセン公位は先帝時代にアンハルト伯 ベルンハルト3世に渡っており、ザクセン公国は大幅に縮小した上で東方に移動していたのだった。1197年、皇帝は31歳で急死。前年に王に選出されていた2歳の息子フリードリヒ2世が後を継ぐが、教皇派は元ザクセン公の子で22歳前後のオットー4世を擁立した。皇帝派はこれに対応するため、ハインリヒ6世の弟にあたる20歳のシュヴァーベン公フィリップを王に推戴。フリードリヒ2世の王位は排除されてシチリア国王のみとなり、教皇インノケンティウス3世の後見を受けることとなった。
フィリップの治世は対立王オットー4世との戦いに終始した。1207年にはほぼ勝利を収めつつあり、ローマで皇帝として戴冠する手はずを整えていたが、翌年に娘の結婚問題から31歳で暗殺された。教皇の手引きであったともされる。結局1209年、対立王だったオットーが教皇 インノケンティウス3世によって第23代神聖ローマ皇帝 オットー4世として戴冠。ついに、長年ホーエンシュタウフェン家と対立してきたヴェルフ家による王朝、ヴェルフェン朝が開かれた。

オットー4世は即位にあたって多くの帝権を放棄して教皇の権威に服する誓約をした。しかしそれを守る気は無く、たちまち教皇との関係が悪化。1210年、皇帝は教皇が後見するフリードリヒ2世のシチリア王国へ遠征に向かったため、激怒した教皇から破門された。このときフリードリヒも既に15歳に成長しており、翌々年には教皇とフランス国王フィリップ2世の支援を受けて対立ローマ王に選出された。窮地に陥った皇帝は、叔父のイングランド国王 ジョンと組んでフィリップ2世を挟撃するが、1214年にブーヴィーヌの戦いで大敗。1215年にオットー4世は帝位を失い、1218年に43歳前後で病死した。これによってヴェルフェン朝は1代限りとなり、ホーエンシュタウフェン朝が復活。1220年、フリードリヒが教皇 ホノリウス3世によって第24代神聖ローマ皇帝 フリードリヒ2世として戴冠された。

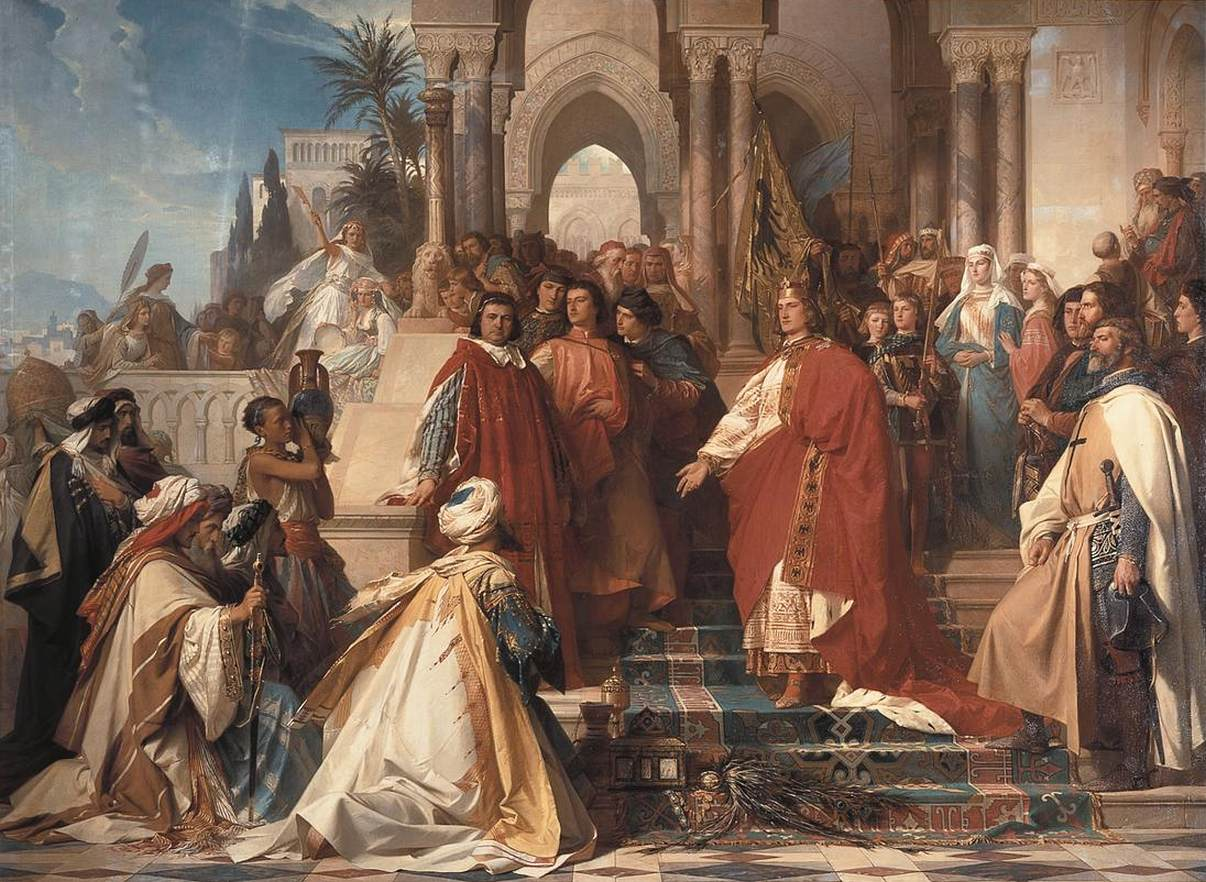
19世紀に描かれたパレルモのフリードリヒ2世の宮廷。民族、建築物共にキリスト教文化とイスラム教文化が混じっている。(画)アルトゥール・ランベルク

フリードリヒ2世は明確なビジョンのもとにローマ帝国の復興を志した。シチリアで生まれ育ったフリードリヒ2世は、ドイツを小勢力が分立する「属州」と見なした上で、本拠地シチリアを含むイタリアの本土化を試みたのである。ドイツでは既成事実化していた諸侯の特権に法的根拠を与えて支持を得るとともに、各々の領地経営に専念させた。勢力を拡大した諸侯によってドイツ農民や商人による東方移住が促され、帝国の影響力はポメラニアやシレジアにまで拡大。1226年にはプロイセン地方のキリスト教化のためポーランドに招聘されたドイツ騎士団が、ドイツ騎士団国を建国した。このいわゆる修道会国家は、以降数百年にわたって帝国と密接な関係を持つことになる。一方でシチリアにおいて皇帝は中央集権化を推し進め、官僚の養成、公共事業の実施、財政改革などによって500年後の絶対王政を先取りするような革新的な国家建設に努めた。この中で、地中海交易の要地かつ文化交流地でもあるシチリアでは、ルネサンスに200年先がけた古代ローマ文化の復興も行われた。さらに先進的なイスラム文化を受容した多民族・多宗教国家の建設が目指された。しかしこうした態度はやがてローマ教皇庁との対立を招き、十字軍出兵を渋ったことから教皇 グレゴリウス9世の怒りを受けて破門される。フリードリヒ2世は破門されたまま1228年に第6回十字軍を興してアイユーブ朝の第5代スルタン・アル＝カーミルと交渉し、無血でエルサレムの奪回とエルサレム王位の獲得に成功した。しかしイスラムと闘わなかったことで教会のさらなる怒りを買い、ついには「反キリスト」とまで非難された。十字軍以前から皇帝は教皇派諸都市とも紛争を起こしており、1232年にはドイツ総督（名目的にはローマ王）の嫡男ハインリヒも反乱を起こした。皇帝は忠実なる直属のイスラム兵をもって戦いを優勢に進めたが、教皇派は20年近くにわたって徹底抗戦を続けた。ついに皇帝は勝利を確定させることなく1250年に68歳で死去。子のコンラート4世が23歳で後を継いだ。
コンラート4世は父帝の戦いを継続した。1237年には9歳でローマ王となっていたコンラートだが、父帝存命時から教皇派が選出したテューリンゲン方伯 ハインリヒ・ラスペや、ホラント伯 ウィレム2世といった対立王との戦いに明け暮れていた。当然教皇からの支持は得られず、皇帝に戴冠されないまま僅か4年で1254年に25歳で死去した。その後、ローマ教皇からの支持を受けたフランス王族のシャルル・ダンジューによってシチリア王国は奪われ（シチリア国王 カルロ1世）、幼い息子のコッラディーノや弟のマンフレーディも殺された。これによりホーエンシュタウフェン家は断絶。フリードリヒ2世によってシチリアの属国群とされていたドイツ地域は、宗主を失うことで解体してしまった。部族公領もこの時代にはバイエルン公国を除いて分裂・縮小し、あるいは消滅してしまっていた。イタリアでも諸都市が皇帝の支配をはね除けたことで実態的な政体としての王国が消滅し、多数の都市国家群に分裂。それでも神聖ローマ帝国という枠組みと普遍的支配権を持つ皇帝という概念は残っていた。

### 中世後期
1254年、ローマ王 ヴィルヘルム（ホラント伯 ウィレム2世）によって「神聖ローマ帝国」の国号が初めて正式に用いられた。しかしこの4年前のフリードリヒ2世の死によって、封建社会の頂点に立つ皇帝が西欧を支配するという意味での帝国は解体されていた。「神聖ローマ帝国」という枠組みだけはかろうじて残っていたが、叙任権闘争で神聖さを失い、ホーエンシュタウフェン朝の断絶でローマ帝国復興への道も途絶し、ゲルマン・ローマ・キリスト教の三要素からなる帝国は元のゲルマンのみの国家に戻っていた。もはや国家ではなくなりかけていた帝国は、中世的封建制帝国から近世的領邦国家連合体へと長い時間をかけて変わっていく。こうして神聖ローマ帝国は、西方帝国（カロリング帝国）、名無しの「帝国」に続く第三の時代に入り、実質的な領域もドイツとボヘミア（チェコ）に限られるようになっていった。また、ブルグントは政略結婚と買収によって徐々にフランス王国に組み込まれ、1378年には法的にもフランスに割譲。イタリアは小勢力同士が衝突しつつもルネサンスが花開き、ドイツの影響から離れていった。とは言え、中世後期にはまだドイツ国王がイタリアへ赴いてイタリア王・神聖ローマ皇帝に戴冠する伝統は残っていた。ダンテ・アリギエーリ、パドヴァのマルシリウス、フランチェスコ・ペトラルカといったルネサンスの文化人は、都市国家が乱立するイタリアに秩序をもたらす皇帝の復権を期待した。しかし神聖ローマ帝国の勢力は回復すること無く、1512年には「ドイツ国民の神聖ローマ帝国」の国号が用いられた。神聖ローマ帝国はイタリアに宗主権を主張し続けたものの、帝国秩序の中に置くことは殆ど諦めてしまった。
対外的にはフランス王国に劣勢を強いられていた。フランスでは神聖ローマ帝国とは逆に中央集権化が進み、王権が強化されていたのだ。フランス王権はブルグントを事実上併合したばかりか教皇権をも掌握。フランスはカペー朝からヴァロワ朝への王朝交代を原因とした百年戦争の勃発により一時衰えたが、終戦後に盛り返して神聖ローマ帝国を遙かに上回る軍事力を持った。また1453年のコンスタンティノープル陥落により、古代から続いていた本来のローマ帝国（東ローマ帝国）が滅亡した。古典的にはこの事件をもって中世の終わりとし、イスラム勢力（オスマン帝国）の脅威が東から直に迫る時代になった。

#### 大空位時代

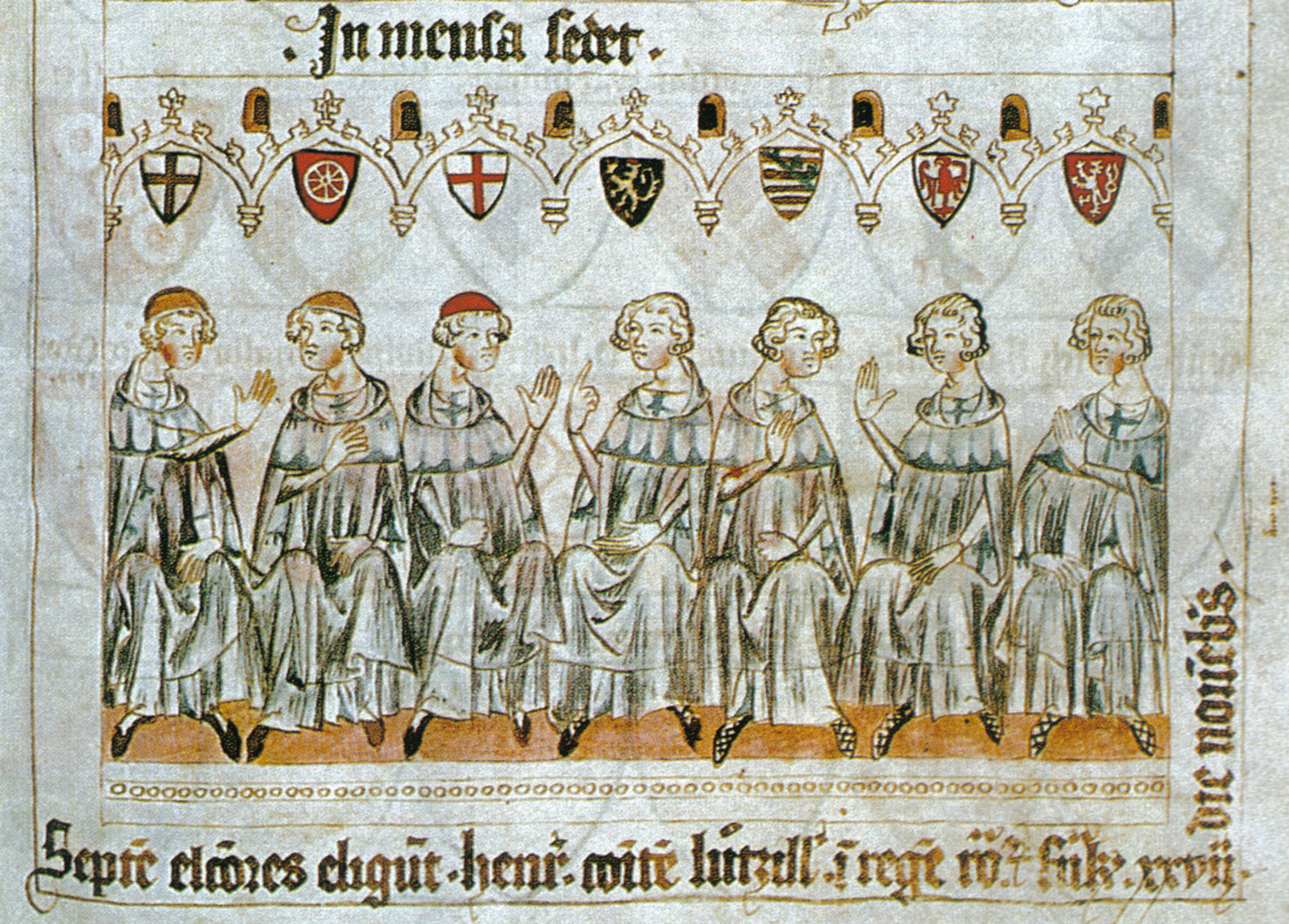
選帝侯（Kurfürst）

フリードリヒ2世が死去した1250年（またはコンラート4世が死去した1254年、あるいはヴィルヘルムが死去した1256年）からハプスブルク家のルドルフ1世が国王に選出された1273年までの期間を大空位時代（Interregnum）と呼ぶ。原語を直訳すると「王権の空いた期間」であり、王はいたものの権力がなかったという意味である。弱小貴族や非ドイツ人が王として選出されたが、神聖ローマ帝国に現実的な影響を及ぼすことができなかった。この選挙の際にマインツ大司教・ケルン大司教・トリーア大司教・ライン宮中伯（プファルツ）・ブランデンブルク辺境伯・ザクセン公・ボヘミア国王といった、後に選帝侯（Kurfürst）と呼ばれるグループが現れた。
ヴィルヘルムは「神聖ローマ帝国」（Imperium Romanum Sacrum）の国名を初めて用いた王だった。しかし実態としては弱小地方領主の域を出ない有名無実の王だった。1247年に教皇派によって20歳で対立王に選出されるが、ホーエンシュタウフェン朝との戦いに自ら勝つことは出来なかった。1254年にホーエンシュタウフェン朝最後の王コンラート4世が死去したことで唯一のドイツ王となったが、依然として王としての権力はなかった。名ばかりの単独王となった2年後、ヴィルヘルムは1256年のフリースラント遠征中に28歳で戦死。1257年に教皇派であるプファルツ・ケルン・マインツの3人の選挙人は後継国王をもはやドイツ諸侯から選ぶことすらしなかった。彼らが推戴したのは46歳のコーンウォール伯 リチャード（イングランド国王 ヘンリー3世の弟）だった。
リチャード（ローマ王 リヒャルト）もまた、神聖ローマ帝国に王権をふるうことはできなかった。王に選出された数ヵ月後には皇帝派（トリーア・ブランデンブルク・ザクセン・ボヘミア）が対立王として、ローマ王フィリップの孫でカスティーリャ国王のアルフォンソ10世を選出し、早くも正当性が怪しくなった。リヒャルトはアーヘンで正式に戴冠したもののドイツにはほとんど不在だった。アルフォンソ10世に至ってはスペインに留まって一度もドイツに入ることがなかった。このため、国王がドイツにいない状態が長期化し、帝国の秩序は乱れた。諸侯は特権獲得と領域形成を強固にして、より一層自立した統治者と化した。諸侯の勢力に対し、ドイツ西部の諸都市がライン同盟を結成するといった現象も起こった。また、ホーエンシュタウフェン朝を滅ぼしてシチリア王国を乗っ取ったシャルル・ダンジューが荒廃した神聖ローマ帝国を狙い、甥のフランス国王 フィリップ3世を帝位につける野望を抱いていた。1272年、リヒャルトは全く実権の無いローマ王位を抱えたまま63歳で死去。諸侯は外国の干渉を防ぎつつ強力な王の誕生を防ぐため、南シュヴァーベンの小領主に過ぎないハプスブルク家のルドルフ1世を国王に選出した。ルドルフ1世は当時としては高齢の50歳であり、その治世はすぐに終わるはずであった。

#### 跳躍選挙

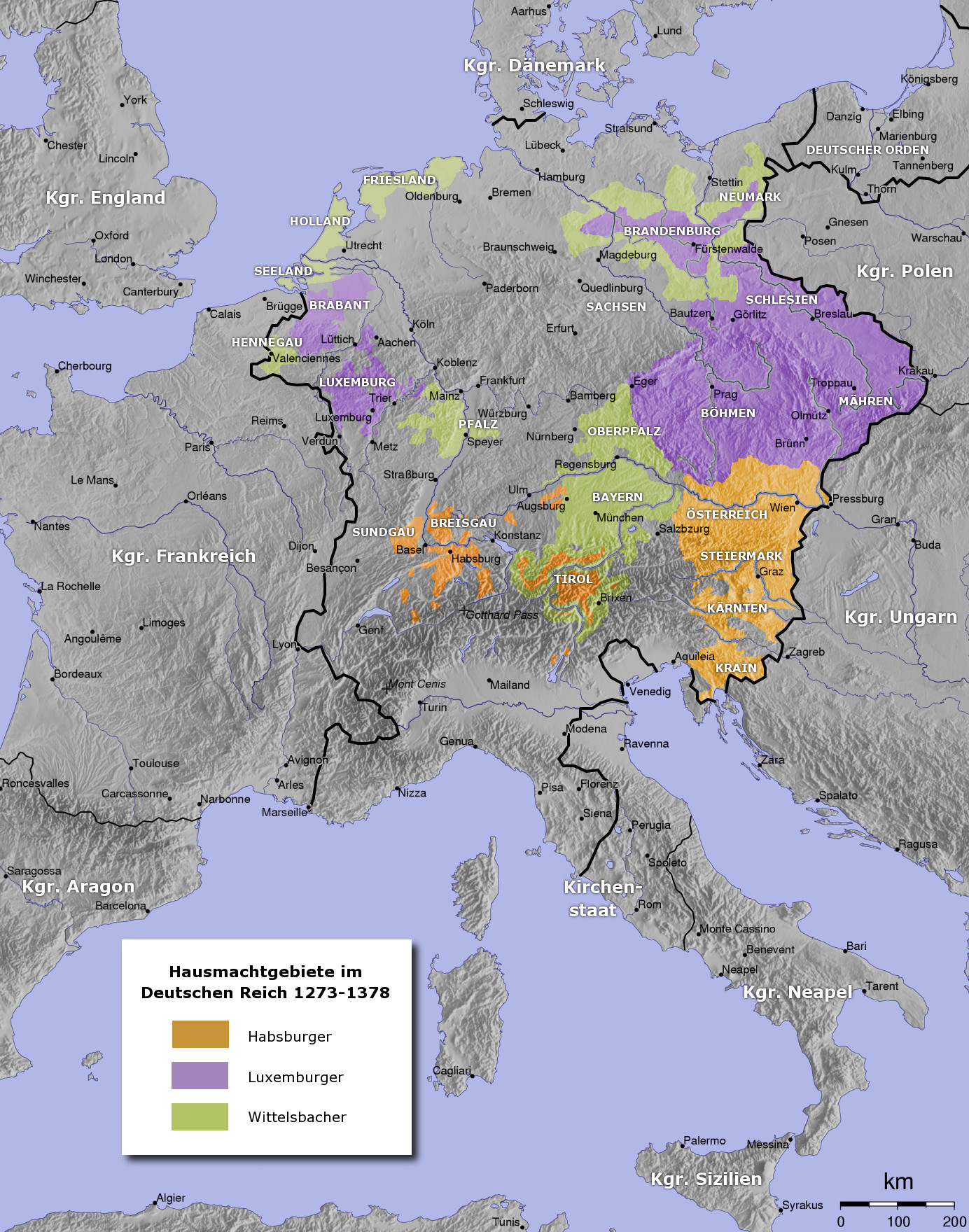
神聖ローマ帝国の領域（1273-1378）と主要王家の領地
ヴィッテルスバッハ家
ハプスブルク家
ルクセンブルク家

1272年、弱体な君主を望む諸侯は当時弱小諸侯だったハプスブルク家のルドルフ1世を王に選出した。ルドルフ1世は著しく減少していたとはいえ未だ残されていた王権を利用し、ハプスブルク家を一躍大諸侯の一角へと押し上げた。このためハプスブルク家の世襲は認められず、以後約150年間は1代の除く全ての国王選挙で異なる家門が選出され、跳躍選挙（Springende Wahlen）と呼ばれる時代となった。歴代国王はドイツ全体の経営よりもまず自領拡大を優先した（家門王権）が、中世盛期から国王選挙のルールは明確で無かったため、二重選挙や対立王の擁立など多くの混乱が起こった。1356年、カール4世は金印勅書（bulla aurea）を発布して秩序と平穏をもたらした。勅書において、ローマ王は7人の選帝侯による過半数の得票で選出されると定められた。選帝侯には多くの特権が認められたため、勅書は領邦分裂体制の固定を促すことにもなった。
ルドルフ1世はハプスブルク家をヨーロッパ有数の家門に発展させた。ルドルフの即位後、神聖ローマ帝国最大の諸侯であるボヘミア国王オタカル2世がローマ王への臣従を拒否して戦争になった。勢力は圧倒的にルドルフ側が不利であったが、巧みな外交手腕によって諸侯やハンガリー王国と同盟を結び、1278年にはマルヒフェルトの戦いでオタカル2世を敗死させた。この結果、ハプスブルク家は後に地盤となるオーストリア大公国とシュタイアーマルク公国をボヘミアから奪い取った。ルドルフはさらに皇帝即位を目指した。シチリア国王となっていたシャルル・ダンジューと取引し、形骸化著しいブルグント王国を割譲する見返りに自身の皇帝戴冠と世襲の支持を獲得。しかしシャルルがシチリアの晩祷事件によって失脚したため、計画は破綻した。1291年にルドルフは73歳で死去。ハプスブルク家の勢力伸長を警戒した諸侯は王位世襲を認めず、ナッサウ家のアドルフが42歳でローマ王に選出された。
アドルフは王権強化を目指して領土拡大を積極的に行おうとしたが、ドイツ諸侯からの反発を招いた。1298年に廃位された上、新たにローマ王に選出された43歳前後のアルブレヒト1世（ルドルフ1世の子）と戦って敗れ、48歳で戦死した。
アルブレヒト1世も王権強化を目指して失敗した王だった。アドルフのように失脚はしなかったものの厳格で冷酷な性格の王は民衆から嫌われた。父王死去時の1291年時点で元の地盤である南シュヴァーベンの三都市が同盟を結んで反乱を起こしており、これがスイス連邦の建国とされる。1303年には敵対した諸侯と妥協するため、教皇権へ服従した。同年、フランスではアナーニ事件が起きて教皇がフランス国王の傀儡となる状況となり、神聖ローマ帝国とフランス王国の力関係が逆転した。また1308年、各地で戦い続けた王は財産をめぐる諍いが原因で甥のヨハンに53歳で暗殺された。王位世襲は再び否定され、ルクセンブルク家のハインリヒ7世が33歳前後で国王に選出された。
ハインリヒ7世は王権を蘇らせつつ、皇帝権の再建をも企図した。王はまず婚姻政策でボヘミア王位を獲得し、領土を短期間に拡大。1310年からはイタリア遠征を行って帝国のイタリア政策を再興した。5000人の騎士を連れてアルプスを越えた王はまず、イタリア王としての戴冠式が行われるミラノの反皇帝派を撃破。1311年にイタリア王として戴冠すると、1312年に皇帝戴冠を目指してローマへと向かった。皇帝戴冠はフリードリヒ2世以降、約100年ぶりのことであった。しかし、フランスに牛耳られた教皇庁は1309年にブルグント（南フランス）のアヴィニョンへ動座していた（アヴィニョン捕囚）。そのため王は枢機卿の手により、第25代神聖ローマ皇帝 ハインリヒ7世として戴冠された。久しぶりの皇帝誕生は秩序を重んじる初期ルネサンス文化人から非常に期待されたが、1313年に皇帝はナポリへの遠征中に38歳前後で死去。1314年に二重選挙が行われ、ハプスブルク家のフリードリヒ3世とヴィッテルスバッハ家のバイエルン公ルートヴィヒ4世がローマ王に選出された。

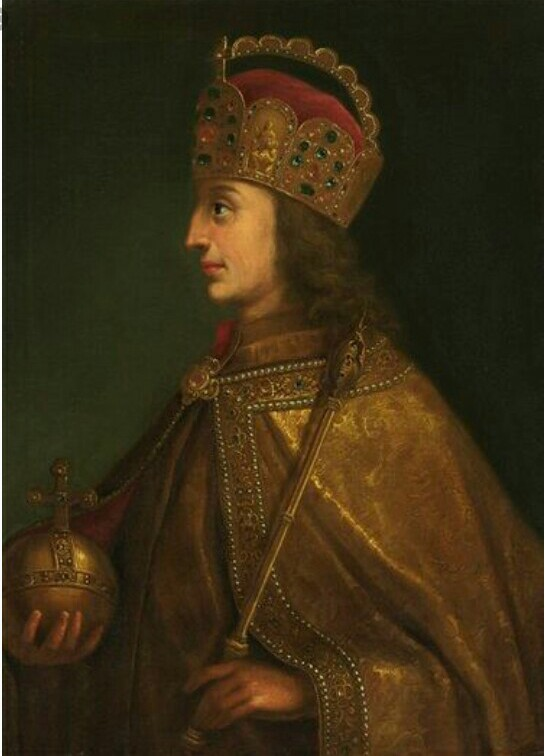
ルートヴィヒ4世

ルートヴィヒ4世の治世では教皇と皇帝の対立が再燃した。ルートヴィヒ4世は対立王フリードリヒを8年がかりで下したが、ここにアヴィニョンの教皇 ヨハネス22世が横やりを入れた。教皇の認可無き国王選出は無効であり、さらに皇帝が不在のイタリア王権は教皇が代行するとまで主張したのだ。これに対抗するため、1327年にローマ王はイタリア遠征を行い、ミラノにてイタリア王に戴冠。翌年にはローマに赴き、神学者マルシリウスの理論を根拠にローマ人民の名のもと、第26代神聖ローマ皇帝 ルートヴィヒ4世として戴冠された。。皇帝と教皇は激しく対立し、廃位と破門の応酬となった。紛争が長期化した1338年、フランクフルトの帝国議会にて「選挙で選ばれた王は同時に皇帝でもあり、教皇の承認は必要ない」と決められた。1339年、英仏間で百年戦争が始まったためフランスの圧力が弱体化。1340年以降、皇帝は戦争の混乱を利用して教皇との和解を狙ったが、かえって諸侯に見放された。1346年、チロル伯領での強引な家門拡大策で教皇から再度破門を受けた皇帝は廃位され、先帝の孫でルクセンブルク家のカール4世が30歳で対立王に選出された。皇帝は翌1347年に65歳で死去した。

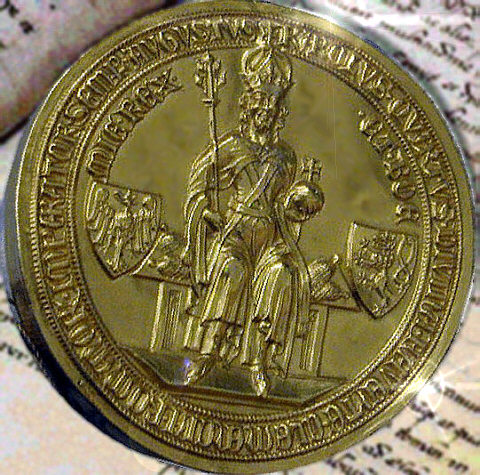
カール4世の金印

カール4世は自領であるボヘミア王国の発展と帝位世襲に専念し、ドイツの制御に腐心。イタリア・ブルグントへの干渉を正式に放棄した。また単独の王となった翌年の1348年、王はボヘミアの首都プラハを神聖ローマ帝国の都として大々的に整備を始めた。その一環としてドイツ語圏初の大学となるプラハ・カレル大学を設立。また、商売に長けたユダヤ人を囲い込み、ペストの大流行を原因とするポグロム（ユダヤ人虐殺）から保護した。1355年に王はイタリア遠征を行い、ミラノにてイタリア王に即位。その後ローマにて、第27代神聖ローマ皇帝 カール4世として戴冠された。その際、教皇庁からの干渉を排する代わりにイタリアへの干渉を放棄。帰国中にも北イタリアの諸都市に皇帝特権の切り売りを行い、莫大な上納金を得た。しかし戴冠式を行うためだけにイタリアを素通りし、多くの帝権を売却して帰ってしまった皇帝はルネサンスの文化人を失望させることとなった。
1356年、カール4世は金印勅書（bulla aurea）を発布してローマ王選出に教皇の許可が必要無いことを改めて示し、7人の選帝侯による過半数の得票で王が選出されることを定めた。同時に選帝侯には強力な特権が認められ、ドイツ領邦の自立化も決定的なものとなった。また、金印勅書には都市同盟の結成禁止も含まれていた。都市同盟は諸侯と対立する勢力だったためである。しかし皇帝は世襲工作の資金調達のため、1375年と1376年にハンザ同盟とシュヴァーベン都市同盟を許し、諸侯を憤慨させた。また都市同盟許可に先立つ1365年、カール4世はアルルで正式にブルグント国王に戴冠し、フリードリヒ1世以来のドイツ・イタリア・ブルグントの戴冠を全て行った皇帝となった。しかし1378年、皇帝はブルグント王国の支配権をフランスに譲った。これは既にブルグントの大部分はフランス王国に組み込まれるか買収されていたので、実情に合わせた措置だった。しかしブルグント王位自体は神聖ローマ帝国滅亡まで歴代皇帝が保持し続けることになる。同年皇帝は62歳で死去。長年の努力の甲斐あって死去前の1376年には息子のヴェンツェルが15歳で国王に選出されていた。
ヴェンツェルは父帝の路線を受け継いだ。ボヘミア王国の経営にのみ力を入れ、神聖ローマ帝国全体の運営には無関心で皇帝戴冠もしなかった。ローマとアヴィニョンにそれぞれローマ教皇が立つ教会大分裂（シスマ）への対処にも消極的であり、イタリアの僭主たちを次々と公に叙爵して上納金を獲得。これには、イタリア貴族に称号と正当性を与える立場にあることを示して神聖ローマ皇帝としての権威を誇示した、という見方もあるが当時の諸侯は憤慨した。その結果1400年、選帝侯たちによって弱腰と判断された王は39歳で廃位された。なお、ボヘミア王位は保った。代わってヴィッテルスバッハ家のプファルツ選帝侯 ループレヒト3世が48歳でローマ王に選出された。
しかしループレヒトは権力基盤があまりに弱体で、効果的な統治を行えなかった。教皇の戴冠を受けるためにイタリア遠征を行ったが、ロンバルディアすら突破できず軍は瓦解。そもそもボヘミア国王ヴェンツェルはローマ王としての廃位を認めていなかった。1410年にループレヒトが58歳で死去すると、ヴェンツェルの異母弟で42歳のハンガリー国王 ジグモンドが選出され（ローマ王 ジギスムント）、49歳となっていたヴェンツェルもようやく廃位を認めた。
ジギスムントは教会への介入でローマ王の権威を増そうとした。当時、教会大分裂（シスマ）による混乱は頂点に達し、ローマに二人、アヴィニョンに一人、計三人の教皇が並び立つ状態になっていた。まず王は1414年にコンスタンツ公会議（1414年-1418年）を開催して、新たな教皇 マルティヌス5世を選出させ、シスマを解消した。しかし、この公会議でボヘミアの教会改革派ヤン・フスを異端者として火刑に処したため、ボヘミアのフス派が武装蜂起しフス戦争（1419年-1436年）を引き起こした。その結果フス派支持だった兄・ボヘミア国王ヴェンツェルはショック死。ボヘミア国王も継承した王は、1431年まで5回にわたる十字軍を派遣した。しかし連敗を喫して王としての威信は失墜。王は権威回復のため1431年にミラノにて63歳でイタリア王に即位した。さらに1433年にはローマに赴き、第28代神聖ローマ皇帝 ジギスムントとして戴冠された。しかし皇帝は1437年に69歳で死去。ボヘミア王位とハンガリー王位は娘婿であるハプスブルク家のオーストリア公アルブレヒト5世に渡った（ハンガリー国王 アルベルト／ボヘミア国王 アルブレヒト）。ルクセンブルク家に直系男子は無く、姪が継いでいた大本の本拠ルクセンブルク公国も借金のカタにフランスのブルゴーニュ公国に接収され、ルクセンブルク家は断絶した。こうしてカール4世が人生をかけて取り組んだ帝位世襲政策は凡庸な子孫たちにより露と消えた。アルブレヒトは1438年にローマ王 アルブレヒト2世として41歳で選出された。
アルブレヒト2世の治世はあまりに短く、ローマ王としての実績は殆ど無い。国王即位1年半後の1439年、オスマン帝国との戦争中にハンガリーで赤痢によって42歳で急死。オーストリアの所領とボヘミア王位は王の死後に生まれた息子ラディスラウス・ポストゥムスが継承し、ハンガリー王位も後にラディスラウスに回った（ハンガリー国王 ラースロー5世）。しかし新たなローマ王には又従弟に当たる傍系のオーストリア公 フリードリヒ5世が24歳で選ばれた。このフリードリヒが以後神聖ローマ帝国消滅まで皇帝位を世襲したハプスブルク朝の直接の祖となる。

#### ハプスブルク家の伸長
ハプスブルク家はルドルフ1世・アルブレヒト1世・フリードリヒ3世と三代にわたってローマ王（対立王含む）を輩出した後、しばらく歴史の表舞台から姿を消していた。フリードリヒ3世の後を継いだオーストリア大公 アルブレヒト2世は1315年、スイス誓約同盟にモルガルテンの戦いで敗れ発祥の地を事実上喪失。しかしスイスへのこだわりを捨ててオーストリアの内政に勤しんだ。1335年にはケルンテン公国・クライン公国を皇帝ルートヴィヒ4世から拝領している。皇帝カール4世の治世にアルブレヒト2世の跡を継いだルドルフ4世は、金印勅書に定められた選帝侯にオーストリアが含まれていないことを不満に思った。そして選帝侯を上回る特権を持つ「大公」（Erzherzog）なる称号を自称し、特許状を偽造して皇帝に送りつけた。皇帝はこれを挑発と見抜いてうやむやにしたが、否定もされなかった特許状はハプスブルク家発展の布石となった。時代が下り、皇帝ジギスムントの死後にその娘婿となっていたオーストリア公アルブレヒト5世はハンガリー・ボヘミア王位を相続。1438年にはローマ王に選出され、ローマ王 アルブレヒト2世となった。しかし、彼は僅か1年ほどで急死。オーストリア公国・ボヘミア王国・ハンガリー王国はアルブレヒトの死後に生まれた息子ラディスラウス・ポストゥムスが継承した。しかしローマ王には1440年にアルブレヒトの又従兄弟であるオーストリア公 フリードリヒ5世が24歳で選出された（ローマ王 フリードリヒ4世）。

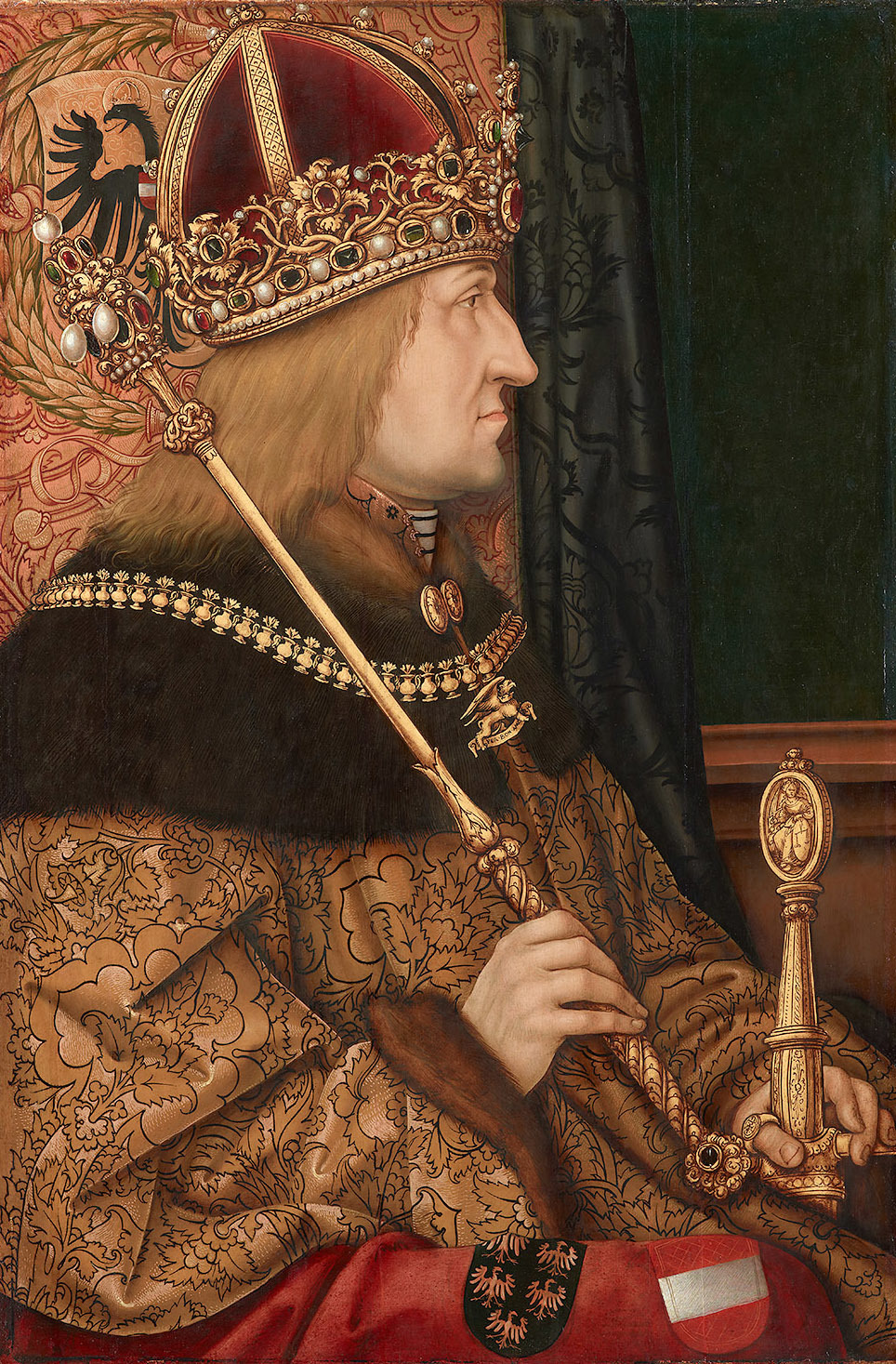
フリードリヒ3世

フリードリヒは「帝国第一の就寝帽」「神聖ローマ帝国の大愚図」と評されるほどの無能な人物だった。決断力に欠け、臆病で気が弱く、常に借金で追われ、けちであり、長所は忍耐力のみだった。王は即位するとラディスラウスの存在に怯えてすぐさま監禁し、オーストリアを弟と共同統治。1442年にローマ王として正式に戴冠した。1450年以降、ラディスラウスを自由の身にするよう求めるオーストリア貴族が同盟を結成。1452年に王はラディスラウスを連れ、結婚式と皇帝への戴冠式を兼ねてイタリアに逃亡した。その後ポルトガル王女エレオノーレと結婚して持参金を獲得し、教皇 ニコラウス5世によって第29代神聖ローマ皇帝 フリードリヒ3世として戴冠。しかし首都ウィーンに戻ったところでラディスラウスを解放せざるを得なかった。
1453年、コンスタンティノープルが陥落して東ローマ帝国が滅亡すると東方からオスマン帝国の脅威が迫ってきた。1457年にラディスラウスが死去して皇帝は名実ともにオーストリア公国を獲得したが、存亡の危機にあるハンガリー貴族は救国の英雄フニャディ・ヤーノシュの息子マーチャーシュ1世をハンガリー国王に選出した。有能なマーチャーシュは、ワラキア・セルビア等次々に領土を拡張。こうした中、貧乏だが権威を持つ皇帝と、皇帝の権威を狙う豊かなブルゴーニュ公 シャルルの利害が一致し、皇帝の嫡男マクシミリアンと突進公の一人娘マリーの婚約が1473年に実現した。1477年ブルゴーニュ公も戦死し、ブルゴーニュ公国はハプスブルク家のものとなった。しかし1479年、ハンガリーのマーチャーシュがオーストリアにまで来襲し、1485年にはウィーンが占領された。これをきっかけに、マクシミリアンがローマ王に戴冠。後継者としての地位を固めた。しかし1490年には、マーチャーシュも嫡子無く死去。皇帝はオーストリアを回復した。1493年に皇帝は77歳で死去。自発的に行動しなかった53年の在位中、神聖ローマ帝国は概ね平和だった。特にイタリアでは滅亡した東ローマ帝国から流れてきた文化人により、ルネサンスの最盛期を迎えた。また、ルドルフ4世の大特許状を密かに帝国法に組み込み、帝位世襲の布石を打っている。婚姻政策も成功しており、結果としてはハプスブルク家発展の道を開くことになった。神聖ローマ帝国に初めて「ドイツ人の」という接頭語をつけたのもこの皇帝であった。

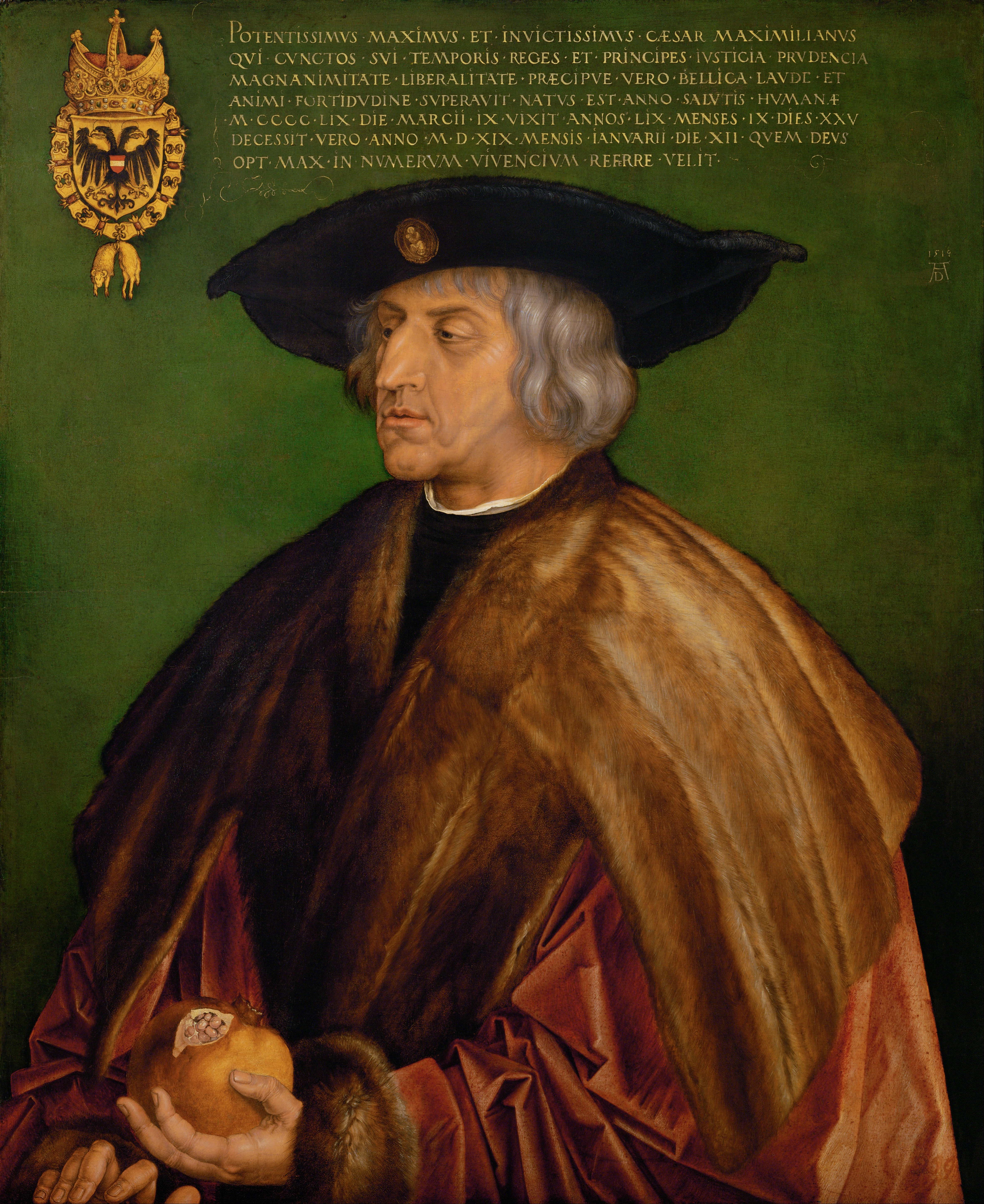
マクシミリアン1世

マクシミリアン1世はフランスとの戦争を通じ、消極的ながらもドイツを近世国家へ移行させた。父帝死去直後の1494年、35歳の王はイタリア半島に侵攻していたフランス国王 シャルル8世との戦争状態に入り、イタリア戦争が始まった。翌1495年、王は諸侯に軍資金を求めるヴォルムス帝国議会を開催し、さらに全ドイツ国民から税を徴収する「一般帝国税」の導入と兵士の提供を求めた。これに対し、マインツ大司教を中心とした諸侯代表たちは諸改革案を提案。当時、ドイツには新体制を構築しようとする帝国改造が求められており、王は妥協して同意した。なお帝国改造とは言うものの、改革の対象はドイツ地域のみであり、イタリアは既に帝国行政の範囲外であった。
帝国改造の根本は治安維持であり、決闘の禁止などがその例である。古代よりゲルマン貴族には、決闘による報復と権利回復（フェーデ）が広く認められていたが、略奪目的の言いがかりも多かった。期間限定でフェーデを禁止する「平和令」はたびたび出されていたが、帝国改造ではこれを徹底したのである。帝国改造はフェーデを完全に禁止する永久ラント平和令、フェーデに代わって封臣間の政治的争いを解決する帝国最高法院の設置、及び帝国最高法院の選挙区である帝国クライスの設置から成る。帝国クライスは徐々にドイツの自立的な地方行政区分へと変化し、治安維持の実務・徴税・帝国軍編成の管理運営に加え、17世紀には国防をも担っていく。なお、帝国クライスは同時に設置された中央政府「帝国統治院」の選挙区でもあったが、早くも1502年に統治院は廃止されている。また、帝国最高法院には皇帝（国王）の権力が殆ど及ばない仕組みだったため、皇帝直轄の帝国宮内法院が1497年に設置され、二つの最高裁判所が併存することとなった。
1508年、教皇 ユリウス2世の要請により、王は大軍を率いて帝国外の独立国ヴェネツィア共和国へ遠征した。しかしイタリア北東部全域を併合していたヴェネツィアは手強く、遠征は失敗。ヴェネツィア征伐後には皇帝への戴冠式を行う予定だったが果たせず、ユリウス2世の同意の下で第30代神聖ローマ皇帝 マクシミリアン1世として即位した。これ以後、ローマ王は教皇の合意があれば戴冠せずに神聖ローマ皇帝を称することになる。しかしその後も神聖ローマ帝国は連戦連敗であり、弱体化は明らかだった。1512年、皇帝は「ドイツ国民の神聖ローマ帝国」（Heiliges Römisches Reich Deutscher Nation）の国名を公文書で用いた。神聖ローマ帝国はイタリアに宗主権を主張しつつも、版図がもはやドイツ語圏及びその周辺に限られ、世界帝国建設という目的の放棄も明確となった。こうして中世は終わりを迎えた。
一方で、皇帝個人の婚姻政策は大成功を収めていた。1500年、息子フィリップをスペイン王女 フアナと結婚させた結果、カルロス・フェルディナントの兄弟が生まれ、カルロスは1516年にスペイン国王・ナポリ国王・シチリア国王に即位。フェルディナントはハンガリー・ボヘミアの王女 アンナと結婚し、皇帝死後の1526年にこの地をハプスブルク家に取り戻した。こうしてハプスブルク家はスペイン・ドイツ・ネーデルラント・ナポリ・シチリア・サルデーニャ・オーストリア・ハンガリー・ボヘミアそして広大なスペインの新大陸領土を治める「普遍的君主制」に君臨し、神聖ローマ帝国とは別の世界帝国が成立しつつあった。1519年に皇帝は59歳で死去。孫のスペイン国王 カルロス1世が19歳で皇帝に選出され、第31代神聖ローマ皇帝 カール5世となった。

### 近世

#### カール5世の世界帝国と宗教改革

カール5世時代のハプスブルク帝国。
カスティーリャ
アラゴン
ブルゴーニュ
オーストリア
神聖ローマ帝国の境界

16世紀に入ったこの時期、フランス王国・イングランド王国・スペイン王国では中央集権化が進められていたが、既述の通りにドイツでは逆に諸侯の特権が強化される傾向にあった。そして、ドイツではカール5世の治世に神聖ローマ帝国の解体を決定的にさせる事態が生じる。
カール5世が神聖ローマ帝国を統治し始める以前の1517年、マルティン・ルターがヴィッテンベルク大学で発表した『95ヶ条の論題』が宗教改革の発端となった。ローマ・カトリック教会の大きな財源となっていた贖宥状の効力に疑義を呈するこの論題は活版印刷の普及もあってドイツ各地に広まって大きな反響を呼び、事態を憂慮した教皇 レオ10世はルターにローマ出頭を命令。しかしルターは領主であるザクセン選帝侯フリードリヒ3世の庇護を受けてこれに応じなかった。ドイツ内のアウクスブルクとライプツィヒで行われた異端審問でルターは教皇庁側と決裂。1520年にルターは『ドイツ貴族に与える書』、『教会のバビロニア捕囚』、『キリスト者の自由』を発表し（三大宗教改革論）、これに対して教皇庁はルターに破門を通告する勅書を送って自説の撤回を迫った。しかしこれに対するルターの応えは、ヴィッテンベルクの公衆の前でこの勅書を燃やすことだった。

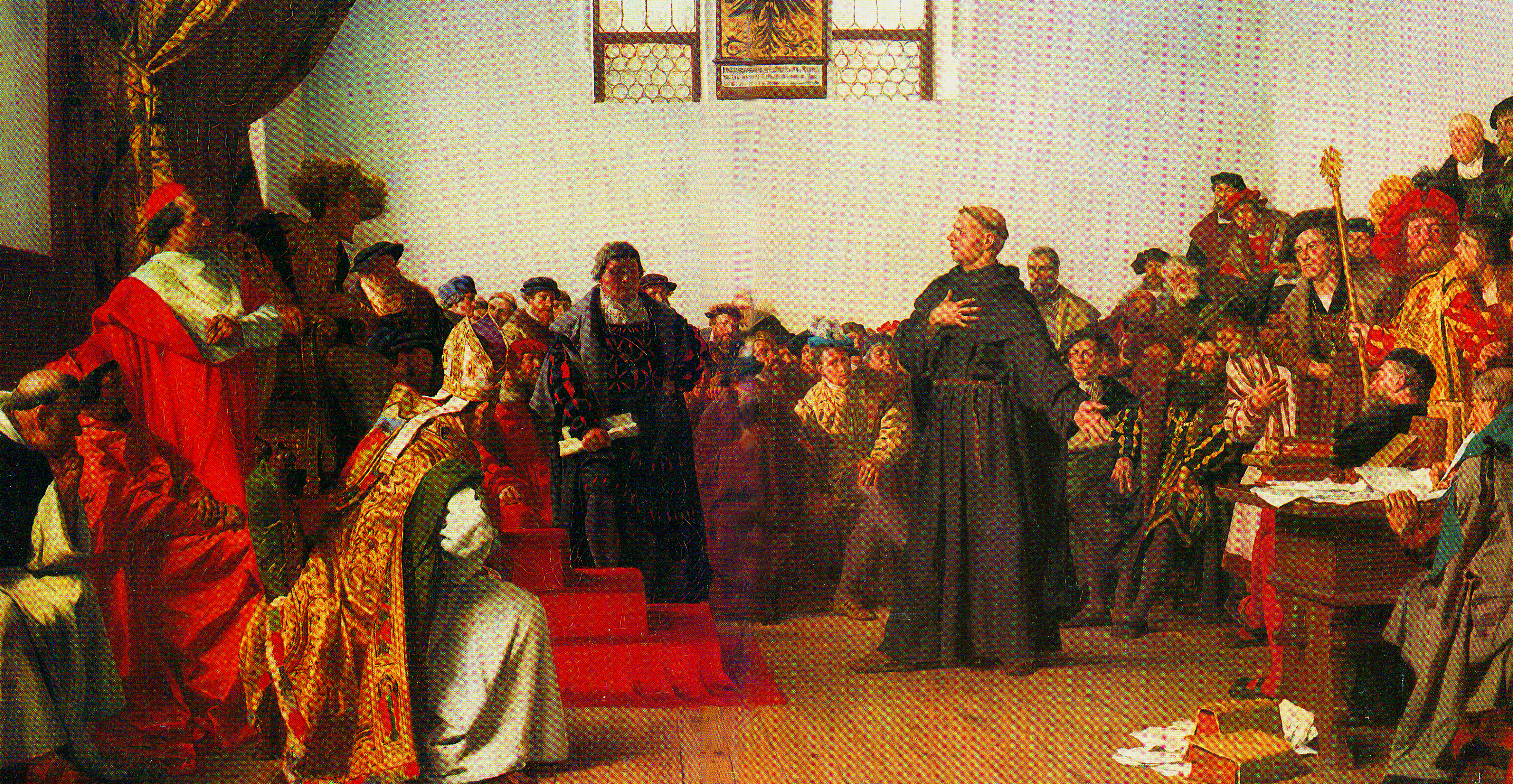
ヴォルムス帝国議会におけるルター

1520年にカール5世はヴォルムス帝国議会を開き、先代マクシミリアン1世から引き継いだフランスとのイタリア戦争のために諸侯に妥協し、帝国統治院の再設置を承認させられた。この帝国議会にルターが召喚されて審問を受けたが、彼は断固たる態度で自説の撤回を拒否。カール5世はヴォルムス勅令を発してルターを帝国追放に処して著書を禁圧したが、ルターはザクセン公に匿われ、ヴァルトブルク城で新約聖書のドイツ語翻訳（ルター聖書）を成し遂げた。
ヴォルムス帝国議会が終わるとカール5世はスペインへ帰国し、以後約10年間もドイツでは皇帝不在となる。1525年のパヴィアの戦いで帝国軍はフランス国王 フランソワ1世を捕虜とする大勝をおさめ、カール5世は北イタリアからフランス勢力を駆逐できた。フランソワ1世は不利な内容のマドリード条約の締結を余儀なくされたが、解放され帰国するとこの条約を反故にし、戦争はなおも継続。更にスペインの強大化を脅威と感じた教皇 クレメンス7世がフランスに加担する事態まで生じる（第二次イタリア戦争）。この戦争の最中の1527年に帝国軍による「ローマ劫掠」が発生し、ヨーロッパ精神世界に大きな衝撃を与えた。

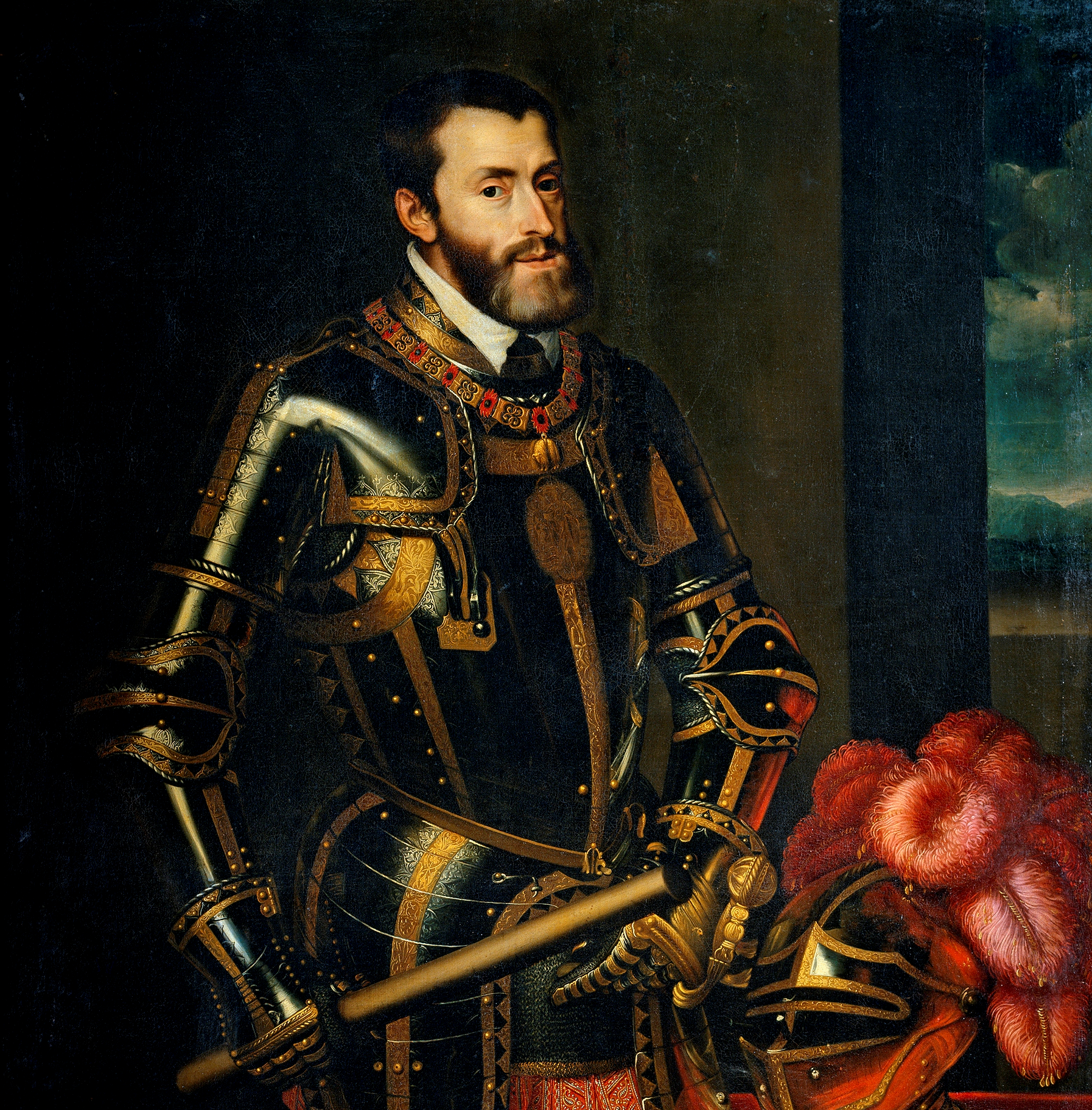
カール5世
ティツィアーノ画

一方、ドイツでは1521年から1524年にかけてルターの福音主義が大きく広がり、ルターの支持者たちは独自解釈を始めて過激な改革運動が各地で引き起こされた。また、スイス・チューリッヒではフルドリッヒ・ツヴィングリが宗教改革運動を主導し、更にはより急進的な再洗礼派（アナバプテスト）が現れてスイス諸州や南ドイツに波及している。1522年には宗教改革運動に乗じて地位回復を図った騎士階層が蜂起して騎士戦争が発生。ここでは短期間で諸侯連合軍に敗北したが、続いて1524年からは急進的な宗教改革を唱えるトマス・ミュンツァーらに主導された農民層が各地で蜂起。ドイツ農民戦争が勃発する。農民たちは農奴制の廃止や司祭任免権の要求といった「12ヶ条の要求」を掲げた。ルターは当初は農民と諸侯の双方を非難したが、やがて自らを保護するザクセン公（諸侯）の側に立ち農民反乱軍を激しく非難している。統制を欠いた農民反乱軍は短期間で鎮圧され、7-10万人が殺害された。
ドイツ農民戦争の鎮圧を通して諸侯の権力は強まり、以降ドイツにおける宗教改革は諸侯に主導されるようになった。宗教改革は諸侯にとって教皇庁の支配から逃れられる政治的経済的メリットがあったのだ。1528年までにドイツ騎士団・ヘッセン方伯・ブランデンブルク＝アンスバッハ辺境伯・マンスフェルト伯などの諸侯、さらにシュトラースブルク・フランクフルト・ニュルンベルクといった諸都市がルター派になっていた。ヘッセン方伯 フィリップ1世やザクセン選帝侯 ヨハンを中心とするルター派は教会改革を要求。1529年のシュパイアー帝国議会でヴォルムス勅令の実施が重ねて決定されると、ルター派の5人の諸侯と14の帝国都市が「抗議書」を提出し、これにちなんでルター派をはじめとする教会改革派はプロテスタントと呼ばれるようになった。
さらにこの時期、オスマン帝国の脅威が神聖ローマ帝国へ迫っていた。1396年のニコポリスの戦いでハンガリー国王 ジグモンド（神聖ローマ皇帝 ジギスムント）率いる対オスマン十字軍が大敗を喫して以降、オスマン帝国はバルカン半島の支配を固めており、1520年に即位したスルタン・スレイマン1世はヨーロッパへの侵攻を開始した。彼はまずハンガリーを攻撃してベオグラードを奪取。1526年のモハーチの戦いではハンガリー国王 ラヨシュ2世を戦死させる決定的勝利をおさめた。その後、カール5世の弟フェルディナントがハンガリー・ボヘミア国王を継承したが、ハンガリーは中部のオスマン帝国占領地（オスマン帝国領ハンガリー）、西部のフェルディナントの支配する王領ハンガリー、そして東部は対立王を立てた現地諸侯に支配される地域となり、いわゆる三分割時代となった。さらに1529年にオスマン帝国軍はウィーンを包囲（第一次ウィーン包囲）。ウィーンは辛うじて陥落を免れたが、この後もカール5世はオスマン帝国との戦いを強いられ、フランス国王フランソワ1世がオスマン帝国と結ぶなどしたためにより困難なものとなった。
ローマ劫掠後、フランス国王フランソワ1世はイングランド国王 ヘンリー8世と盟約を結んでナポリへ侵攻したが、ジェノヴァ共和国が離反したため遠征は失敗に終わった。フランスの形勢が悪化すると教皇 クレメンス10世はカール5世と講和を結び、イングランド国王 ヘンリー8世もフランスを見離し始める。1529年に貴婦人の和約が結ばれ、フランスはイタリアにおける権益を放棄させられた。その後イタリアにおける覇権を確立したカール5世は、1530年にボローニャにおいて教皇 クレメンス7世から第31代神聖ローマ皇帝 カール5世として戴冠された。もちろん先帝の時代から、教皇による戴冠は必要不可欠なものではなくなり、彼自身も1519年時点で皇帝を名乗ってはいるが、伝統に基づいた正式な戴冠を受け、イタリアの覇者としての威信を高めたのだった。しかし、彼が教皇による戴冠を受けた最後の皇帝となった。

#### アウクスブルクの和議

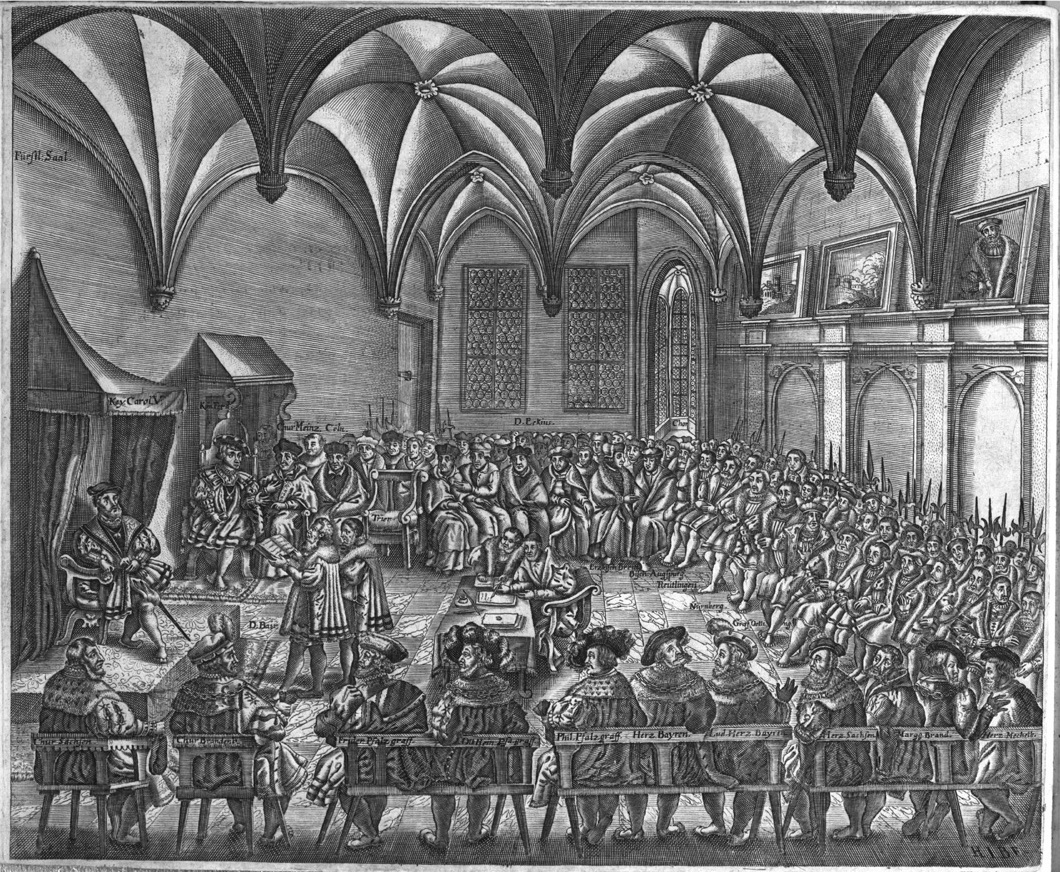
アウクスブルク帝国議会（1530年）

同年、カール5世は約10年ぶりにドイツ入りし、宗教解決のためのアウクスブルク帝国議会を開催した。ルター派は弁証書としてフィリップ・メランヒトン起草による「アウクスブルク信仰告白」を提出したが、ツヴィングリやシュトラースブルクなどの改革派4都市が独自の「信仰」を提出し、プロテスタント内部の宗派分裂も明らかとなった。その結果議会ではカトリックが優勢を占め、最終的決定は翌年の議会に持ち越されたものの、カール5世はルターを帝国追放刑にしプロテスタントを異端とする1521年のヴォルムス勅令を暫定的とはいえ厳しく執行するよう命じた。
翌1531年に弟 フェルディナントをローマ王に推戴させて後継体制を固めるとカール5世は広大なハプスブルク帝国の統治のためにネーデルラント・ブルゴーニュへと居を移した。同年にはアントワープ証券取引所を設立した。またオスマン帝国の脅威にも対処せねばならず、1535年には地中海を渡りチュニスにまで遠征。1536年にはフランス国王フランソワ1世がミラノ公国の継承を主張してイタリアに侵攻し、イタリア戦争が再開した。
一方、プロテスタントの帝国諸侯・諸都市はアウクスブルク帝国議会直後にシュマルカルデンに集まり、軍事同盟結成を協議し、翌1531年2月にヘッセン方伯とザクセン選帝侯を盟主とするシュマルカルデン同盟が結成された。宗教戦争が一触即発に迫る状況となったが、カール5世は妥協し、1532年「ニュルンベルクの宗教平和」によって暫定的にプロテスタントの宗教的立場が保障された。この宗教平和を境にプロテスタントは勢力を一気に拡大。南ドイツのヴュルテンベルク公国では、プロテスタントであったために追放されていたヴュルテンベルク公 ウルリヒが1534年に復位し、北ドイツでも同年ポンメルン公、1539年にザクセン公とブランデンブルク選帝侯がプロテスタントに転じた。西南ドイツではルター派とは異なる改革派信仰が広がっていたが、教義上の問題で妥協し（ヴィッテンベルク一致信条）、プロテスタントの政治勢力は統一性を持つようになった。カトリック側もニュルンベルク同盟を結成し、プロテスタントに対抗した。
この時期、スイスでは新しい動きが起こっていた。1536年にプロテスタント神学の基礎と評価される『キリスト教綱要』を著わしたフランスの神学者 ジャン・カルヴァンが亡命生活中に立ち寄ったジュネーヴで教会改革に参与していたのだ。カルヴァンは教会改革を強力に指導し、教会規則を定めて平信徒も加わる長老制を創始。彼の30年近くにわたる神権政治により、ジュネーヴは福音主義の牙城となり、カルヴァン派はやがて一大勢力に成長することになる。

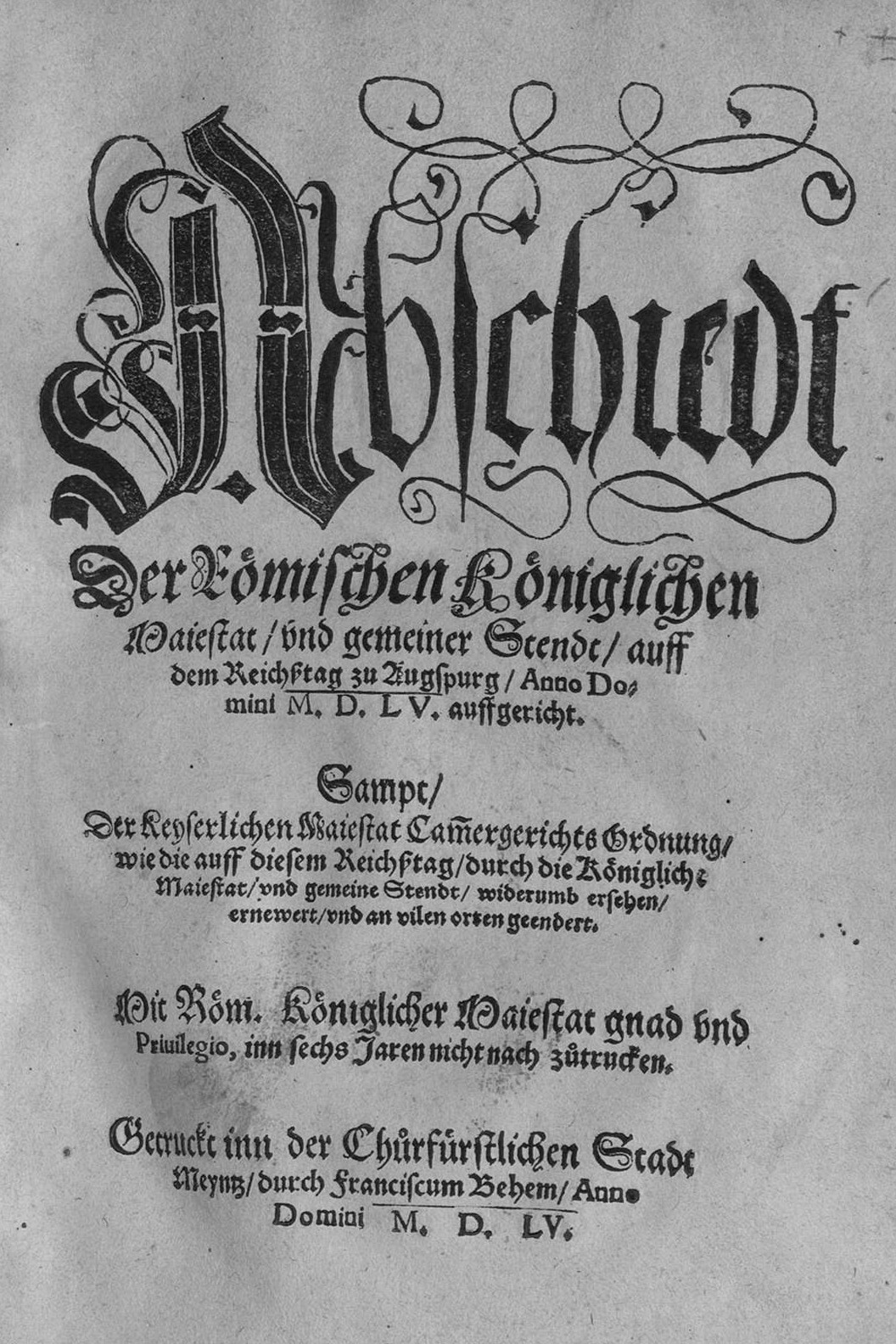
アウクスブルク宗教平和令
1555年にマインツで印刷された版本の表紙

1544年にフランスとのクレピー条約 (en) が締結されるとカール5世は一転ドイツ国内の問題に専心するようになった（オスマン帝国とは1547年に講和）。1546年にはルターが死去。同年、プロテスタント陣営の盟主ザクセン選帝侯 ヨハン・フリードリヒの一族であるモーリッツが選帝侯の地位を条件に皇帝支持に転じた。それ以前にヘッセン方伯も重婚問題からカール5世につけこまれ、政治的に中立を守らざるをえなくなっていた。自身に有利な条件が整ったと感じたカール5世は同年シュマルカルデン戦争をおこし、ミュールベルクの戦いでシュマルカルデン同盟を壊滅させ、翌年のアウクスブルク帝国議会ではカトリックに有利な「アウクスブルク仮信条協定」が帝国法として発布された。皇帝は西南の帝国都市のツンフト（職業団体）が宗教改革の温床であると考えてこれを解散させるなど強硬な政策を実施した。しかし皇帝の強硬な政策を見て、徐々にカトリック諸侯も反皇帝に転じ、嫡男フィリップにドイツ・スペインの領土・帝位を継承させようとすると、ますます反発を招いてカール5世は孤立した。
このような情勢の中、プロテスタントから「マイセンのユダ」と呼ばれたザクセン選帝侯モーリッツが1552年にフランスと結んで反旗を翻し、インスブルックのカール5世を急襲した。カール5世はこれに敗北し、パッサウ条約によって「仮信条協定」を破棄。この敗北からカール5世は弟のフェルディナントに宗教問題の解決を任せ、1555年のアウクスブルク帝国議会で、アウクスブルクの和議が議決された。これにより「一つの支配あるところ、一つの宗教がある」（cujus regio, ejus religio）という原則のもとに諸侯が自身の選んだ信仰を領内に強制することができるという領邦教会制が成立した。ただしこの時点ではカルヴァン派・ツヴィングリ派・再洗礼派などは異端とされ、信仰の自由から除外された。
また、同帝国議会で発布された帝国執行令は帝国クライスの役割の詳細を定め、フリードリヒ3世の時代からの一連の帝国改造運動を完了させた。同令によって帝国クライスが平和維持を担い、クライス台帳に基づいて帝国等族の兵役分担を定めるとともに、帝国最高法院判決の執行を担うことになった。皇帝は自らの責務を果たす能力がないことを示し、平和維持の名目のもと、今や皇帝の役割は帝国クライスが引きうけることになった。
翌1556年、カール5世は弟に帝位を譲り帝国は第32代神聖ローマ皇帝 フェルディナント1世が継承。嫡男 フィリップにはスペイン王位を与え、スペイン国王 フェリペ2世が即位した。これによりハプスブルク家は、オーストリア・ハプスブルク家とスペイン・ハプスブルク家に分かれることになった。カール5世の内政および外交政策は最終的に失敗に終わったのだった。
1558年、ハンザ同盟都市であるハンブルクにもハンブルク証券取引所が設置された。

#### 宗派対立

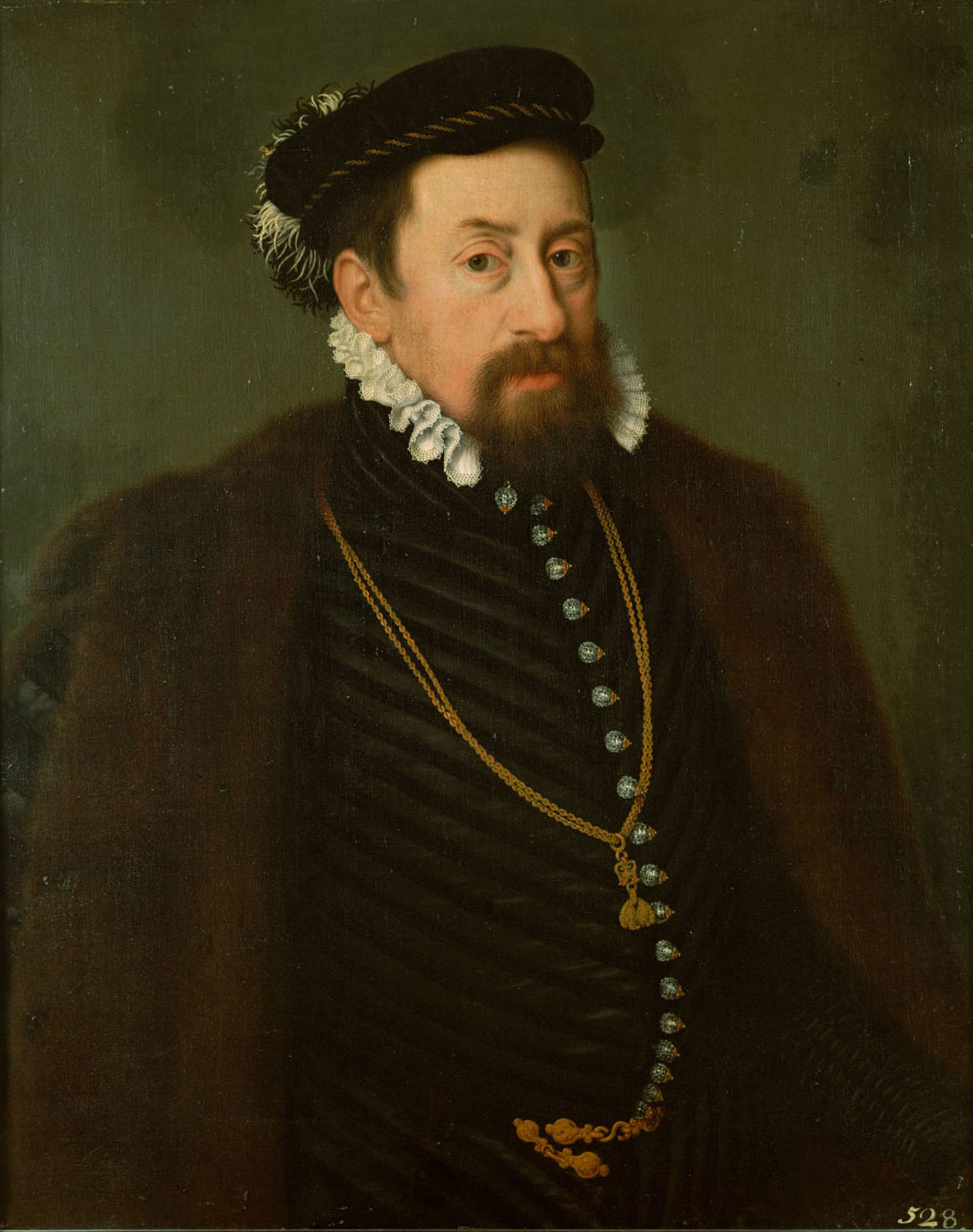
マクシミリアン2世

この時期、ルター派はザクセン選帝侯・ブランデンブルク選帝侯をはじめとする北ドイツ一帯に広まっており、帝国領域外ではドイツ騎士団も改宗してプロイセン公国が成立。デンマーク＝ノルウェー連合王国やスウェーデン王国もルター派を導入している。一方カルヴァン派は西部に浸透し、プファルツ選帝侯が改宗した。諸侯の数では依然としてカトリックが多かったが、人口ではプロテスタントが圧倒していた。
フェルディナント1世はプロテスタント諸侯に対して融和的な施策を取り、1560年代前半まで大きな軍事的紛争を起こすことなく帝国を統治。1564年にフェルディナント1世が死去すると、彼の息子マクシミリアンが第33代神聖ローマ皇帝 マクシミリアン2世として即位した。彼は父と同様にプロテスタントの存在と、時々の妥協の必要性を受け入れていた。スペインに対するオランダ人プロテスタントの反乱（八十年戦争）では中立を守っている。だが、この宗教融和は「単なる休戦」に過ぎなかった。
1570年代からイエズス会の設立を尖兵とする対抗宗教改革がドイツに浸透し始めており、各地でカトリック勢力によるプロテスタント弾圧が行われた。これに対して、プロテスタント勢力はルター派と西部ドイツに勢力を広げるカルヴァン派とが対立しており、カトリックに対して統一行動が取れない状態になっていた。1577年には選帝侯であるケルン大司教ゲプハルト・トゥルホゼス・フォン・ヴァルトブルク (en) がカルヴァン派の女性と結婚するために改宗を表明し、これに反対して大司教罷免を強行するカトリック諸侯とのケルン戦争 (en) が勃発するが、ルター派の多いプロテスタント諸侯はこれを傍観した。

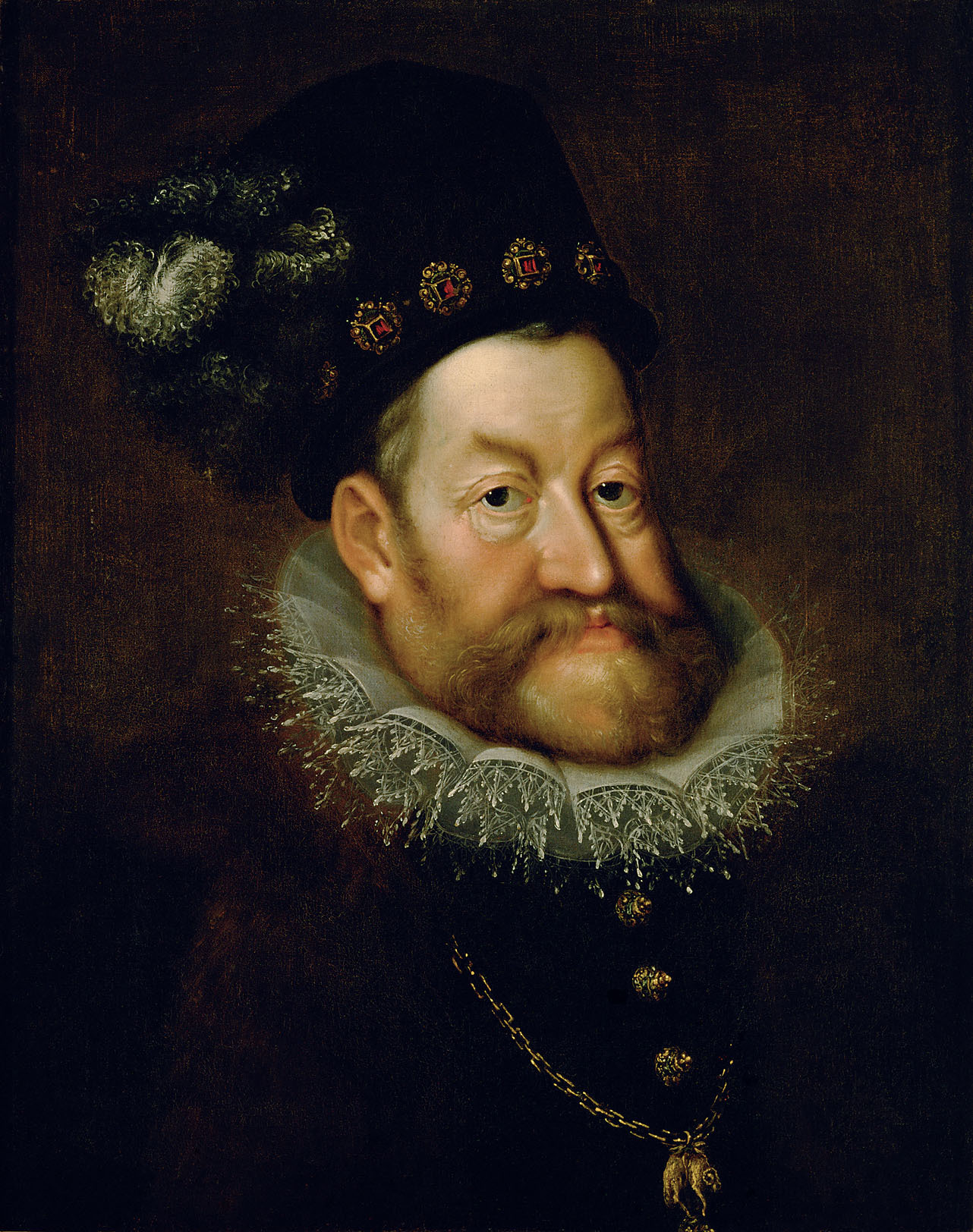
ルドルフ2世

プロテスタントに寛容なマクシミリアン2世が1576年に死去すると、頑迷なカトリックである彼の息子ルドルフが、第34代神聖ローマ皇帝 ルドルフ2世として即位。彼は父の政策を廃棄して帝国宮内法院と帝国最高法院の判事の過半数にカトリックを任命した。帝国諸制度は次第に麻痺化し、1588年には既に帝国最高法院が機能しなくなっていた。16世紀初めにはプロテスタント諸邦はもはやカトリックによって独占的に運営される帝国宮内法院を認めなくなり、事態はさらに悪化。帝国クライスの選帝侯や諸侯は宗派によって集団を形成するようになっていた。1608年のレーゲンスブルク帝国議会は閉会宣言なく終了し、カルヴァン派のプファルツ選帝侯とその他の出席者たちは皇帝が彼らの信仰を認めなかったために退席している。
同年、プファルツ選帝侯フリードリヒ4世を盟主に6人の諸侯がプロテスタント同盟を結成。その後、その他の都市や諸侯もこの同盟に加入する。当初、ザクセン選帝侯と北部諸侯は加盟を拒否したが、後にザクセン選帝侯も同意。これに対して、翌1609年にカトリック諸侯がバイエルン公 マクシミリアン1世を盟主とするカトリック連盟を結成した。この連盟は帝国におけるカトリックの優位を守ることを目的としていた。帝国諸機関は麻痺状態となり、戦争は不可避となった。
一方、皇帝ルドルフ2世はプラハに引きこもって神秘諸術に耽る状態で、事態に対処する能力を持たなかった。ルドルフ2世は不満を持った弟・マティアスと争って1608年にハンガリー王位を奪われ、ボヘミア・プロテスタント等族の支持を得るためにプロテスタントに信仰の自由を与える「勅許状」を出すが、マティアスに軟禁され1612年に死去した。
帝位はマティアスが継ぎ、第35代神聖ローマ皇帝 マティアスとして即位。宗教対立の仲裁を試みるが失敗に終わり、ボヘミア王位を従弟のシュタイアーマルク公フェルディナントに譲らざるをえなくなる。

#### 三十年戦争

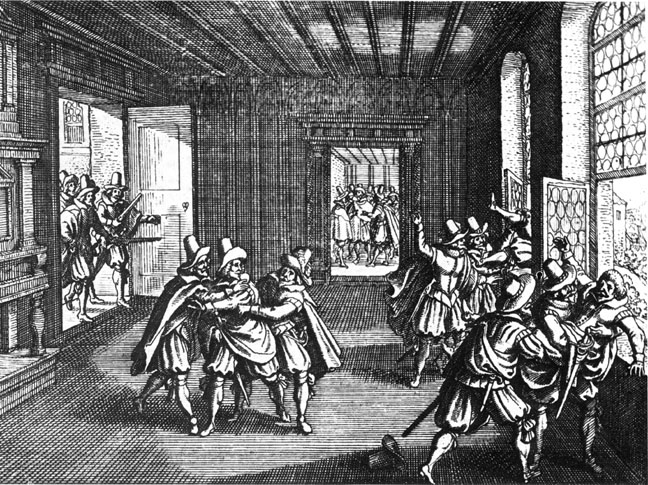
プラハ窓外投擲事件

ボヘミア国王となったフェルディナント2世はイエズス会の教育を受けた厳格なカトリックであり、ルドルフ2世の「勅許状」を反故にしてボヘミアのプロテスタントに迫害を加えた。1618年、弾圧に反抗するボヘミア貴族がプラハ城に押し掛け、フェルディナントの代官2名と秘書官を城外に投げ落とす事件を起こした（プラハ窓外投擲事件）。この事件を契機にボヘミアで大規模な反乱が発生し、シレジア・ラウジッツ・モラヴィアといった、これ以前からカトリックとプロテスタントに分裂していたボヘミア全土に広がる。1619年の皇帝マティアスの死去により、フェルディナントが第36代神聖ローマ皇帝 フェルディナント2世として選出されると、ほぼ同時にボヘミア貴族はカルヴァン派のプファルツ選帝侯 フリードリヒ5世を新国王（ボヘミア国王 フリードリヒ1世）として迎えた。
フェルディナント2世はカトリック連盟のバイエルン公マクシミリアン1世のみならず、カルヴァン派を憎むルター派のザクセン選帝侯ヨハン・ゲオルク1世の支持を受けて反撃に転じた。1620年にプラハ郊外で行われた白山の戦いでボヘミア反乱軍はティリー伯ヨハン・セルクラエス率いる皇帝軍に大敗。プファルツにはスペイン王国軍が侵攻し、プファルツ選帝侯フリードリヒ5世は没落して反乱軍は事実上瓦解した。ボヘミアではプロテスタントに対する徹底的な弾圧が行われ、15世紀のフス派以降、プロテスタント諸派の勢力が根強かったこの国を再びカトリックへ引き戻すことを確実にした。
この事態にプロテスタントであるデンマーク国王 クリスチャン4世が戦争への介入を決意する。クリスチャン4世は反ハプスブルク政策を取るフランスの宰相リシュリュー枢機卿の仲介により、プロテスタントのイングランド王国・ネーデルラント連邦共和国・スウェーデン王国との対ハプスブルク同盟（ハーグ同盟）を結んだ。デンマーク軍は1625年に帝国へ侵攻し、フェルディナント2世は窮地に陥る。皇帝を救ったのがボヘミア貴族で資産家でもあるアルブレヒト・フォン・ヴァレンシュタインであった。彼は5万の傭兵軍を集めて皇帝に提供し、皇帝軍総司令官に任命された。一方、プロテスタント陣営内では内部不和が生じており、デンマーク軍と分かれたプロテスタント諸軍はヴァレンシュタインに各個撃破されてしまう。1626年、クリスチャン4世はルッターの戦いでティリー伯に大敗。以降、デンマーク軍は劣勢に陥り、1629年にリューベックの和約が締結されてデンマークは戦争から脱落した。
軍事的優位を確保したフェルディナント2世は帝国議会を無視する態度に出るとともに、3月6日に「復旧令」を布告。宗教改革以来、プロテスタントに没収された教会財産の返還を命じた。しかし復旧令の過激さとフェルディナント2世の絶対君主的な振る舞いはプロテスタント諸侯のみならず、カトリック諸侯からも反発を受けた。皇帝軍を支えるヴァレンシュタインは強引な軍税徴発によって諸侯から憎まれており、彼らはヴァレンシュタイン罷免を強硬に要求し、フェルディナント2世もこれを受け入れざる得なくなった。

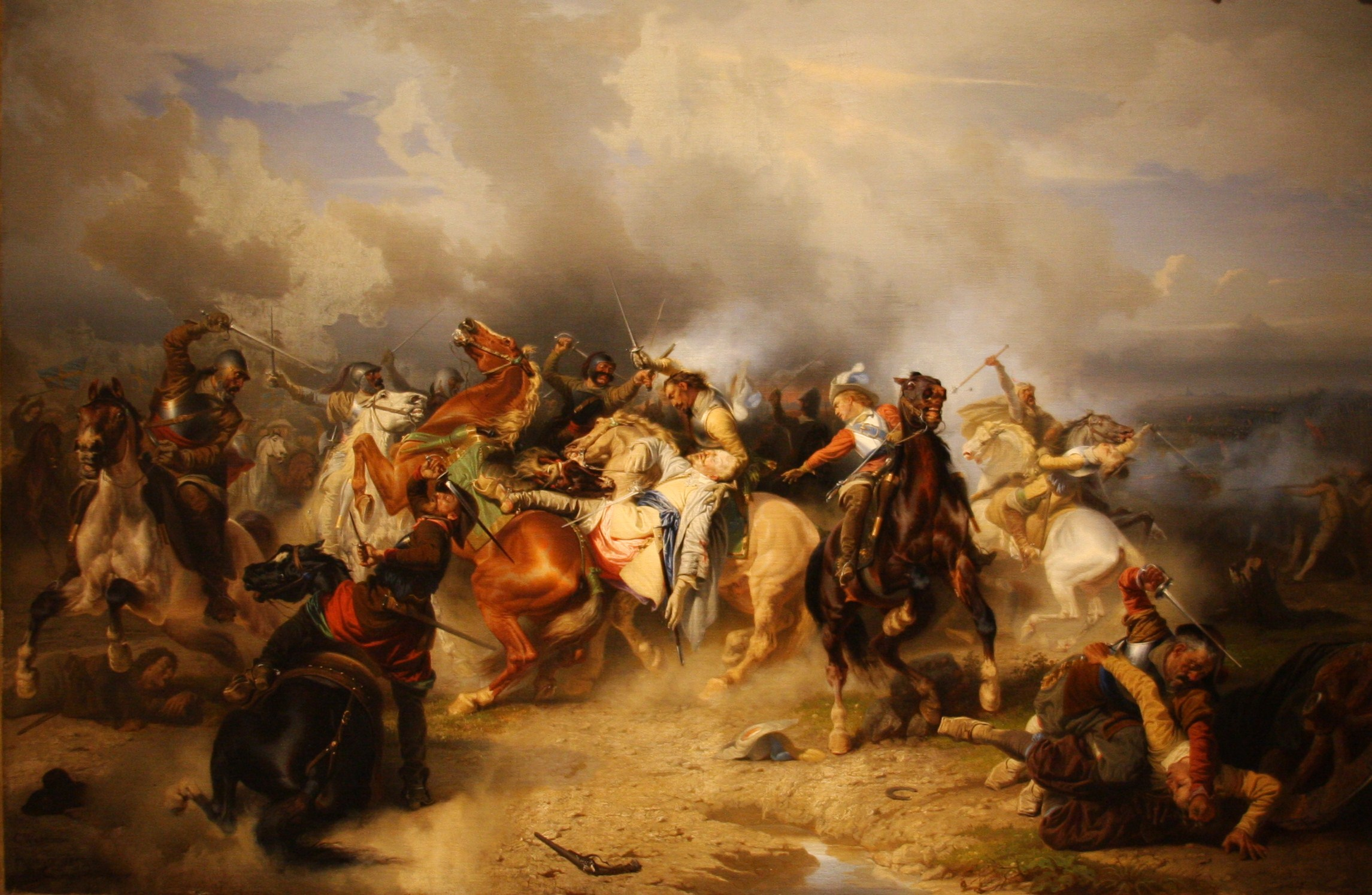
リュッツェンの戦い

その頃、ポーランドとの戦争を外交的に有利に終結させたスウェーデン国王グスタフ2世アドルフは1630年に帝国への介入に本格的に乗り出した。グスタフ2世はフランスと軍資金援助を含んだベールヴァルデ条約を結び、軍制改革によって近代的徴兵軍となっていたスウェーデン軍を率いてポンメルンに上陸。当初、ザクセン選帝侯・ブランデンブルク選帝侯をはじめとするプロテスタント諸侯はスウェーデンへの加担を躊躇っていたが、皇帝軍総司令官ティリー伯によるマクデブルクの略奪が起こるとスウェーデンとの連合に踏み切った。グスタフ2世はブライテンフェルトの戦いとレヒ川の戦いで皇帝軍を連破してティリー伯は戦死。さらにスウェーデン軍はバイエルンの首都ミュンヘンを陥れた。
再び窮地に陥ったフェルディナント2世はヴァレンシュタインに皇帝軍総司令官復帰を要請し、ヴァレンシュタインは皇帝から有利な条件を引き出した上でこれを承諾した。グスタフ2世とヴァレンシュタインとの決戦は1632年のリュッツェンの戦いで行われた。戦闘ではスウェーデン軍が勝利したもののグスタフ2世は戦死。事実上の痛み分けで終わった。その後もヴァレンシュタインは皇帝軍総司令官の地位に留まり隠然たる勢力を保っていたが、独自に講和を行おうとしたため、1634年にフェルディナント2世から反逆を疑われ、暗殺されている。
国王を失ったスウェーデン軍は、なおも宰相兼摂政であるオクセンシェルナの元でドイツに留まり戦争を継続。プロテスタント諸侯とハイルブロン同盟を結んで皇帝軍と対峙したが、1634年のネルトリンゲンの戦いでスペイン軍を投入した皇帝軍に敗れた。この敗戦で打撃を受けたザクセン選帝侯をはじめとするプロテスタント諸侯は翌1635年に復旧令の撤回を条件とするプラハ条約を締結して皇帝に帰順。これによって孤立したスウェーデンは窮地に陥るが、プラハ条約発表直前に、これまで間接的な参戦に留まっていたフランス王国がスウェーデンとベールヴァルデ条約の更新を行い、スペイン王国・神聖ローマ帝国に対する本格参戦に踏み切った。1637年にフェルディナント2世は死去して嫡男フェルディナントが帝位を継承。第37代神聖ローマ皇帝 フェルディナント3世として即位した。その後も戦争は10年以上続き、決定的な戦闘こそなかったものの戦況は次第にフランス、スウェーデン優位に傾き、スペインは国内事情の悪化から介入を続ける余力を失い、帝国諸侯も脱落し始める。一方スウェーデン軍は、背後を脅かすデンマークを撃破し（トルステンソン戦争）、北方での地位を安定させると、ボヘミアへ侵攻。フランス軍もロクロワの戦いでスペイン軍に勝利し、皇帝やカトリック諸侯を追い詰めて行った。

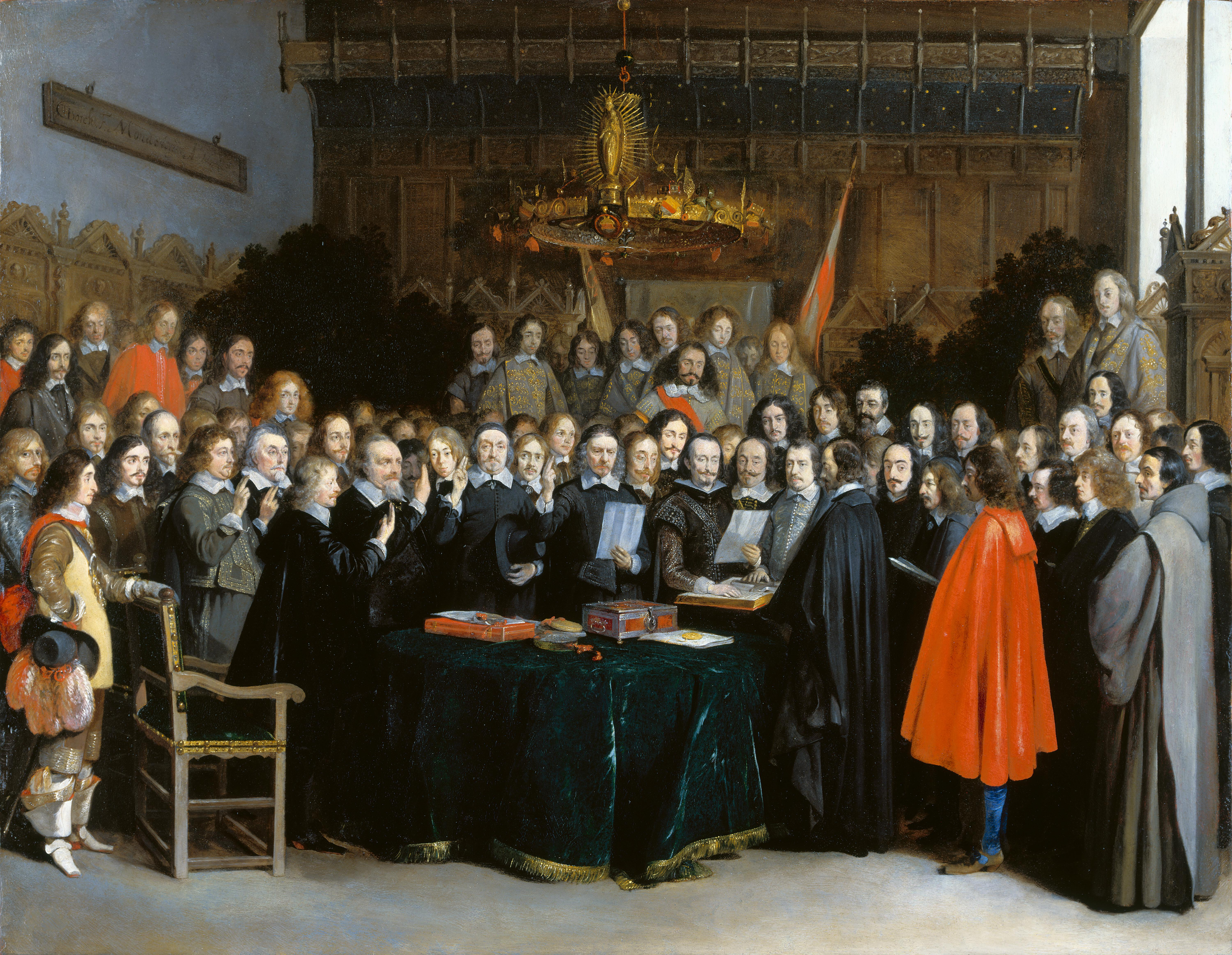
ミュンスターにおけるヴェストファーレン条約締結
ヘラルト・テル・ボルフ画

1642年にリシュリュー枢機卿が死去し、その5か月後にフランス国王 ルイ13世も崩御。僅か4歳のルイ14世が国王に即位してジュール・マザラン枢機卿が宰相となった。マザランは戦争終結に動き出し、一方のスウェーデンも親政を開始した女王クリスティーナの元で皇帝との和平交渉を開始。1648年にミュンスター講和条約およびオスナブリュック講和条約（総称してヴェストファーレン条約）が締結されて三十年戦争は終わった。
同条約により、カルヴァン派が公式に容認され、領民は領主と異なる信仰を持つことが認められた（ハプスブルク世襲領は除く）。全ての領邦には選帝侯と同等の領邦高権（国家主権に近い権利）が与えられ、帝国に敵対する同盟を結ぶことができないなど依然として幾つかの制約はあったが外交権まで加わっていた。また、バイエルン公が選帝侯に加えられている。一方、皇帝の権限は帝国議会によって大きく制限されることになる。
加えて、事実上の独立状態にあったスイス連邦とネーデルラント連邦共和国（オランダ）が帝国から離脱。フランスはエルザス＝ロートリンゲン（アルザス＝ロレーヌ）地方を獲得し、スウェーデンも西ポンメルンをはじめとする北ドイツの領土を獲得して戦後における大国の地位を確保した（バルト帝国）。またスウェーデンは、フォアポンメルン・ブレーメン・フェルデン等を獲得したが、これはスウェーデンが帝国の公位を帯びることを意味し、同時に帝国議会と帝国クライスに席を有することを意味した。フランスが獲得した領土が帝国からの離脱を意味したこととは異なり、スウェーデンはレーエンの授与という形で帝国諸侯の一員となったのである（スウェーデンでは1654年にヴァーサ朝が事実的に断絶し、外戚である帝国諸侯のプファルツ＝クレーブルク家から王家を迎え入れることとなった。元よりデンマーク王家のオルデンブルク朝は、北ドイツのオルデンブルク家出身であり、北欧は中世より帝国との関係を有していた。この関係は、19世紀初頭の帝国の消滅に至るまでドイツ連邦及びドイツ帝国が興隆するまで継続することとなる）。
これらによって、皇帝の有名無実化と帝国の解体が決定的になったとして同条約は一般に「帝国の死亡証明書」と呼ばれる。しかしながら、近年のドイツ史学では統一された国民国家を到達点とする従来の歴史観から離れ、ヴェストファーレン条約によりドイツにおいては平和的な仲裁により宗派対立を解決する体制が確立されたとする研究もある（ヴェストファーレン体制）。スウェーデンでは、この条約に基づいて、条約保証国として帝国に対する体制の維持と利害関係の維持に拘泥するようになった。特に18世紀の大北方戦争における敗戦によって、帝国への影響力を喪失した後にこの外交路線は鮮明となり、皇帝との関係をより強化していった。このことは、後のナポレオン戦争による帝国解体に際して、スウェーデン使節のみが唯一強行抗議を行っているが、これも帝国等族及び条約保証国としての立場から生じたことであった。
この戦争によって引き起こされた破壊の規模は歴史家の間で長い間論議されてきた。従来はドイツ人口が30-40%減少し、経済水準が回復するまでに200年を必要としたとされてきたが、この見積もりについては現在では疑問視されている。

### 近代

#### オーストリアとプロイセン

ヴェストファーレン条約後の神聖ローマ帝国
プファルツ選帝侯領
バイエルン選帝侯領
ブランデンブルク選帝侯領
オーストリア・ハプスブルク領
スペイン・ハプスブルク領

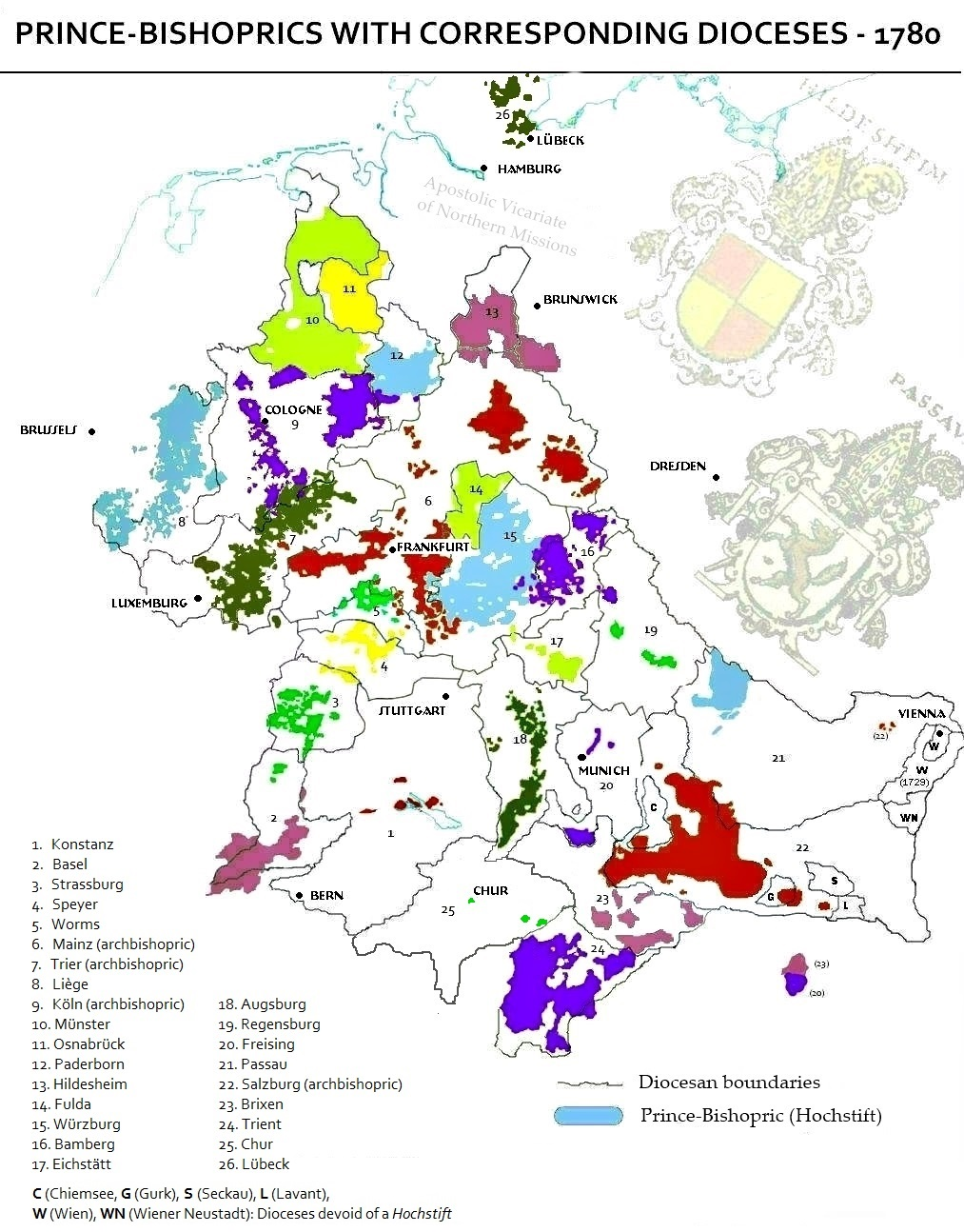
1780年のカトリック教会の司教領と教区。

ヴェストファーレン条約によって帝国は300以上の領邦国家と帝国自由都市の集合体となり、その中には極めて小規模な領邦も存在していた。しかしながら、ハプスブルク家はオーストリア大公国・ボヘミア王国・王領ハンガリー・その他世襲公領との同君連合を統治し、このいわゆるハプスブルク帝国における絶対主義国家形成へと向かう（オーストリア絶対主義）。

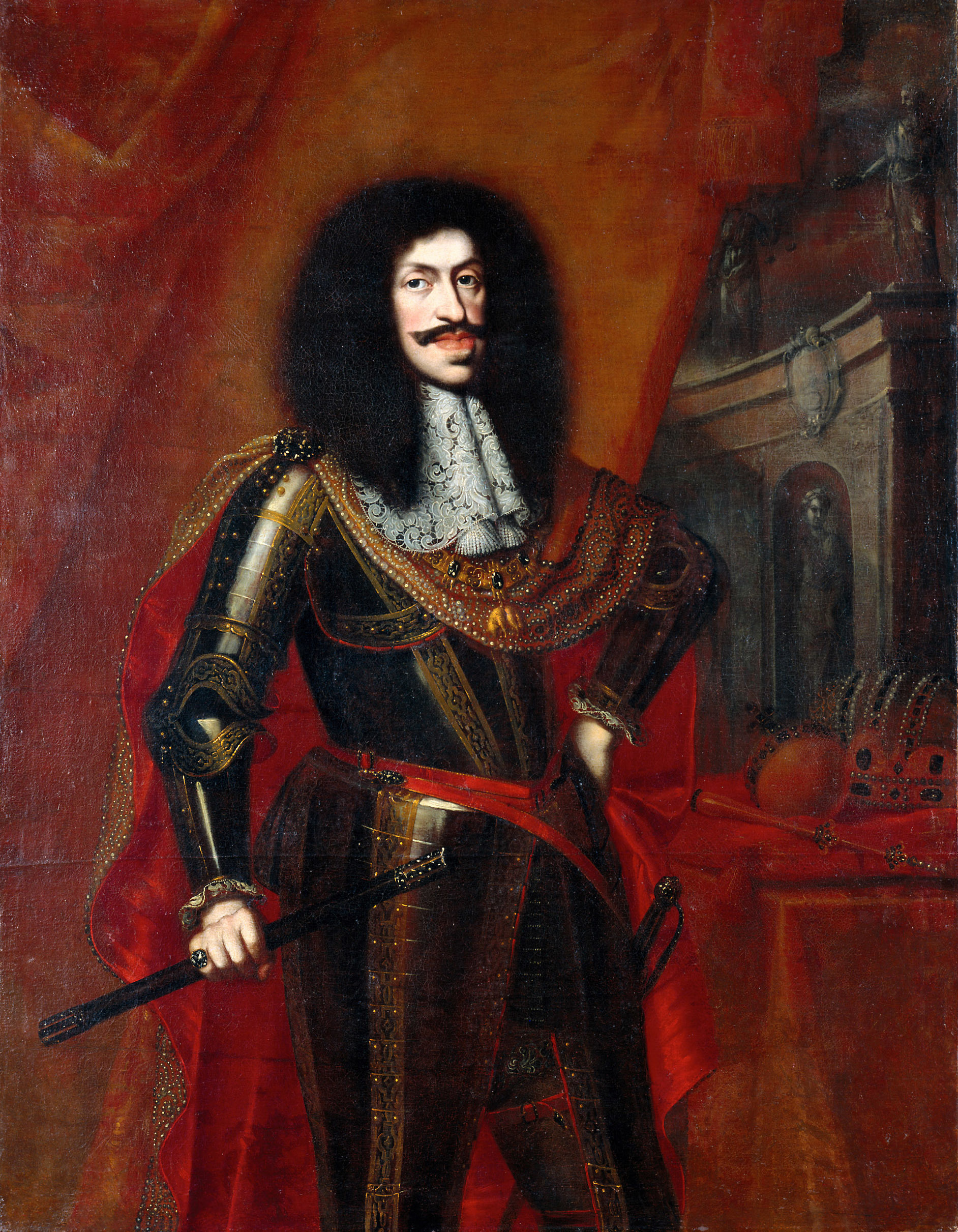
レオポルト1世

1657年にフェルディナント3世が死去するが、皇位継承者だったフェルディナント4世は父に先立って既に死去していた。皇帝選挙ではマザラン枢機卿がハプスブルク家を排除し、フランス国王ルイ14世を将来の皇帝とすべく、中継ぎとしてバイエルン選帝侯フェルディナント・マリアを推す動きもあったが、結局フェルディナント3世の次男レオポルトが選出され、第38代神聖ローマ皇帝 レオポルト1世として即位した。しかし、この為にレオポルト1世は選挙協約で諸侯に対するより一層の譲歩を余儀なくされている。
1663年にレーゲンスブルク帝国議会が開催されたが、この帝国議会は以降、議決も散会もされずに帝国が消滅するまで継続して「永続的帝国議会」と呼ばれるようになり、諸侯の私設会議と化してしまった。
レオポルト1世の治世、帝国は度重なるルイ14世の領土的野心とオスマン帝国の脅威に直面した。1667年に始まった一連のネーデルラント継承戦争（帰属戦争・オランダ侵略戦争）でフランスはスペイン・ネーデルラントそして神聖ローマ帝国に戦いを仕掛け、ナイメーヘンの和約でスペインからフランシュ＝コンテ、帝国からはフライブルク・イム・ブライスガウその他の領土を獲得。その後ルイ14世は東部国境地帯の「再統合」を推し進め、1681年にはシュトラースブルク（ストラスブール）をも占領した。
1683年、ルイ14世からの中立の約束を得たオスマン帝国が軍事行動を起こし、20万の兵力をもってウィーンを包囲。第二次ウィーン包囲が発生した。オーストリア軍は包囲戦を耐え抜き、到着したポーランド国王ヤン3世やドイツ諸邦の援軍がオスマン帝国軍を決定的に打ち破った。以後もオスマン帝国との戦争は16年に渡り続くが（大トルコ戦争）、1697年にプリンツ・オイゲン率いる帝国軍がゼンタの戦いで大勝して勝敗は決した。1699年にカルロヴィッツ条約が結ばれてオスマン帝国はヨーロッパ領土の割譲を余儀なくされ、オーストリアはオスマン帝国領ハンガリーとトランシルヴァニア・スロヴェニア・クロアチアを獲得した。

ルイ14世

一方、ルイ14世はオーストリアとオスマン帝国との戦いに乗じて1688年にプファルツ選帝侯領へ侵攻。多大な被害をもたらした（プファルツ継承戦争）。だが、フランスはオーストリア・ドイツ諸侯・スペイン・オランダ・スウェーデンそしてイングランドが加わったアウクスブルク同盟諸国と敵対することになり、戦争は長期化。1697年に終結したが、フランスはプファルツのみならず、以前の戦争で獲得した領土の大半を放棄せざる得なくなった（レイスウェイク条約）。
一方この時期のスペイン国王カルロス2世は生来病弱の上に子がなく、スペイン・ハプスブルク家は断絶しようとしていた。レオポルト1世のオーストリア・ハプスブルク家、そしてルイ14世のブルボン家はともに有力な王位継承権を有しており、スペイン王位継承を巡る対立が高まる中、カルロス2世はルイ14世の孫アンジュー公フィリップを後継者に指名。1700年にカルロス2世が死去するとルイ14世はフィリップのスペイン王継承に同意するが（スペイン国王 フェリペ5世）、オーストリア・イングランド（1707年にスコットランド王国と合同し、グレートブリテン王国に発展）を初めとする諸国がこれに反対してスペイン継承戦争が勃発した。この戦争では帝国諸侯のほとんどが皇帝軍に加わったが、バイエルン選帝侯マクシミリアン2世エマヌエルと弟のケルン大司教ヨーゼフ・クレメンス・フォン・バイエルンはフランスに味方して皇帝軍と戦っている。
ブレンハイムの戦いでオーストリア＝グレートブリテン軍はフランス＝バイエルン軍に勝利するものの、戦争は膠着状態に陥り、1713年と1714年にそれぞれユトレヒト条約とラシュタット条約が締結され、各国がフェリペ5世の王位を承認する見返りにスペインが多くの領土を割譲することで終わっている。オーストリアはスペイン領ネーデルラント・ミラノ公国・ナポリ王国・サルデーニャ王国を獲得。レオポルト1世は戦争中の1705年に死去しており、ルイ14世も戦争終結から程ない1715年に死去した。
この時代、聖俗諸侯領では絶対主義化が進行していた。フランスやオスマン帝国の脅威を受けていた中小領邦はその存立を守護する存在としての帝国国制を必要としており、特に西南ドイツでは帝国クライスが地域自治機関として機能しており、クライス議会が活発に活動し、クライス軍制はその防衛機能をある程度だが果たしている。

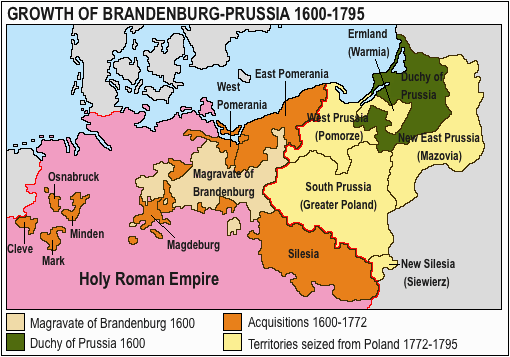
ブランデンブルク＝プロイセンの拡大（1600-1795）
ブランデンブルク選帝侯領（1600年）
プロシア公領（1600年）
1772年までに獲得した領土
ポーランド分割（1772-1795）で獲得した領土

ハプスブルク家のオーストリアがフランスやオスマン帝国との戦争を行いつつ大国としての地位を固めている間に、帝国内ではブランデンブルク＝プロイセンが台頭し始めていた。1618年にプロイセン公国とブランデンブルク辺境伯領との同君連合が成立したホーエンツォレルン家のブランデンブルク＝プロイセンはフリードリヒ・ヴィルヘルム（大選帝侯）の治世にヴェストファーレン条約によって東ポメラニアを獲得し、戦後はポーランド王国の影響力を排除するとともに等族との対決に打ち勝って絶対主義に基づく統治体制を構築していた。この間にフリードリヒ・ヴィルヘルムは、スウェーデンの影響力を排除して海上にも進出（ブランデンブルク領黄金海岸）。そして1701年、フリードリヒ1世はスペイン継承戦争でオーストリアに味方する見返りに帝国領域外での戴冠の承認を受け「プロイセンの王」（König in Preußen）を名乗る。次代のフリードリヒ・ヴィルヘルム1世は軍制改革を実施してプロイセン王国を軍事国家へ発展させた。
この時期、プロイセン＝ブランデンブルク以外にもザクセン選帝侯フリードリヒ・アウグスト1世がポーランド・リトアニア連合王国の王位（アウグスト2世）を、ハノーファー選帝侯ゲオルク1世がグレートブリテン王位（ジョージ1世）をそれぞれ帝国領域外で獲得している。
また、スペイン継承戦争と並行して東方では大北方戦争（1700年 - 1721年）が行われており、スウェーデンと北方同盟諸国（ロシア・ツァーリ国／ザクセン・ポーランド＝リトアニア・デンマーク＝ノルウェー：後にプロイセン・ハノーファー＝グレートブリテンが加わる）とが戦い、ザクセン選帝侯領やスウェーデン領ポメラニアなど帝国領域も戦場になった。国王カール12世率いるスウェーデンは、攻勢に出てバルト海沿岸諸国を圧倒するも、ロシア国内での大敗を機に優位を失った。長期化した戦争は、ロシアがポーランドまで影響力を伸張し、さらに帝国内での影響力を失ったスウェーデンの最終的な敗北に終わった（ストックホルム条約の締結により、ハノーファー選帝侯やプロイセン王国が帝国北部において勢力を拡大した）。勝利したロシアのツァーリ・ピョートル1世は1721年に皇帝（インペラトル）を名乗り、ロシア帝国が成立した。スウェーデンはバルト海世界の覇権を失い、ロシアが代ってヨーロッパの列強の一角として浮上した（ニスタット条約）。ロシア皇帝は東ローマ皇帝の後継者を主張しており、1453年に東ローマ帝国が滅亡して以来、約300年ぶりにキリスト教世界に二人の皇帝が並び立つこととなった。
第39代神聖ローマ皇帝 ヨーゼフ1世の短い在位を経て1711年に即位した、第40代神聖ローマ皇帝 カール6世は対外戦争によってハプスブルク家の領土を拡大したが、唯一の男子が夭逝して女子しか子がなく、1724年にカール6世は皇女マリア・テレジアを後継者とすべく国事詔書（Pragmatische Sanktion）を出し、諸国にこれを認めさせるために多くの外交的・領土的な譲歩をしている。
だが、1740年にカール6世が死去するとフランス国王 ルイ15世・プロイセン国王 フリードリヒ2世を初めとする諸国がマリア・テレジアのハプスブルク家世襲領継承に異議を唱えオーストリア継承戦争が勃発。また、帝国法は女子の皇帝を認めておらず、このためハプスブルク家はマリア・テレジアの夫フランツ・シュテファンの皇帝選出を目論んでいたが、選出されたのはフランスと結んだバイエルン選帝侯カール・アルブレヒト（ヴィッテルスバッハ家）であった。1742年にカール・アルブレヒトは第41代神聖ローマ皇帝  カール7世として即位し、1437年に即位したローマ王 アルブレヒト2世以降、唯一のハプスブルク家以外の皇帝となった。だが、即位の直後にバイエルンの首都ミュンヘンをオーストリアに占領され、カール7世はフランスの支援が十分に得られないまま各地を転戦するうちに僅か3年の在位で1745年に死去した。オーストリアとバイエルンとの和議が成立して次の皇帝にはマリア・テレジアの夫フランツ・シュテファンが、第42代神聖ローマ皇帝 フランツ1世として選出された。1748年にアーヘンの和約が成立してマリア・テレジアはハプスブルク家世襲領継承を承認させることに成功したが、シュレジエンをプロイセンに割譲せねばならなかった（シュレージエン戦争）。
英明な君主であったマリア・テレジアはオーストリアの内政改革を進める一方、シュレジエンを奪回するべく外交を展開してロシア・ザクセンそして長年の宿敵だったフランスとの同盟を成立させ対プロイセン包囲網を構築（外交革命）。1756年に勃発した七年戦争でイギリスと同盟したフリードリヒ2世は圧倒的な国力の差にもかかわらず幾つかの戦いで勝利して持ちこたえるが、1761年にはイギリスの援助が打ち切られ苦境に陥った。だが、1762年にフリードリヒ2世の信奉者だったピョートル3世がロシア皇帝に即位するとロシアは戦線を離脱。フリードリヒ2世は危機を脱した。オーストリア・プロイセン・ザクセンとの間で1763年に締結されたフベルトゥスブルク条約により、プロイセンはシュレジエンを確保してヨーロッパの列強にのし上がる。これがドイツの覇権をめぐるオーストリアとプロイセンの対立の始まりとなった（ドイツ二元主義）。
フランツ1世は1765年に死去し、嫡男が第43代神聖ローマ皇帝 ヨーゼフ2世として後を継いだ。ヨーゼフは母マリア・テレジアとハプスブルク君主国の共同統治に入り、啓蒙的諸政策を実施。オーストリアにおける「啓蒙専制主義」を確立した。
1780年にマリア・テレジアが死去して単独統治に入ったヨーゼフ2世は宗教寛容令や修道院の廃止、死刑制度の廃止といった急進的な啓蒙諸改革（ヨーゼフ主義）を実施するも、反発を受け治世の晩年にはその大部分の撤回を余儀なくされている。
オーストリアとプロイセンは1772年にポーランド分割を行って領土を拡張させており、ヨーゼフ2世は更にバイエルン選帝侯領の獲得を企て1777年にバイエルン継承戦争を起こすが、プロイセンの干渉によって一部の領土を獲得したに留まった。ヨーゼフ2世は尚もバイエルン獲得を諦めなかったが、プロイセン王国・ザクセン選帝侯領・ハノーファー選帝侯領に諸小邦が加わって「帝国国制の維持」を掲げる「君侯同盟」（Fürstenbund）を結成。ヨーゼフ2世の企てを挫折させた。ヨーゼフ2世は1790年に死去し、弟のレオポルトが第44代神聖ローマ皇帝 レオポルト2世として帝位を継承した。
ヨーゼフ2世治世の末期、革命の考えが広まる事を懸念して、警察力の強化と政治的な抑圧が行われ始めた。1786年、オーストリア警察は下記の命令を受けている。

#### フランス革命と帝国消滅

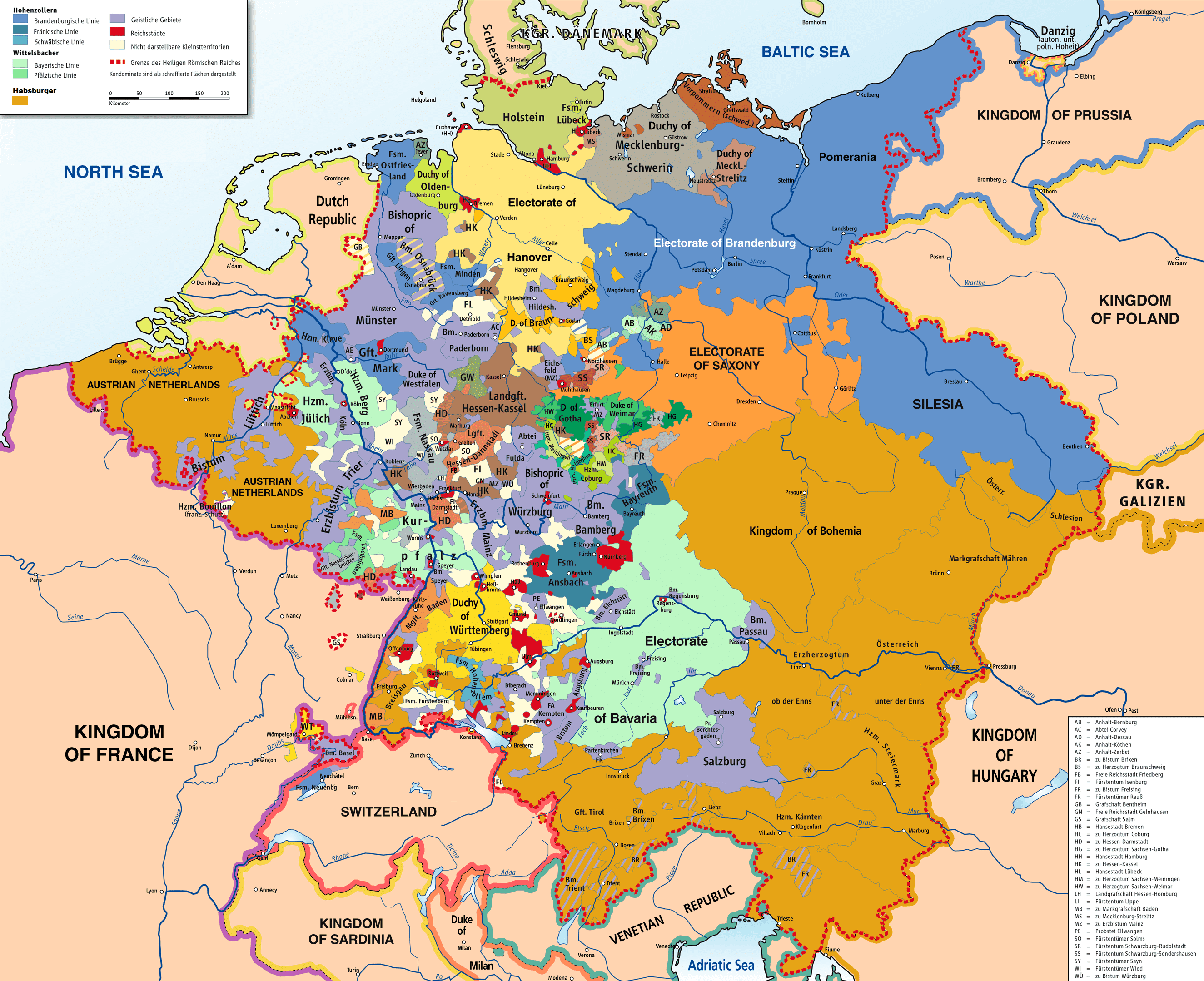
1789年時点の神聖ローマ帝国。ハプスブルク君主国（茶色）とプロイセン王国（青）が過半を占め、その他の中小領邦国家を取りまいている。

1789年にフランス革命が勃発した。この際、オーストリア政府は報道の自由を厳しく規制。当初、諸外国は武力干渉を控えていたが、1791年にフランス国王ルイ16世とマリー・アントワネットの国外逃亡失敗事件（ヴァレンヌ事件）が起こると、皇帝レオポルト2世とプロイセン国王フリードリヒ・ヴィルヘルム2世はフランスにおける王権復旧を要求する宣言（ピルニッツ宣言）を発し、これに対してフランス革命政府は宣戦布告で応じた（フランス革命戦争）。レオポルト2世は開戦直前に死去し、長男が第45代神聖ローマ皇帝 フランツ2世として即位した。この頃、フランス革命の思想を持った人達に対して厳しい措置が取られるようになり、1794年夏には革命賛同者のグループが検挙され有罪となり、1795年1月には2人が絞首刑、他数名が長期刑の判決を受けている。
オーストリア＝プロイセン軍はフランス軍に進撃を阻まれて反攻を受け、1795年までにフランス軍はオーストリア領ネーデルラントとライン川西岸を制圧し、プロイセンは戦争から脱落。オーストリアは戦争を継続したが、イタリアでナポレオン・ボナパルトに敗れ（イタリア戦役）、1797年にカンポ・フォルミオ条約の締結を余儀なくされた。同条約により、オーストリアはヴェネツィアを獲得したものの、ミラノの放棄とオーストリア領ネーデルラントの喪失を承認させられた。

『アルプス越えのナポレオン』
ジャック＝ルイ・ダヴィッド画

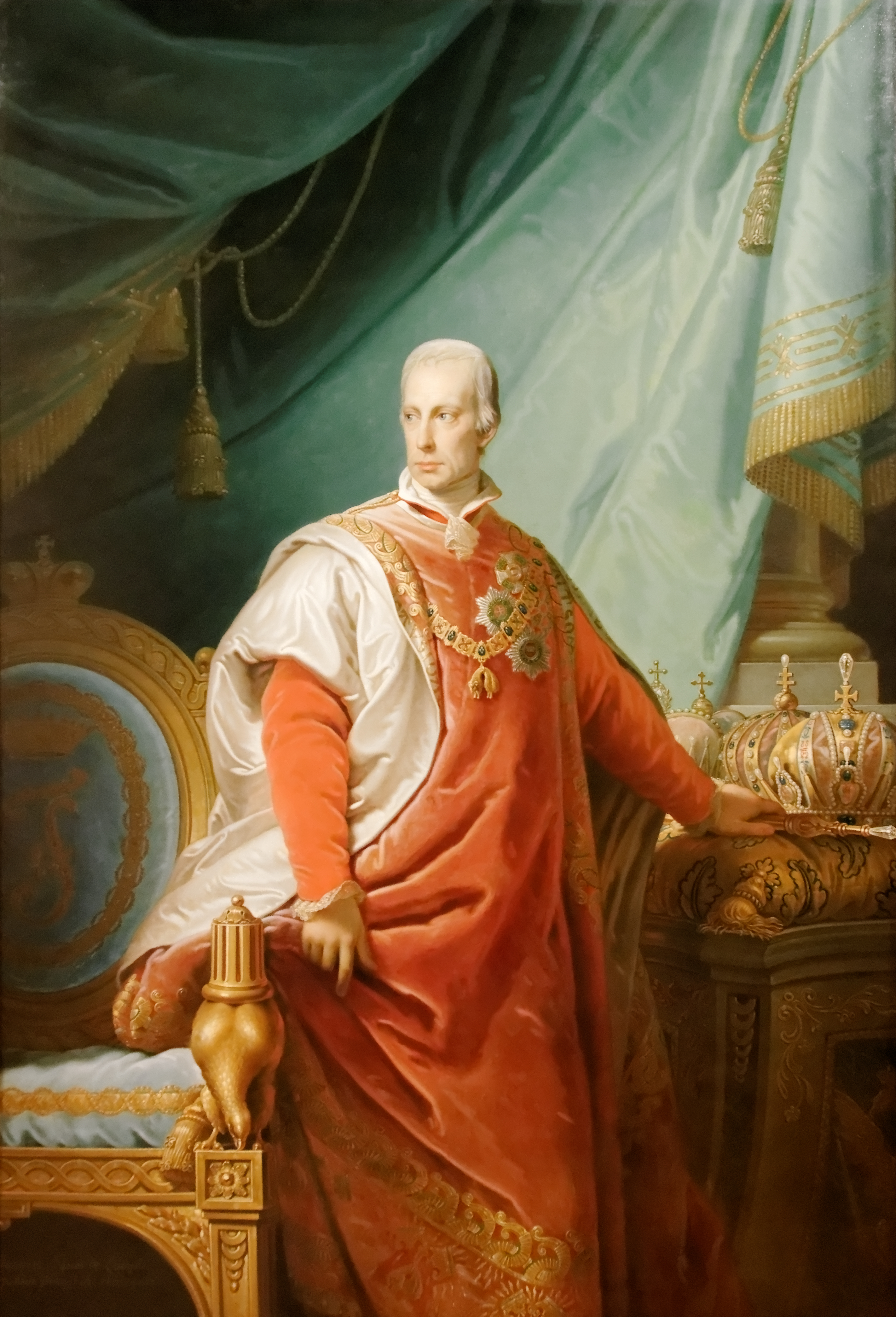
最後の神聖ローマ皇帝フランツ2世

1799年に第二次対仏大同盟が結ばれて戦争が再開したが、ブリュメールのクーデターで権力を掌握したナポレオンがアルプス越えを敢行してマレンゴの戦いでオーストリア軍を撃破。戦争は1802年のリュネヴィルの和約により終結し、フランツ2世はフランスによるライン川西岸地域の併合を承認させられた。
リュネヴィルの和約でナポレオンはフランス併合地域の代替地をプロイセンその他の諸侯に提供するよう要求し、これを受けて帝国は1803年にレーゲンスブルク帝国議会の代表者会議を開催して帝国諸邦の再編成を決議（帝国代表者会議主要決議）。これによってマインツ大司教以外のすべての聖界諸侯領の俗界諸侯領への併合（世俗化）および小規模領邦国家と帝国都市の廃止と大諸侯領への編入（陪臣化）が進められ、西南ドイツに新たな幾つかの中規模国家が成立した。また、プロイセンは北西ドイツの領土を獲得している。
1804年5月18日、フランス共和国政府は元老院令を発して共和国を世襲皇帝に委ねると宣言し、ナポレオンはフランス皇帝 ナポレオン1世を称した（戴冠式は12月2日）。フランス皇帝は、神聖ローマ皇帝やロシア皇帝と異なり、もはや古代ローマ帝国との理念・歴史的関連性を持たない皇帝である。これに対して、フランツ2世はハプスブルク家世襲領と皇帝の称号を守るべく、8月11日に神聖ローマ皇帝とは別のオーストリア皇帝を称し、初代オーストリア皇帝 フランツ1世を名乗った。
1805年には第三次対仏大同盟戦争が始まった。オーストリア主力軍はウルムの戦いでナポレオンの迅速な機動により降伏し、フランス軍はウィーンを占領。フランス軍は追撃を行い、アウステルリッツでフランツ2世とロシア皇帝アレクサンドル1世の率いるオーストリア＝ロシア連合軍と会戦して勝利した（三帝会戦）。プレスブルクの和約でオーストリアはヴェネツィア・チロルの割譲とバイエルン・ヴュルテンベルクの王国、バーデンの大公国への昇格を認めさせられる。
中小帝国領邦はナポレオンを「守護者」とすることを決め、1806年7月にバイエルン、ヴュルテンベルクを初めとする帝国16領邦がマインツ大司教ダールベルクを首座大司教侯とするライン同盟を結成して帝国脱退を宣言。

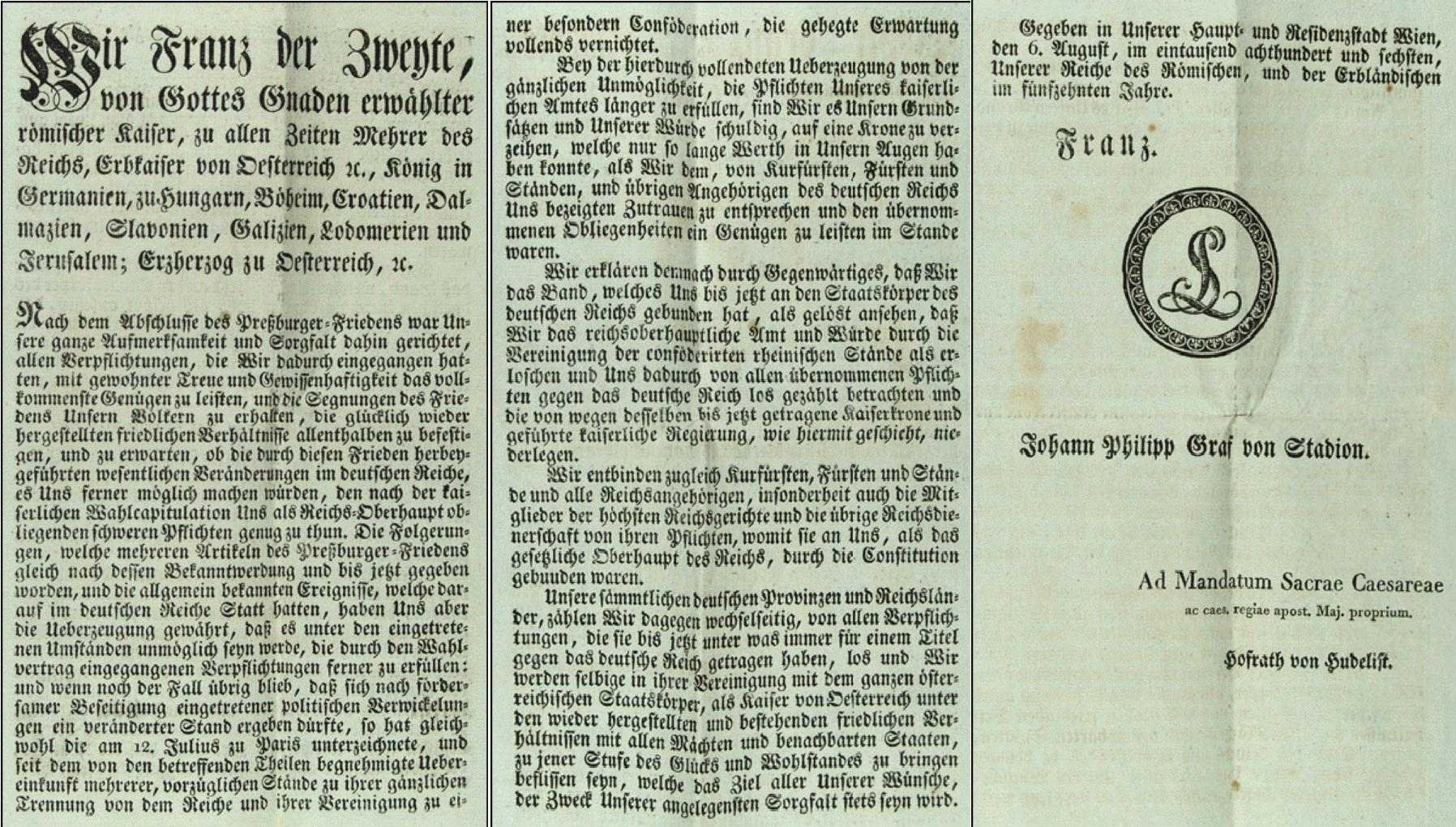
退位宣言書

ここに至り、フランツ2世は8月6日にドイツ皇帝（神聖ローマ皇帝）退位と帝国の解散を宣言する。
ハプスブルク家は神聖ローマ帝国の消滅後もオーストリア皇帝・ハンガリー国王としてオーストリア＝ハンガリー帝国を、第一次世界大戦の敗北により瓦解するまで統治し続けた。
ナポレオンの敗北により始まったウィーン体制により、1815年にオーストリア帝国・プロイセン王国を含むドイツ諸邦39カ国によって構成されるドイツ連邦が成立。ドイツ統一を巡るオーストリアとプロイセンの対立は19世紀後半まで続いたが、1866年の普墺戦争でのプロイセンの勝利によってドイツ連邦は解体され、翌1867年に新たにオーストリアと南ドイツ4カ国を除いた北ドイツ連邦が成立した。
オーストリアを除くドイツ諸邦が統一されるのは、普仏戦争でプロイセンと南北ドイツ諸邦がフランス帝国に勝利し、プロイセン国王ヴィルヘルム1世がヴェルサイユ宮殿で皇帝に即位してドイツ帝国（Deutsches Kaiserreich）が成立する1871年1月18日のことである。

## 国制
神聖ローマ帝国は今日の国々のような高度に中央集権化された国家ではなく、等族と呼ばれる王・公爵・伯爵・司教・修道院長及びその他の統治者に支配される数十の（最終的には千以上の）領邦に分かれていた。また、皇帝に直接支配される地域もあった。皇帝が単純に法令を発布して、帝国全域を自律的に統治しえた時代は存在せず、皇帝の権限は様々な地方領主たちによって厳しく制限されていた。
中世盛期以降、神聖ローマ帝国は帝権を排除しようと抵抗する地方諸侯との不安定な共存政策に特徴づけられる。フランス王国やイングランド王国などの中世の諸王国と比較して、皇帝は自らの統治する領土を十分に支配する力を獲得し得なかった。反対に、皇帝たちは廃位を避けるために聖俗領主たちにより一層の権限を授与することを強いられた。このプロセスは11世紀の叙任権闘争に始まり、1648年のヴェストファーレン条約でおおよそ完了している。幾人かの皇帝たちはこの自らの権力の弱体化を食い止めようと試みたが、教皇や諸侯によって妨げられた。

### 神聖ローマ皇帝

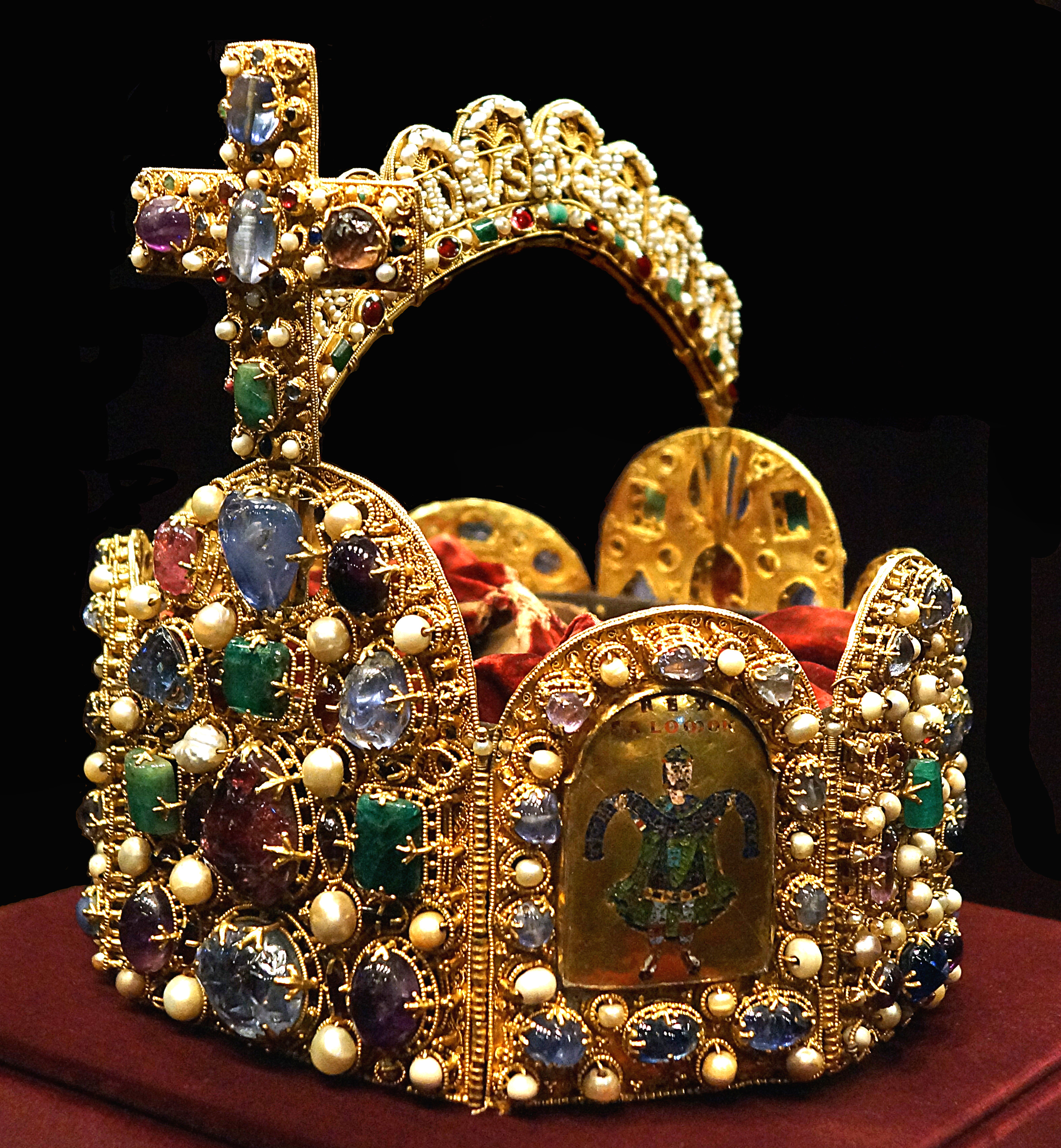
ウィーン王宮宝物館にある神聖ローマ皇帝冠（10世紀頃）

神聖ローマ皇帝はドイツ王国・イタリア王国・ブルグント王国（1032年以降）の3つの王国の統治者であった。これはカロリング朝フランク国王の正式な称号が「フランク人・ランゴバルド人・ローマ人の保護者」であった伝統を引き継いでいる。皇帝となるためには、その人物はまず3つの国王としての戴冠式をそれぞれ別の場所で行い、その上で、教皇により「ローマ皇帝」に戴冠された。
帝国の重要な特徴は選挙王制である。9世紀以降、ドイツ王は国王選挙によって選ばれており、この時期、彼らは最も有力な部族（サリ＝フランク・ロートリンゲン・リプアリ (en) ・フランケン・ザクセン・バイエルンそしてシュヴァーベン）の5人の指導者たちによって選出されていた。ただし、中世盛期の三王朝時代（リウドルフィング朝・ザーリアー朝・ホーエンシュタウフェン朝）では事実上の世襲が行われており、実際に選挙原理が働くのは王統が断絶した非常時だけだった。ハインリヒ3世は皇帝戴冠式を挙行するまでの7年間、ローマ王（羅: Rex romanorum; 独: römischer König）を称しており、以降、皇帝予定者はまずローマ王を称するようになった。また、皇帝の存命中に後継者をローマ王に選出させることもあった。
大空位時代以降においては選挙原理が働くようになり、ドイツ王国内の主要な公爵や司教たちがローマ王を選出している。1356年にカール4世は金印勅書を発布して7人の選帝侯を定めた。皇帝候補者たちは票固めのために選帝侯たちと選挙協約（Wahlkapitulation）を結んで特権面での譲歩を約束させられた。
選出されたローマ王は名目上は教皇による戴冠を受けねば「皇帝」を名乗ることができなかった。多くの場合、国王たちは他の責務に時間を取られて皇帝戴冠には数年を要しており、しばしば、彼らはまずは北イタリアの反乱や教皇本人との不和を解決せねばならなかった。1508年にマクシミリアン1世が教皇から戴冠されることなく「皇帝」を称してからは、後期の皇帝たちは「ローマ皇帝に選ばれし者」（Erwählter Römischer Kaiser）の体裁を取り、教皇による戴冠を省略してドイツ王＝ローマ王に選出された時点で皇帝を名乗るのが慣例化した。教皇によって戴冠された最後の皇帝は1530年のカール5世である。

### 皇帝＝ドイツ王の権力所在地

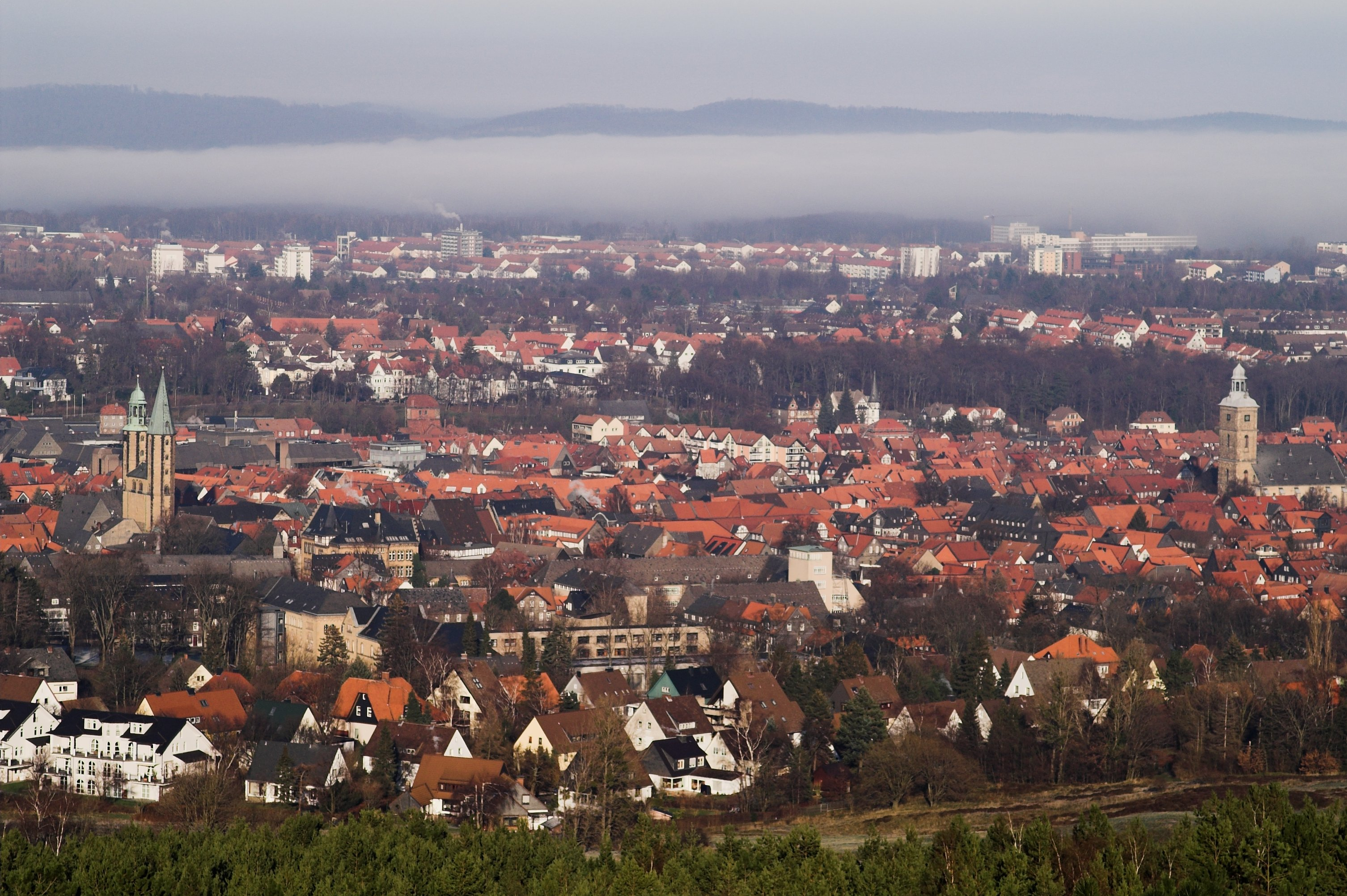
ゴスラーの歴史都市（世界遺産）

帝国は特定の首都を持たず、中世初期から中世盛期の皇帝＝ドイツ王は王国を巡り、その時々の皇帝の所在地で宮廷会議や教会会議そして法廷の開催や授封といった行政を執り行う、「旅する王権」（Reisekönigtum）の統治方式を取っていた。
しかしながら、帝国統治の中心は全土に隈なく所在する訳でもなく、ザクセン朝、ザリエル朝の諸王はハルツ山地周辺のプファルツに王宮を造営して国王支配領域を形成しており、ゴスラーの歴史都市はそのひとつである。また、オットー3世以降は帝国内の司教管区も一時的な政庁として活用するようになっている。ホーエンシュタウフェン朝は権力基盤のシュヴァーベンに加えて、ザーレ・ウンストルート川流域やライン・マイン川流域、ライン川上流域に国王支配領域を形成した。
大空位時代以降は諸侯の自立性の高まりにより、国王支配領域を形成することはできなくなり、皇帝たちは各々の家門の領地から帝国の統治を行っている。フェルディナント2世（在位:1619年-1637年）以降はハプスブルク家所領のウィーンが恒常的な宮廷所在地となった。

### 封建制

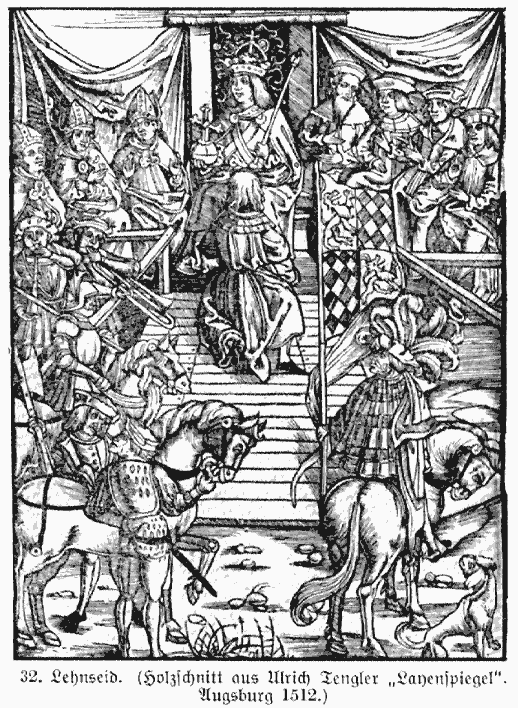
国王に対する誠実宣誓。
1512年製作の木版画。

初期のドイツ王は部族大公（Stammesherzog）によって選出されていた。部族大公はフランク王国によって征服統合されたゲルマン諸族で、フランク王から大公（duces）の官職を任命された者たちである。フランク王国の部族大公は8世紀頃に解体されたが、カロリング朝末期に復活し、ザクセン大公、フランケン大公、バイエルン大公、シュヴァーベン大公そしてロートリンゲン大公が確立した。部族大公は12世紀末まで帝国における主要な役割を果たしている。
オットー1世に始まる帝国教会政策により、三王朝時代の皇帝たちは大司教、司教、修道院長を任命して所領を寄進し、特権を与えるなど彼らとのレーエン（知行制・封建制）的な絆を結び、教会を帝国の制度基盤となした。ザクセン朝とザリエル朝の皇帝たちは大公領、辺境伯領、伯領はレーエン的なものではなく官職として扱おうとしていたが、ロタール3世（在位：1106年 - 1137年）の時代に帝国の封建化は発展し、12世紀から13世紀のホーエンシュタウフェン朝の時代にレーエン化が進められて部族大公領が解体され、国王を最高封主とする帝国国制の封建化が完了した。
12世紀末の時点で聖界諸侯の他に以下の20の世俗諸侯がいた。
- 大公：バイエルン・ザクセン・シュヴァーベン・ロレーヌ・ブラバント・オーストリア・ケルンテン・シュタイアーマルク・ボヘミア
- 辺境伯：ブランデンブルク・マイセン・ラウジッツ
- 方伯：テューリンゲン
- ライン宮中伯・アンハルト伯

### 帝国等族

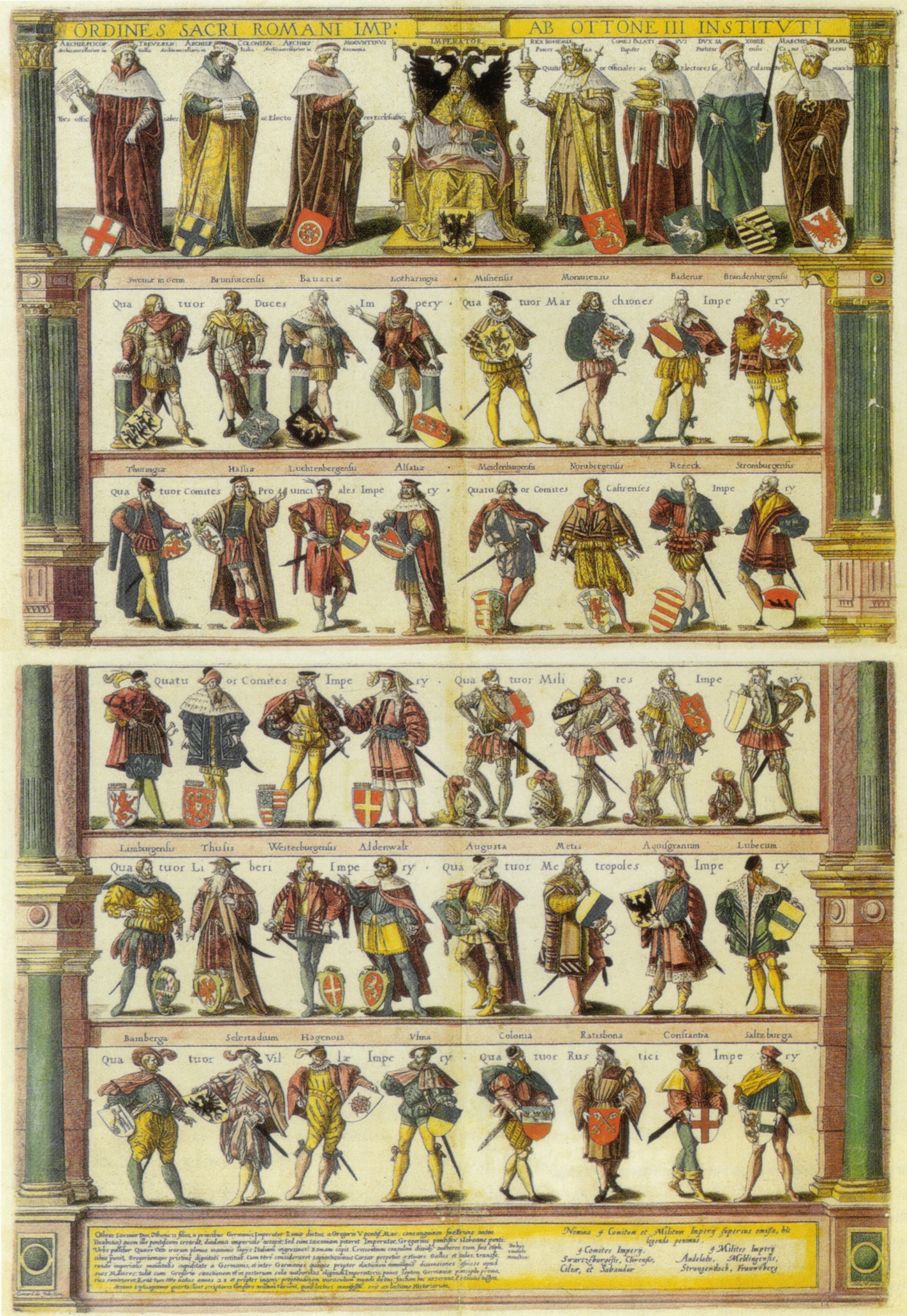
"Ordines Sacri Romani Imperii"（神聖ローマ帝国の序列）。1606年作

帝国領邦の数は相当数に及び、18世紀末の時点で領邦高権を有する領邦314、自立権力を有するその他の帝国騎士領は1475家に上った。これら小邦（Kleinstaaten）の幾つかは飛び地を含む数平方マイルの規模しかなく、そのため帝国はしばしば「パッチワーク」（Flickenteppich）と呼ばれた。皇帝と直接的な封建関係を結んで帝国封（Reichslehen）を授封された者は帝国等族（Reichsstände）と見なされた。帝国等族は以下のものである。
- 選帝侯：金印勅書によって定められたマインツ大司教・ケルン大司教・トリーア大司教・ライン宮中伯・ブランデンブルク辺境伯・ザクセン公そしてボヘミア国王。三十年戦争後にバイエルン（1648年）とハノーファー（1692年）が加わっている。1777年にライン宮中伯とバイエルンが統合。帝国最末期の1803年の再編でケルン大司教とトリーア大司教が除かれ、ザルツブルク・ヴュルテンベルク・ヘッセン＝カッセル・バーデンが選帝侯に加えられた[332]。
- 大公、公爵、伯爵または帝国騎士（Reichsritter）といった世襲貴族に統治されている領地[330]（俗界領邦）。
- 大司教、司教または修道院長といった高位聖職者に統治されている領地（聖界領邦）[333]。一般的に司教領では、この一時的な領地はしばしばより広い教区と重なっており、司教に聖俗両方の権力を与えた。マインツ大司教領、ケルン大司教領、トリーア大司教領がその事例である。
- 皇帝直轄の帝国自由都市（Freie Reichsstadt）。

1495年ヴォルムス帝国議会の時点では選帝侯7、聖界諸侯（大司教4、司教46、修道院長86）、俗界諸侯（公爵24、伯爵その他の領主145）、帝国自由都市83となっている。

### 帝国議会

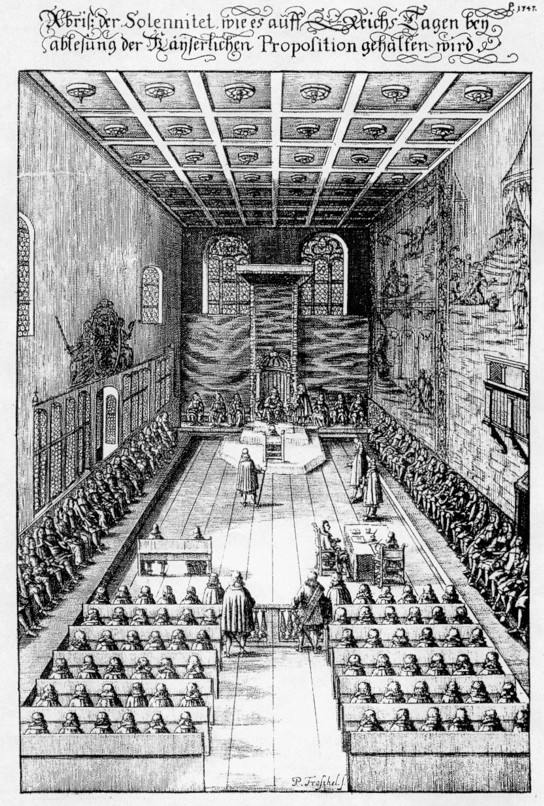
1675年帝国議会

帝国議会（Reichstag/Reichsversammlung）は神聖ローマ帝国の立法機関であり、その起源は皇帝が諸侯に重要事項を諮問する宮廷顧問会議（Hofrat）や大空位時代の選挙人集会であり、1356年の金印勅書によって成文化された。帝国議会は三つの部会に分かれている。
第一部会である選帝侯部会（Kurfürstenrat）は1273年に現れ、ローマ王選挙権を有する選帝侯によって構成される。
第二部会の諸侯部会（Fürstenrat）は1480年に成立したもので、その他の諸侯や帝国伯によって構成される。諸侯部会は二つの「議席」に分かたれており、一つが世俗諸侯、もう一つが聖界諸侯である。高位諸侯は個人票を持ち、その他の伯や高位聖職者は地域別に分けられた集合票になっている。各々の集合票は1票扱いである。18世紀半ばの時点で個人票は100票（俗界諸侯65、聖界諸侯35）、集合票は高位聖職者2票、伯4票となっている
第三部会が帝国自由都市の代表によって構成される都市部会（Städtetag）であり、シュヴァーベンとラインの二つの集合票に別けられる。各々の集合票は1票扱いである。帝国議会への自由都市代表の出席は中世後期から一般的になっていたが、彼らの出席が公式に確認されたのは1648年のヴェストファーレン条約以降のことである。都市部会は他の部会と対等ではなく、この部会がキャスティングボートを握ることを防ぐべく、他の二部会の決定が下された後に意見を求められる形式になっていた。1521年には87都市が出席権を有していたが、都市の衰退などの事情により1803年の時点では3都市に激減している。

### 帝国裁判所

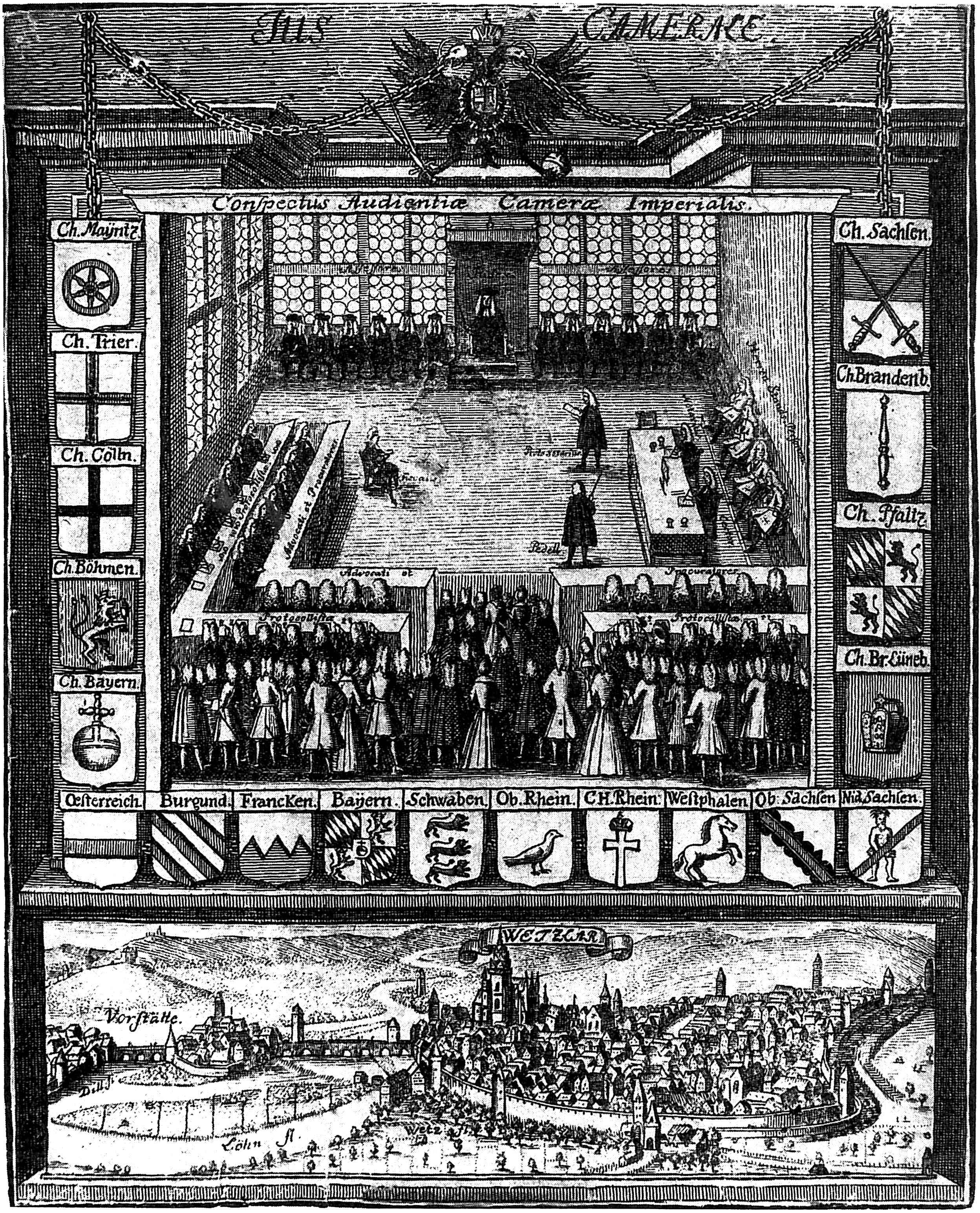
18世紀の帝国最高法院

帝国の司法機関としては皇帝が主催する宮廷裁判所（Hofgericht）が存在していたが、15世紀の帝国改造運動の一環として司法改革が求められた。フリードリヒ3世は司法は皇帝のレガリア（大権）であるとして改革に抵抗していたが、マクシミリアン1世は諸侯、等族の要求に妥協をし、1495年に永久ラント平和令を施行させる機関として専門の法律家による帝国最高法院（Reichskammergericht）が開設された。だが、マクシミリアン1世はこれに対抗すべく国王/皇帝の裁判所である帝国宮内法院（Reichshofrat）をウィーンに開設しており、帝国には2つの最高法廷が存在することになった。
帝国最高法院はフランクフルトに開設され、その後ヴォルムス・アウクスブルク・ニュルンベルク・レーゲンスブルク・シュパイヤー・エスリンゲン (en) 、再びシュパイヤーへと移転した。アウクスブルク同盟戦争の際にシュパイヤーが破壊されたため、裁判所はヴェッツラーへ移転し、1689年から帝国が消滅する1806年までここに所在している。
両裁判所は通常の刑事、民事訴訟は扱わない上訴の最上級法廷である。帝国裁判所は諸侯間や諸侯と帝国等族との係争を私的な武力行使（フェーデ）ではなく法的手続きによって解決することを目的としており、制度は1670年代頃に定着して帝国の平和維持や宗教対立の緩和に一定の役割を果たしている。

### 帝国クライス

1560年時点の帝国クライス地図

帝国改造の一環として、1500年に6管区の帝国クライスが設置され、更に4管区が1512年に設置されている。クライスは帝国最高法院陪席判事の選出、平和維持と防衛の分担調整、貨幣制度の監督、そして公共平和の維持を目的とした帝国内諸邦のほとんどを含む地域行政単位である。各々のクライスはクライス会議（Kreistag）の名で知られる独自の議会とクライス内の問題を調停する1-3人のクライス公示事項担当諸侯（Kreis Ausschreibender Fürst）を有していた。

全ての領域が帝国クライスに含まれている訳ではなく、ボヘミア王冠領・帝国騎士領や帝国内のドイツ騎士団領地などの小邦、そして・スイス・北イタリアの帝国諸侯は除外されている。

### 郵便事業
宗教改革から続く帝国郵便をルドルフ2世は1597年に公認して領邦郵便を禁じたが、君主国の郵便は堂々と営業した。ゲラルド・ファン・スウィーテンはイエズス会の検閲制度を段階的に帝国のものへと転化した。その過程ではモンテスキューによる『法の精神』が発禁解除となった。帝国郵便は新聞の流通を掌握し、検閲網となった。このような体制はドイツ統一まで続き、万国郵便連合の基礎となった。

## 評価
帝国衰亡期にあたる18世紀フランスの啓蒙思想家ヴォルテールは
「神聖ローマ帝国と自らを呼び、そして未だに呼んでいるこの政体はどの点においても神聖でなく、ローマ的でもなく、帝国でもない。」
と述べ、この評価は特に有名になっている。17世紀の法学者プーフェンドルフも帝国を国家論の規則に外れた「妖怪に似たもの」と評した。また、帝国解散の新聞記事を読んだ日のゲーテの素っ気ない日記も当時の人々が帝国に対して無関心であった事を示す例として知られる。一方で、18世紀後半のドイツ法学者ヨハン・シュテファン・ ピュッターは帝国の法維持機能を積極的に評価し、その国家性を強調している。
ドイツ帝国が成立した19世紀中盤以降のドイツ歴史学界は権力国家志向であり、中央集権化に失敗してナポレオンに敗れて消滅した神聖ローマ帝国を民族を分裂させドイツの利益を守りえなかった政治的無能と断じ、これに対して権力国家を構築してドイツ統一を成し遂げたプロイセンを擁護するプロイセン中心主義的解釈を取って来た。ナチス・ドイツの経験と第二次世界大戦の敗戦によって、権力国家概念は信用を失ったが、神聖ローマ帝国が近代国家への転換に失敗した体制であるとの解釈は続いた。
1960年代から当時の西ドイツの歴史学界で従来の集権的な国民国家を唯一の歴史的選択肢とはしない神聖ローマ帝国に対する修正主義的なアプローチが出始めた。1980年代以降、この修正主義的解釈は活発化し、その主な論旨は帝国の構造を皇帝と諸侯とに二元主義的に理解せず、帝国議会、帝国裁判所、帝国クライスなどの多様な構成員からなる帝国諸制度の相互作用や法共同体としての側面を考察することである。
この修正主義的再評価から、帝国がヴェストファーレン条約以降まったくドイツで宗教戦争が起こることなく新旧両派が共存できたのはなぜか、あるいは小国に分裂したのであればなぜその小国群のほとんどが帝国崩壊まで命脈を保つことが出来たのか、といった疑問に答えるためにマクシミリアン1世に始まる帝国改造を指摘する者もいる。帝国改造によって皇帝権力から独立した司法制度と、帝国クライスを単位とする軍隊制度が創設されたため、宗教対立などの紛争は裁判所において解決が図られ、対外戦争に対しては一致して対応することも可能になったという主張である。
また、ヴェストファーレン条約についても否定的側面のみでは捉えず、以後150年に渡り領邦の独自性を維持しつつドイツの完全な分解を防ぐ法共同体を構築した役割、更には今日に続くドイツ連邦制の基礎になったと評価する見方もある。